# 1989
Portal Geschichte | Portal Biografien | Aktuelle Ereignisse | Jahreskalender | Tagesartikel

◄ |
19. Jahrhundert |
20. Jahrhundert
| 21. Jahrhundert

◄ |
1950er |
1960er |
1970er |
1980er
| 1990er | 2000er | 2010er | ►

◄◄ |
◄ |
1985 |
1986 |
1987 |
1988 |
1989
| 1990 | 1991 | 1992 | 1993 | ► | ►►
 Jan.
| Feb.
| Mär.
| Apr.
| Mai
| Jun.
| Jul.
| Aug.
| Sep.
| Okt.
| Nov.
| Dez.
Staatsoberhäupter · Wahlen · Nekrolog  · Literaturjahr · Musikjahr · Filmjahr · Rundfunkjahr · Sportjahr
| Januar | Januar | Januar | Januar | Januar | Januar | Januar | Januar |
| Kw     | Mo     | Di     | Mi     | Do     | Fr     | Sa     | So     |
| ------ | ------ | ------ | ------ | ------ | ------ | ------ | ------ |
| 52     |        |        |        |        |        |        | 1      |
| 1      | 2      | 3      | 4      | 5      | 6      | 7      | 8      |
| 2      | 9      | 10     | 11     | 12     | 13     | 14     | 15     |
| 3      | 16     | 17     | 18     | 19     | 20     | 21     | 22     |
| 4      | 23     | 24     | 25     | 26     | 27     | 28     | 29     |
| 5      | 30     | 31     |        |        |        |        |        |

| Februar | Februar | Februar | Februar | Februar | Februar | Februar | Februar |
| Kw      | Mo      | Di      | Mi      | Do      | Fr      | Sa      | So      |
| ------- | ------- | ------- | ------- | ------- | ------- | ------- | ------- |
| 5       |         |         | 1       | 2       | 3       | 4       | 5       |
| 6       | 6       | 7       | 8       | 9       | 10      | 11      | 12      |
| 7       | 13      | 14      | 15      | 16      | 17      | 18      | 19      |
| 8       | 20      | 21      | 22      | 23      | 24      | 25      | 26      |
| 9       | 27      | 28      |         |         |         |         |         |

| März | März | März | März | März | März | März | März |
| Kw   | Mo   | Di   | Mi   | Do   | Fr   | Sa   | So   |
| ---- | ---- | ---- | ---- | ---- | ---- | ---- | ---- |
| 9    |      |      | 1    | 2    | 3    | 4    | 5    |
| 10   | 6    | 7    | 8    | 9    | 10   | 11   | 12   |
| 11   | 13   | 14   | 15   | 16   | 17   | 18   | 19   |
| 12   | 20   | 21   | 22   | 23   | 24   | 25   | 26   |
| 13   | 27   | 28   | 29   | 30   | 31   |      |      |

| April | April | April | April | April | April | April | April |
| Kw    | Mo    | Di    | Mi    | Do    | Fr    | Sa    | So    |
| ----- | ----- | ----- | ----- | ----- | ----- | ----- | ----- |
| 13    |       |       |       |       |       | 1     | 2     |
| 14    | 3     | 4     | 5     | 6     | 7     | 8     | 9     |
| 15    | 10    | 11    | 12    | 13    | 14    | 15    | 16    |
| 16    | 17    | 18    | 19    | 20    | 21    | 22    | 23    |
| 17    | 24    | 25    | 26    | 27    | 28    | 29    | 30    |

| Mai | Mai | Mai | Mai | Mai | Mai | Mai | Mai |
| Kw  | Mo  | Di  | Mi  | Do  | Fr  | Sa  | So  |
| --- | --- | --- | --- | --- | --- | --- | --- |
| 18  | 1   | 2   | 3   | 4   | 5   | 6   | 7   |
| 19  | 8   | 9   | 10  | 11  | 12  | 13  | 14  |
| 20  | 15  | 16  | 17  | 18  | 19  | 20  | 21  |
| 21  | 22  | 23  | 24  | 25  | 26  | 27  | 28  |
| 22  | 29  | 30  | 31  |     |     |     |     |

| Juni | Juni | Juni | Juni | Juni | Juni | Juni | Juni |
| Kw   | Mo   | Di   | Mi   | Do   | Fr   | Sa   | So   |
| ---- | ---- | ---- | ---- | ---- | ---- | ---- | ---- |
| 22   |      |      |      | 1    | 2    | 3    | 4    |
| 23   | 5    | 6    | 7    | 8    | 9    | 10   | 11   |
| 24   | 12   | 13   | 14   | 15   | 16   | 17   | 18   |
| 25   | 19   | 20   | 21   | 22   | 23   | 24   | 25   |
| 26   | 26   | 27   | 28   | 29   | 30   |      |      |

| Juli | Juli | Juli | Juli | Juli | Juli | Juli | Juli |
| Kw   | Mo   | Di   | Mi   | Do   | Fr   | Sa   | So   |
| ---- | ---- | ---- | ---- | ---- | ---- | ---- | ---- |
| 26   |      |      |      |      |      | 1    | 2    |
| 27   | 3    | 4    | 5    | 6    | 7    | 8    | 9    |
| 28   | 10   | 11   | 12   | 13   | 14   | 15   | 16   |
| 29   | 17   | 18   | 19   | 20   | 21   | 22   | 23   |
| 30   | 24   | 25   | 26   | 27   | 28   | 29   | 30   |
| 31   | 31   |      |      |      |      |      |      |

| August | August | August | August | August | August | August | August |
| Kw     | Mo     | Di     | Mi     | Do     | Fr     | Sa     | So     |
| ------ | ------ | ------ | ------ | ------ | ------ | ------ | ------ |
| 31     |        | 1      | 2      | 3      | 4      | 5      | 6      |
| 32     | 7      | 8      | 9      | 10     | 11     | 12     | 13     |
| 33     | 14     | 15     | 16     | 17     | 18     | 19     | 20     |
| 34     | 21     | 22     | 23     | 24     | 25     | 26     | 27     |
| 35     | 28     | 29     | 30     | 31     |        |        |        |

| September | September | September | September | September | September | September | September |
| Kw        | Mo        | Di        | Mi        | Do        | Fr        | Sa        | So        |
| --------- | --------- | --------- | --------- | --------- | --------- | --------- | --------- |
| 35        |           |           |           |           | 1         | 2         | 3         |
| 36        | 4         | 5         | 6         | 7         | 8         | 9         | 10        |
| 37        | 11        | 12        | 13        | 14        | 15        | 16        | 17        |
| 38        | 18        | 19        | 20        | 21        | 22        | 23        | 24        |
| 39        | 25        | 26        | 27        | 28        | 29        | 30        |           |

| Oktober | Oktober | Oktober | Oktober | Oktober | Oktober | Oktober | Oktober |
| Kw      | Mo      | Di      | Mi      | Do      | Fr      | Sa      | So      |
| ------- | ------- | ------- | ------- | ------- | ------- | ------- | ------- |
| 39      |         |         |         |         |         |         | 1       |
| 40      | 2       | 3       | 4       | 5       | 6       | 7       | 8       |
| 41      | 9       | 10      | 11      | 12      | 13      | 14      | 15      |
| 42      | 16      | 17      | 18      | 19      | 20      | 21      | 22      |
| 43      | 23      | 24      | 25      | 26      | 27      | 28      | 29      |
| 44      | 30      | 31      |         |         |         |         |         |

| November | November | November | November | November | November | November | November |
| Kw       | Mo       | Di       | Mi       | Do       | Fr       | Sa       | So       |
| -------- | -------- | -------- | -------- | -------- | -------- | -------- | -------- |
| 44       |          |          | 1        | 2        | 3        | 4        | 5        |
| 45       | 6        | 7        | 8        | 9        | 10       | 11       | 12       |
| 46       | 13       | 14       | 15       | 16       | 17       | 18       | 19       |
| 47       | 20       | 21       | 22       | 23       | 24       | 25       | 26       |
| 48       | 27       | 28       | 29       | 30       |          |          |          |

| Dezember | Dezember | Dezember | Dezember | Dezember | Dezember | Dezember | Dezember |
| Kw       | Mo       | Di       | Mi       | Do       | Fr       | Sa       | So       |
| -------- | -------- | -------- | -------- | -------- | -------- | -------- | -------- |
| 48       |          |          |          |          | 1        | 2        | 3        |
| 49       | 4        | 5        | 6        | 7        | 8        | 9        | 10       |
| 50       | 11       | 12       | 13       | 14       | 15       | 16       | 17       |
| 51       | 18       | 19       | 20       | 21       | 22       | 23       | 24       |
| 52       | 25       | 26       | 27       | 28       | 29       | 30       | 31       |

| Januar | Januar | Januar | Januar | Januar | Januar | Januar | Januar |
| Kw     | Mo     | Di     | Mi     | Do     | Fr     | Sa     | So     |
| ------ | ------ | ------ | ------ | ------ | ------ | ------ | ------ |
| 52     |        |        |        |        |        |        | 1      |
| 1      | 2      | 3      | 4      | 5      | 6      | 7      | 8      |
| 2      | 9      | 10     | 11     | 12     | 13     | 14     | 15     |
| 3      | 16     | 17     | 18     | 19     | 20     | 21     | 22     |
| 4      | 23     | 24     | 25     | 26     | 27     | 28     | 29     |
| 5      | 30     | 31     |        |        |        |        |        |

| Februar | Februar | Februar | Februar | Februar | Februar | Februar | Februar |
| Kw      | Mo      | Di      | Mi      | Do      | Fr      | Sa      | So      |
| ------- | ------- | ------- | ------- | ------- | ------- | ------- | ------- |
| 5       |         |         | 1       | 2       | 3       | 4       | 5       |
| 6       | 6       | 7       | 8       | 9       | 10      | 11      | 12      |
| 7       | 13      | 14      | 15      | 16      | 17      | 18      | 19      |
| 8       | 20      | 21      | 22      | 23      | 24      | 25      | 26      |
| 9       | 27      | 28      |         |         |         |         |         |

| März | März | März | März | März | März | März | März |
| Kw   | Mo   | Di   | Mi   | Do   | Fr   | Sa   | So   |
| ---- | ---- | ---- | ---- | ---- | ---- | ---- | ---- |
| 9    |      |      | 1    | 2    | 3    | 4    | 5    |
| 10   | 6    | 7    | 8    | 9    | 10   | 11   | 12   |
| 11   | 13   | 14   | 15   | 16   | 17   | 18   | 19   |
| 12   | 20   | 21   | 22   | 23   | 24   | 25   | 26   |
| 13   | 27   | 28   | 29   | 30   | 31   |      |      |

| April | April | April | April | April | April | April | April |
| Kw    | Mo    | Di    | Mi    | Do    | Fr    | Sa    | So    |
| ----- | ----- | ----- | ----- | ----- | ----- | ----- | ----- |
| 13    |       |       |       |       |       | 1     | 2     |
| 14    | 3     | 4     | 5     | 6     | 7     | 8     | 9     |
| 15    | 10    | 11    | 12    | 13    | 14    | 15    | 16    |
| 16    | 17    | 18    | 19    | 20    | 21    | 22    | 23    |
| 17    | 24    | 25    | 26    | 27    | 28    | 29    | 30    |

| Mai | Mai | Mai | Mai | Mai | Mai | Mai | Mai |
| Kw  | Mo  | Di  | Mi  | Do  | Fr  | Sa  | So  |
| --- | --- | --- | --- | --- | --- | --- | --- |
| 18  | 1   | 2   | 3   | 4   | 5   | 6   | 7   |
| 19  | 8   | 9   | 10  | 11  | 12  | 13  | 14  |
| 20  | 15  | 16  | 17  | 18  | 19  | 20  | 21  |
| 21  | 22  | 23  | 24  | 25  | 26  | 27  | 28  |
| 22  | 29  | 30  | 31  |     |     |     |     |

| Juni | Juni | Juni | Juni | Juni | Juni | Juni | Juni |
| Kw   | Mo   | Di   | Mi   | Do   | Fr   | Sa   | So   |
| ---- | ---- | ---- | ---- | ---- | ---- | ---- | ---- |
| 22   |      |      |      | 1    | 2    | 3    | 4    |
| 23   | 5    | 6    | 7    | 8    | 9    | 10   | 11   |
| 24   | 12   | 13   | 14   | 15   | 16   | 17   | 18   |
| 25   | 19   | 20   | 21   | 22   | 23   | 24   | 25   |
| 26   | 26   | 27   | 28   | 29   | 30   |      |      |

| Juli | Juli | Juli | Juli | Juli | Juli | Juli | Juli |
| Kw   | Mo   | Di   | Mi   | Do   | Fr   | Sa   | So   |
| ---- | ---- | ---- | ---- | ---- | ---- | ---- | ---- |
| 26   |      |      |      |      |      | 1    | 2    |
| 27   | 3    | 4    | 5    | 6    | 7    | 8    | 9    |
| 28   | 10   | 11   | 12   | 13   | 14   | 15   | 16   |
| 29   | 17   | 18   | 19   | 20   | 21   | 22   | 23   |
| 30   | 24   | 25   | 26   | 27   | 28   | 29   | 30   |
| 31   | 31   |      |      |      |      |      |      |

| August | August | August | August | August | August | August | August |
| Kw     | Mo     | Di     | Mi     | Do     | Fr     | Sa     | So     |
| ------ | ------ | ------ | ------ | ------ | ------ | ------ | ------ |
| 31     |        | 1      | 2      | 3      | 4      | 5      | 6      |
| 32     | 7      | 8      | 9      | 10     | 11     | 12     | 13     |
| 33     | 14     | 15     | 16     | 17     | 18     | 19     | 20     |
| 34     | 21     | 22     | 23     | 24     | 25     | 26     | 27     |
| 35     | 28     | 29     | 30     | 31     |        |        |        |

| September | September | September | September | September | September | September | September |
| Kw        | Mo        | Di        | Mi        | Do        | Fr        | Sa        | So        |
| --------- | --------- | --------- | --------- | --------- | --------- | --------- | --------- |
| 35        |           |           |           |           | 1         | 2         | 3         |
| 36        | 4         | 5         | 6         | 7         | 8         | 9         | 10        |
| 37        | 11        | 12        | 13        | 14        | 15        | 16        | 17        |
| 38        | 18        | 19        | 20        | 21        | 22        | 23        | 24        |
| 39        | 25        | 26        | 27        | 28        | 29        | 30        |           |

| Oktober | Oktober | Oktober | Oktober | Oktober | Oktober | Oktober | Oktober |
| Kw      | Mo      | Di      | Mi      | Do      | Fr      | Sa      | So      |
| ------- | ------- | ------- | ------- | ------- | ------- | ------- | ------- |
| 39      |         |         |         |         |         |         | 1       |
| 40      | 2       | 3       | 4       | 5       | 6       | 7       | 8       |
| 41      | 9       | 10      | 11      | 12      | 13      | 14      | 15      |
| 42      | 16      | 17      | 18      | 19      | 20      | 21      | 22      |
| 43      | 23      | 24      | 25      | 26      | 27      | 28      | 29      |
| 44      | 30      | 31      |         |         |         |         |         |

| November | November | November | November | November | November | November | November |
| Kw       | Mo       | Di       | Mi       | Do       | Fr       | Sa       | So       |
| -------- | -------- | -------- | -------- | -------- | -------- | -------- | -------- |
| 44       |          |          | 1        | 2        | 3        | 4        | 5        |
| 45       | 6        | 7        | 8        | 9        | 10       | 11       | 12       |
| 46       | 13       | 14       | 15       | 16       | 17       | 18       | 19       |
| 47       | 20       | 21       | 22       | 23       | 24       | 25       | 26       |
| 48       | 27       | 28       | 29       | 30       |          |          |          |

| Dezember | Dezember | Dezember | Dezember | Dezember | Dezember | Dezember | Dezember |
| Kw       | Mo       | Di       | Mi       | Do       | Fr       | Sa       | So       |
| -------- | -------- | -------- | -------- | -------- | -------- | -------- | -------- |
| 48       |          |          |          |          | 1        | 2        | 3        |
| 49       | 4        | 5        | 6        | 7        | 8        | 9        | 10       |
| 50       | 11       | 12       | 13       | 14       | 15       | 16       | 17       |
| 51       | 18       | 19       | 20       | 21       | 22       | 23       | 24       |
| 52       | 25       | 26       | 27       | 28       | 29       | 30       | 31       |

Das Jahr 1989 stand maßgeblich unter dem Einfluss der politischen Umwälzungen in den europäischen Ostblockstaaten, welche durch wachsenden Protest der Bevölkerung hervorgerufen wurden. Mit den ersten demokratischen Parlamentswahlen in Polen, dem Abbau der Grenzanlagen Ungarns zu Österreich ab Mai, der Grenzbefestigungen der Tschechoslowakei im Dezember und dem Fall der Berliner Mauer am 9. November 1989 kam es zur Öffnung des Eisernen Vorhangs. Dies leitete das Ende des Kalten Krieges ein und markierte das Ende des „kurzen 20. Jahrhunderts“. In China löste dagegen das Militär am 3. und 4. Juni 1989 die monatelange Besetzung des Platzes des himmlischen Friedens mit dem Tian’anmen-Massaker gewaltsam auf und unterband die Bestrebungen von Studenten nach weitergehender Öffnung der Gesellschaft und Demokratie.
Die Sowjetunion zog indessen ihre Truppen aus Afghanistan zurück; damit endete der zehn Jahre lang andauernde Sowjetisch-Afghanische Krieg. Im Januar 1989 trat George H. W. Bush das Amt des 41. Präsidenten der Vereinigten Staaten an.
Bundespräsident Richard von Weizsäcker wurde am 23. Mai 1989 im Amt bestätigt.

## Jahreswidmungen
- Der Teichrohrsänger (Acrocephalus scirpaceus) ist Vogel des Jahres (NABU/Deutschland)
- Die Stieleiche (Quercus robur) ist Baum des Jahres (Kuratorium Baum des Jahres/Deutschland)
- Das Breitblättrige Knabenkraut (Dactylorhiza majalis) ist Orchidee des Jahres (Arbeitskreis Heimische Orchideen/Deutschland)

## Ereignisse

### Politik und Weltgeschehen

#### Januar
- 01. Januar: Jean-Pascal Delamuraz wird Bundespräsident der Schweiz.
- 01. Januar: Durch einen Bericht von Michael R. Gordon in der New York Times wird die Beteiligung der Unternehmen Imhausen-Chemie und Salzgitter AG an einer Chemiewaffenfabrik in Rabta, Libyen bekannt.
- 01. Januar: Das von den USA und Kanada geschlossene Freihandelsabkommen Canada–United States Free Trade Agreement tritt in Kraft.
- 01. Januar: Das Montrealer Protokoll über Stoffe, die zu einem Abbau der Ozonschicht führen tritt in Kraft.
- 02. Januar: Ranasinghe Premadasa wird neuer Staatspräsident von Sri Lanka.
- 10. Januar: Der Kubanische Militäreinsatz in Angola mündet nach dreizehnjähriger Präsenz in einen beginnenden gestaffelten Truppenabzug aus Angola.

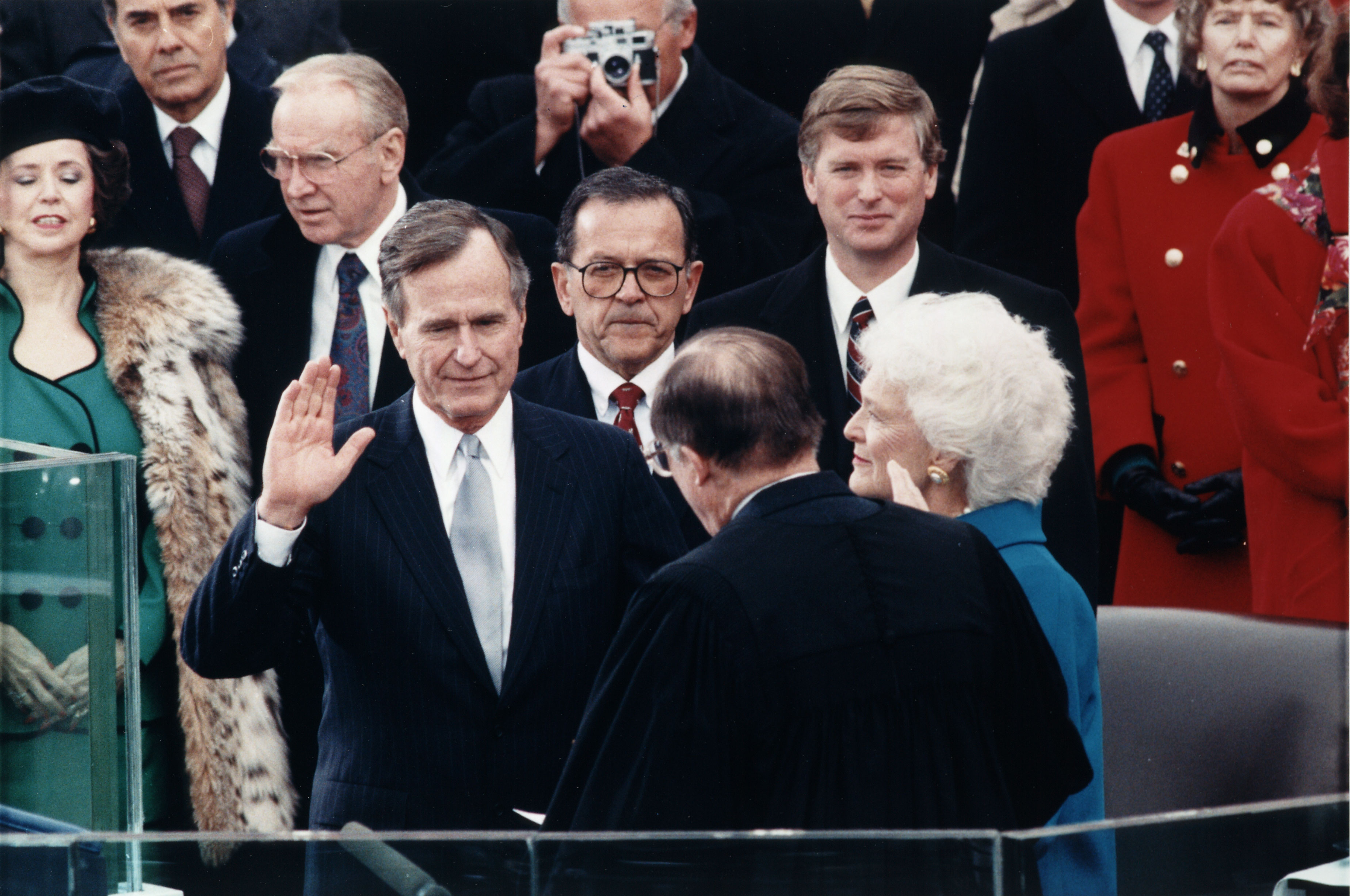
George H. W. Bush

- 20. Januar: Amtseinführung von George H. W. Bush als 41. US-Präsident. Er folgt Ronald Reagan, der nach zwei Amtszeiten nicht wiedergewählt werden konnte.
- 21. Januar: in der Volksrepublik Ungarn verzichtet die Ungarische Sozialistische Arbeiterpartei auf ihre Führungsrolle.
- 29. Januar: Die Wahl zum West-Berliner Abgeordnetenhaus endet sensationell: Die CDU/FDP-Koalition (Senat Diepgen IV) unter Eberhard Diepgen verliert ihre Mehrheit, die FDP scheitert mit 3,9 % an der 5 %-Hürde, die CDU erhält 8,7 Prozentpunkte weniger als bei der Wahl 1985, die 1983 gegründete Partei Die Republikaner zieht erstmals in ein westdeutsches Landesparlament ein.

#### Februar

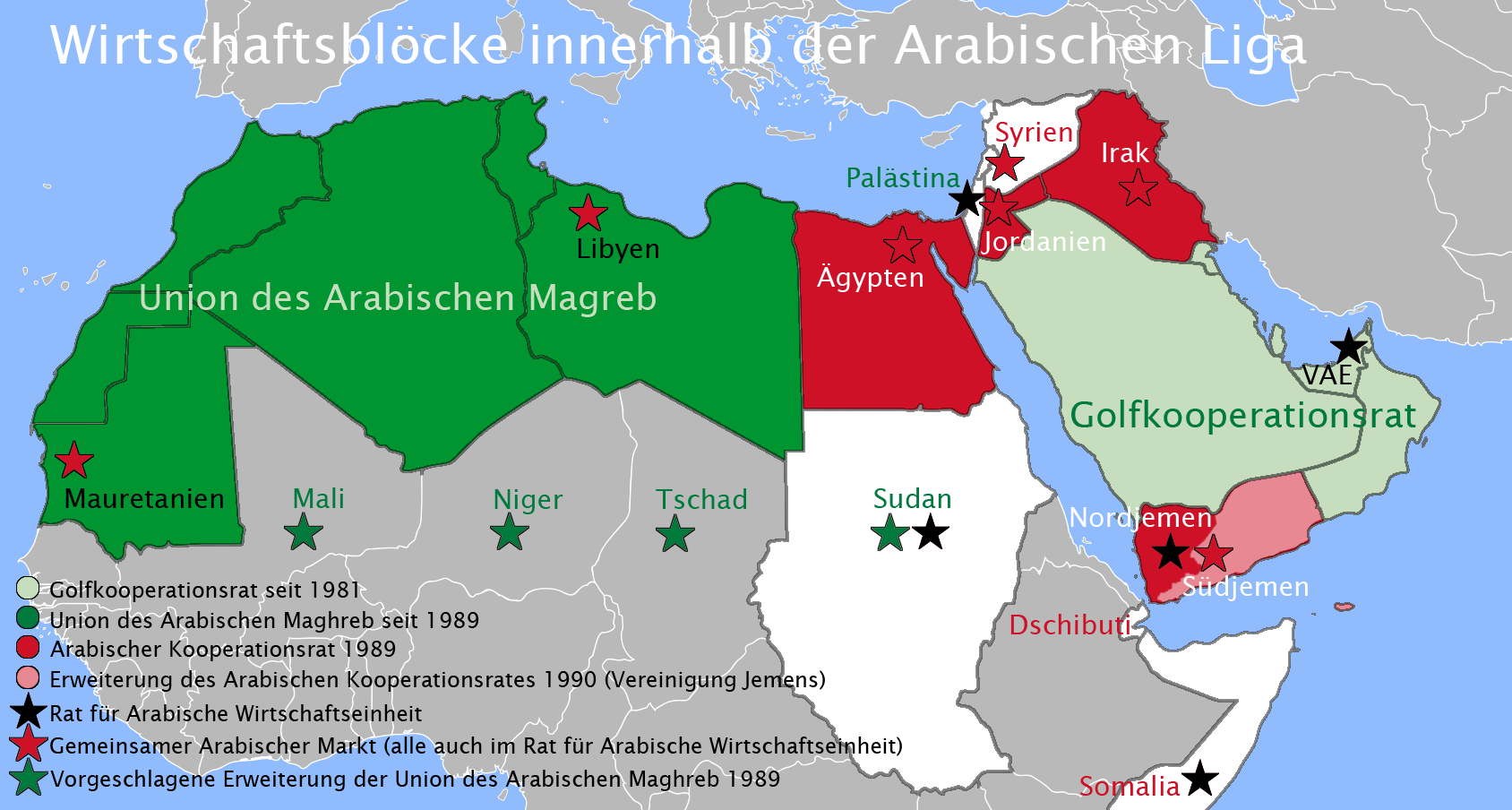
Union des Arabischen Maghreb (dunkelgrün), Arabischer Kooperationsrat (rot) und (geplante) Erweiterungen

- 02. Februar: Ergebnislos gehen die Wiener MBFR-Verhandlungen über eine Truppenreduzierung in Europa nach 16-jähriger Dauer zu Ende.
- 03. Februar: Umsturz in Paraguay, Absetzung des Diktators Alfredo Stroessner (danach bis zu seinem Tod im Exil in Brasilien).
- 06. Februar: Erstes Treffen am Runden Tisch in Warschau. Die Kommunisten geben Macht ab.
- 14. Februar: Durch eine Fatwa abgesichert ruft der iranische Revolutionsführer Ruhollah Chomeini zur Tötung des Schriftstellers Salman Rushdie auf. Sein Buch Die satanischen Verse richte sich gegen den Islam, den Propheten und den Koran.
- 15. Februar: Der im Mai 1988 begonnene sowjetische Truppenrückzug aus Afghanistan ist abgeschlossen. Damit endet die am 25. Dezember 1979 begonnene sowjetische Intervention in Afghanistan.
- 15. Februar: Die Parlamentswahl in Sri Lanka wird durch die regierende United National Party gewonnen.
- 16. Februar: In Bagdad gründen Irak, Jordanien, Ägypten und die Jemenitische Arabische Republik (Nordjemen) den Arabischen Kooperationsrat. Ziel des vor allem auf irakisches Betreiben gegründeten Bündnisses soll die Einheit, Solidarität und Stärkung der arabischen Nation sein. Trotz einiger Kooperationsabkommen und weiterer Abkommenentwürfe entsteht nur eine Art Freihandelszone.
- 17. Februar: In Marrakesch gründen Algerien, Libyen, Marokko, Mauretanien und Tunesien die Union des Arabischen Maghreb. Der Zusammenschluss bezweckt das Anstreben einer Wirtschaftsunion und eine einheitliche Politik in Belangen Nordafrikas.
- 24. Februar: Staatsgäste aus 163 Ländern nehmen an der Bestattung des japanischen Kaisers Hirohito teil. Dieser hatte von 1926 bis zu seinem Tod regiert.

#### März
- 09. März: In Wien beginnen Abrüstungsverhandlungen in Europa, an deren Ende der im Jahr 1992 wirksam werdende Vertrag über Konventionelle Streitkräfte in Europa stehen wird.
- 12. März: Landtagswahlen in den österreichischen Bundesländern Kärnten, Tirol und Salzburg bringen für die regierenden Parteien SPÖ und ÖVP deutliche Verluste; die rechtsgerichtete FPÖ unter ihrem Parteiobmann Jörg Haider erhält deutlich mehr Stimmen als bei der jeweiligen Wahl zuvor.
- 12. März: Kommunalwahl in Hessen bestätigen den Trend: herbe Verluste für CDU und FDP, Stagnation bei SPD und Grünen, deutliche Hinzugewinne für die rechtsradikalen Parteien NPD und Republikaner
- 13. März: Ein geomagnetischer Sturm legt die Stromversorgung in der kanadischen Provinz Québec lahm.
- 13. März: Eine unterirdische Sprengung im DDR-Kalirevier Merkers verursacht einen Gebirgsschlag. In der Gemeinde Völkershausen werden fast 80 % der 360 Wohnhäuser im Ort und fast alle historischen Gebäude beschädigt (Gebirgsschlag Völkershausen)
- 16. März: Das Abgeordnetenhaus von Berlin wählt mit den Stimmen von SPD und Alternativer Liste den Sozialdemokraten Walter Momper zum Regierenden Bürgermeister von West-Berlin.
- 26. März: Wahl der obersten Volksversammlung in Laos
- 26. März: Erstmals dürfen die Bürger der Sowjetunion ihre Vertreter im Volksdeputiertenkongress frei wählen.
- 28. März: Serbien beendet die Autonomie des Kosovo und der Vojvodina.

#### April
- 02. April: Wahl von Zine el-Abidine Ben Ali als Staatspräsident in Tunesien
- 05. April: Wiederzulassung der Solidarność in Polen
- 09. April: Massaker vor dem Parlamentsgebäude in Tiflis, Georgische Sowjetrepublik

#### Mai
- 02. Mai: Ungarn beginnt, marode Zäune an der Grenze zwischen Österreich und Ungarn abzubauen.
- 07. Mai Kommunalwahlen in der DDR. Oppositionelle stellten zahlreiche Wahlmanipulationen fest.
- 09. Mai: Slobodan Milošević wird Präsident von Serbien.
- 23. Mai: Die Bundesversammlung wählt Richard von Weizsäcker zur zweiten Amtszeit als Bundespräsident.

#### Juni

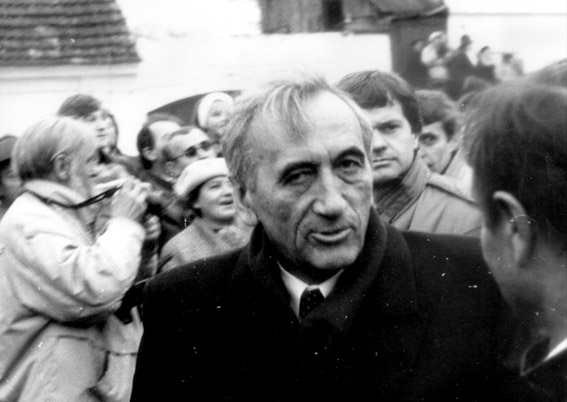
Tadeusz Mazowiecki (1989)

- 03. Juni: Tod von Ajatollah Ruhollah Chomeini im Iran. Ajatollah Ali Chamenei rückt an seine Stelle.
- 03. Juni: Mit zirka 18.000 Fahrzeugen demonstrieren Berliner gegen das vom rot-grünen Senat unter Walter Momper (SPD) verordnete Tempolimit 100 auf der AVUS und sammeln über 100.000 Unterschriften. Die AVUS war die einzige limitfreie Autobahn innerhalb West-Berlins.
- 04. Juni: Massaker auf dem „Platz des Himmlischen Friedens“ in Peking, China
- 04. Juni: Bei den ersten demokratischen Parlamentswahlen in Polen gewinnt das „Bürgerkomitee“ und Tadeusz Mazowiecki (Solidarność) wird designierter erster nicht-kommunistischer Ministerpräsident. Mit dieser Wahl beginnt die politische Wende im Ostblock.
- 06. Juni: Ajatollah Ali Chamenei wird Staatsoberhaupt im Iran auf unbestimmte Zeit.
- 06. Juni: Zu chaotischen Zuständen kommt es in Teheran bei den Trauerfeierlichkeiten für Ajatollah Ruhollah Chomeini. Fünf Millionen Menschen sind auf den Straßen der iranischen Hauptstadt.
- 11. Juni: France-Albert René wird als Staatspräsident der Seychellen in seinem Amt bestätigt.
- 12. und 13. Juni: Staatsbesuch des sowjetischen Staats- und Parteichefs Michail Gorbatschow in Bonn, der damaligen Hauptstadt der Bundesrepublik Deutschland. Gorbatschow und Bundeskanzler Helmut Kohl unterzeichnen eine Gemeinsame Erklärung.[1]
- 18. Juni: zweite Runde der teilweise freien Parlamentswahlen in Polen. Das „Bürgerkomitee Solidarność“ gewinnt alle 161 der in freier Wahl vergebenen Sitze im Sejm und 99 von 100 Sitzen im neuerrichteten Senat.
- 18. Juni: Bei der Europawahl in Deutschland erhält die rechtspopulistische Kleinpartei Die Republikaner 7,1 Prozent der Stimmen und zieht mit sechs Abgeordneten in das Europaparlament ein.
- 19. Juni: Anschlag der Provisional Irish Republican Army auf die Quebec Barracks der britischen Streitkräfte in Osnabrück.
- 23. Juni: Wiederzulassung Ägyptens zur Arabischen Liga
- 27. Juni: Der ungarische Außenminister Gyula Horn und sein österreichische Amtskollege Alois Mock schneiden an der Grenze zwischen Österreich und Ungarn symbolisch mit Bolzenschneidern einen Signalzaun durch. Die symbolträchtigen Fotos gehen um die Welt.[2][3]
- 30. Juni: Umar al-Baschir wird nach einem unblutigen Militärputsch Präsident der Republik Sudan.

#### Juli
- 09. Juli: Carlos Menem wird Präsident von Argentinien.
- 17. Juli: Österreich beantragt die Aufnahme in die EG.
- 19. Juli: Der bisherige Staatsratsvorsitzende Wojciech Jaruzelski wird mit einer Stimme Mehrheit zum polnischen Staatspräsidenten gewählt. Die Opposition hat ihn in einer Kompromisslösung akzeptiert.
- 20. Juli: Die Militärregierung Myanmars stellt die Oppositionsführerin Aung San Suu Kyi erstmals unter Hausarrest.

#### August
- 06. August: Jaime Paz Zamora wird Präsident Boliviens.
- 19. August: „Paneuropäisches Picknick“ an der ungarischen Grenze zu Österreich bei Sopron, kurzzeitig wird ein Grenztor geöffnet, dabei können zirka 700 DDR-Bürger fliehen.
- 23. August: am 50. Jahrestag des Hitler-Stalin-Paktes bilden über eine Million Menschen eine über 600 km lange Menschenkette, um für die Unabhängigkeit der baltischen Staaten zu demonstrieren. Die Kette verbindet die Hauptstädte Tallinn, Riga und Vilnius.
- 24. August: Wojciech Jaruzelski wird erster Staatspräsident Polens und Tadeusz Mazowiecki Ministerpräsident.
- 25. August: Deutsch-ungarisches Geheimtreffen auf Schloss Gymnich bei Bonn auf Initiative des ungarischen Ministerpräsidenten Miklós Németh. Németh, sein Außenminister Gyula Horn und Botschafter Horváth treffen Bundeskanzler Helmut Kohl, seinen Berater Horst Teltschik und Außenminister Hans-Dietrich Genscher.[4][5]
- 31. August: Dschibuti wird Mitglied in der UNESCO.

#### September
- 02. September: in Kapstadt (Südafrika) schlagen Polizeikräfte die Demonstration Purple Rain Protest nieder.
- 04. September: Erste Montagsdemonstration in Leipzig.
- 11. September: Ungarn öffnet seine Grenze zu Österreich, Deutsche aus der DDR gelangen hier in den Westen.
- 23. September: Souveränitätserklärung Aserbaidschans.
- 26. September: Aus Kambodscha ziehen sich die letzten vietnamesischen Truppen zurück.
- 30. September: Hans-Dietrich Genscher verkündet vom Balkon der Prager Botschaft die Ausreisegenehmigung für alle DDR-Flüchtlinge, die in die Botschaft geflüchtet sind.
- 30. September: Die Konföderation Senegambia geht zu Ende. Gambia verweigert sich dem Drängen Senegals auf Vereinigung beider Staaten.

#### Oktober

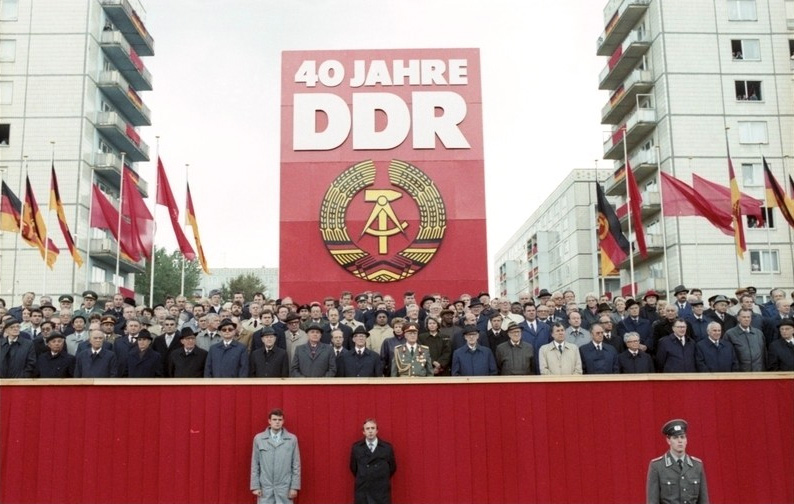
40. Jahrestag der DDR

Sondermarke 40 Jahre DDR

- 01. Oktober: Erste Sonderzüge mit DDR-Flüchtlingen aus der Deutschen Botschaft in Prag von Prag über das Gebiet der DDR nach Hof in Bayern.
- 02. Oktober: Montagsdemonstration Leipzig mit 20.000 Teilnehmern.
- 04. Oktober: Vereinzelte Straßenkämpfe am Dresdner Hauptbahnhof wegen der Durchfahrt der Züge mit DDR-Flüchtlingen aus Prag zwischen ca. 5.000 Demonstranten und der Volkspolizei in der sonst zumeist friedlichen Revolution.
- 07. Oktober: Feierlichkeiten zum 40. Jahrestag der DDR; am Rande Ausschreitungen und Zuführungen in Berlin, Demonstrationen gegen das SED-Regime in Leipzig, Plauen u. a.; Gründung der Sozialdemokratischen Partei SDP in der DDR in Schwante bei Berlin.
- 09. Oktober: Legendäre Montagsdemonstration in Leipzig mit 70.000 Teilnehmern, Durchbruch der Wende in der DDR.
- 09. Oktober: König Olav V. eröffnet in Karasjok die erste Sitzung des norwegischen Sameting, einer parlamentarischen Vertretung der Samen.
- 16. Oktober: Leipziger Montagsdemonstration mit 120.000 Teilnehmern.
- 18. Oktober: Erich Honecker tritt als Vorsitzender des Staatsrats der DDR und Generalsekretär der SED zurück, sein Nachfolger wird Egon Krenz.
- 23. Oktober: 300.000 Demonstranten in Leipzig.
- 23. Oktober: Die neue Verfassung Ungarns tritt in Kraft.
- 23. Oktober: Ausrufung der Republik und Ende der Volksrepublik Ungarn.
- 24. Oktober: Kiribati wird Mitglied in der UNESCO.
- 25. Oktober: Die Cookinseln werden Mitglied in der UNESCO.
- 25. Oktober: Der Sprecher des sowjetischen Außenministeriums, Gennadi Gerassimow, teilt die 'Sinatra-Doktrin' ('I did it my way') mit: Die kommunistischen Bruderstaaten dürfen über ihren politischen Weg selbst und unabhängig von Moskau entscheiden.
- 26. Oktober: Sozialabkommen zwischen der Bundesrepublik Deutschland und Schweden
- 26. Oktober: Demonstration in Dresden mit 100.000 Teilnehmern (Cockerwiese)
- 29. Oktober: Parlamentswahlen in Spanien
- 30. Oktober: Das DDR-Fernsehen stellt Karl-Eduard von Schnitzlers montägliche Sendung Der schwarze Kanal ein.

#### November
- 03. November: Die DDR gestattet ihren dortigen Bürgern die direkte Ausreise aus der ČSSR in die Bundesrepublik Deutschland, nachdem erneut etwa 5.000 Menschen in die westdeutsche Botschaft in Prag gelangt sind.
- 04. November: Alexanderplatz-Großdemonstration während der friedlichen Revolution nach einem Aufruf der DDR-Künstlerverbände für Demokratie und einer reformierten DDR mit rund einer Million Teilnehmern und Abschlusskundgebung auf dem Alexanderplatz in Ostberlin
- 06. November: Demonstration in Dresden mit 70.000 Teilnehmern
- 07. November: Beginn der Wahlen zur Verfassunggebenden Versammlung in Namibia
- 07. November: MTV Europe strahlt das erste Live-Programm aus Ostberlin aus.
- 07. November: In New York City entscheiden sich die Wähler für David Dinkins als ihren künftigen Bürgermeister. Er ist in der Millionenstadt das erste afroamerikanische Stadtoberhaupt.
- 09./10. November: Öffnung der Berliner Mauer (Fall der Mauer) und Öffnung der innerdeutschen Grenze
- 10. November: Sturz von Bulgariens Staats- und Parteichef Todor Schiwkow
- 13. November: Fürst Hans-Adam II. von und zu Liechtenstein wird Staatsoberhaupt von Liechtenstein.
- 16. November: Die Todesschwadron Bataillon Atlacatl der Armee El Salvadors ermordet den regimekritischen Kanzler Ignacio Ellacuría der Jesuiten-Universität Universidad Centroamericana “José Simeón Cañas”. Sieben weitere im Gebäude anwesende Personen werden ebenfalls getötet, um keine Zeugen zu hinterlassen.
- 17. November: Die Niederschlagung einer genehmigten Gedenkveranstaltung von Studenten in Prag (zum Gedenken eines 1939 von den Nazis ermordeten Widerstandskämpfers) führt zum Beginn der Samtenen Revolution in der Tschechoslowakei.
- 18. November: Die Volkskammer wählt eine neue DDR-Regierung unter Ministerpräsident Hans Modrow (SED).
- 19. November: In der Tschechoslowakei gründen sich als Sprachrohr der Opposition das tschechische Bürgerforum und die slowakische Öffentlichkeit gegen Gewalt.
- 20. November: Die Vereinten Nationen verabschieden die Kinderrechtskonvention: Die Bundesregierung macht gegen die Ratifizierung Vorbehalte geltend.
- 22. November: Nach 17 Tagen im Amt wird der libanesische Präsident René Moawad in Beirut bei einem Bombenattentat getötet. Die Explosion einer 250 Kilogramm schweren Autobombe beim Passieren der Wagenkolonne des Präsidenten kostet, ihn eingeschlossen, 24 Menschen das Leben. Die Verantwortlichen und die Hintergründe bleiben im Dunkeln.
- 23. November: Beginn der Sezessionsversuche in Südossetien, Georgien
- 24. November: In der Tschechoslowakei tritt eine Woche nach Beginn der Samtenen Revolution unter dem Druck der Straße die kommunistische Parteiführung zurück.
- 26. November: Ermordung des komorischen Präsidenten Ahmed Abdallah unter Mitwirkung von Bob Denard.
- 27. November: Der Oberste Sowjet der UdSSR sanktioniert das wirtschaftliche Selbstbestimmungsrecht von Litauen, Lettland und Estland.
- 27. November: In der Tschechoslowakei bricht wegen der Politik des Ministerpräsidenten Ladislav Adamec ein Generalstreik aus; etwa 80 Prozent der Bevölkerung beteiligen sich.
- 28. November: Bundeskanzler Helmut Kohl gibt im Bundestag überraschend sein deutschlandpolitisches Zehn-Punkte-Programm bekannt; es hat das Ziel der deutschen Wiedervereinigung in maximal zehn Jahren.
- 30. November: In Bad Homburg vor der Höhe kommt Alfred Herrhausen, der Vorstandssprecher der Deutschen Bank, bei einem Bombenanschlag ums Leben. Die Täterschaft ist bisher ungeklärt.

#### Dezember
- 02./3. Dezember: Vor Malta treffen sich US-Präsident George H. W. Bush und der sowjetische Staats- und Parteichef Michail Gorbatschow zu Gipfelgesprächen.
- 03. Dezember: Generalsekretär Egon Krenz, Politbüro und ZK der SED treten zurück.
- 04. Dezember: Demonstration in Leipzig mit 150.000 Teilnehmern.
- 07. Dezember: Der tschechoslowakische Ministerpräsident Ladislav Adamec tritt wegen anhaltender Unruhen im Land von seinem Amt zurück.
- 10. Dezember: In der Tschechoslowakei wird unter Marián Čalfa eine Regierung des nationalen Einverständnis unter der Beteiligung der bisherigen Opposition gebildet; nach der Ernennung der Regierung tritt der kommunistische Staatspräsident Husak zurück.
- 14. Dezember: In Chile endet mit der Wahl von Patricio Aylwin zum Präsidenten die Diktatur Pinochets.
- 16. Dezember: Die rumänische Revolution beginnt.
- 19. Dezember: Dresdenbesuch Bundeskanzler Helmut Kohls, Treffen mit Ministerpräsident Hans Modrow
- 20. Dezember: Operation Just Cause: US-amerikanische Invasionstruppen marschieren in Panama mit dem alleinigen Ziel ein, den in Drogengeschäfte verwickelten Machthaber Manuel Noriega festzunehmen. Dieser kann sich dem sofortigen Zugriff entziehen und in der vatikanischen Botschaft untertauchen.

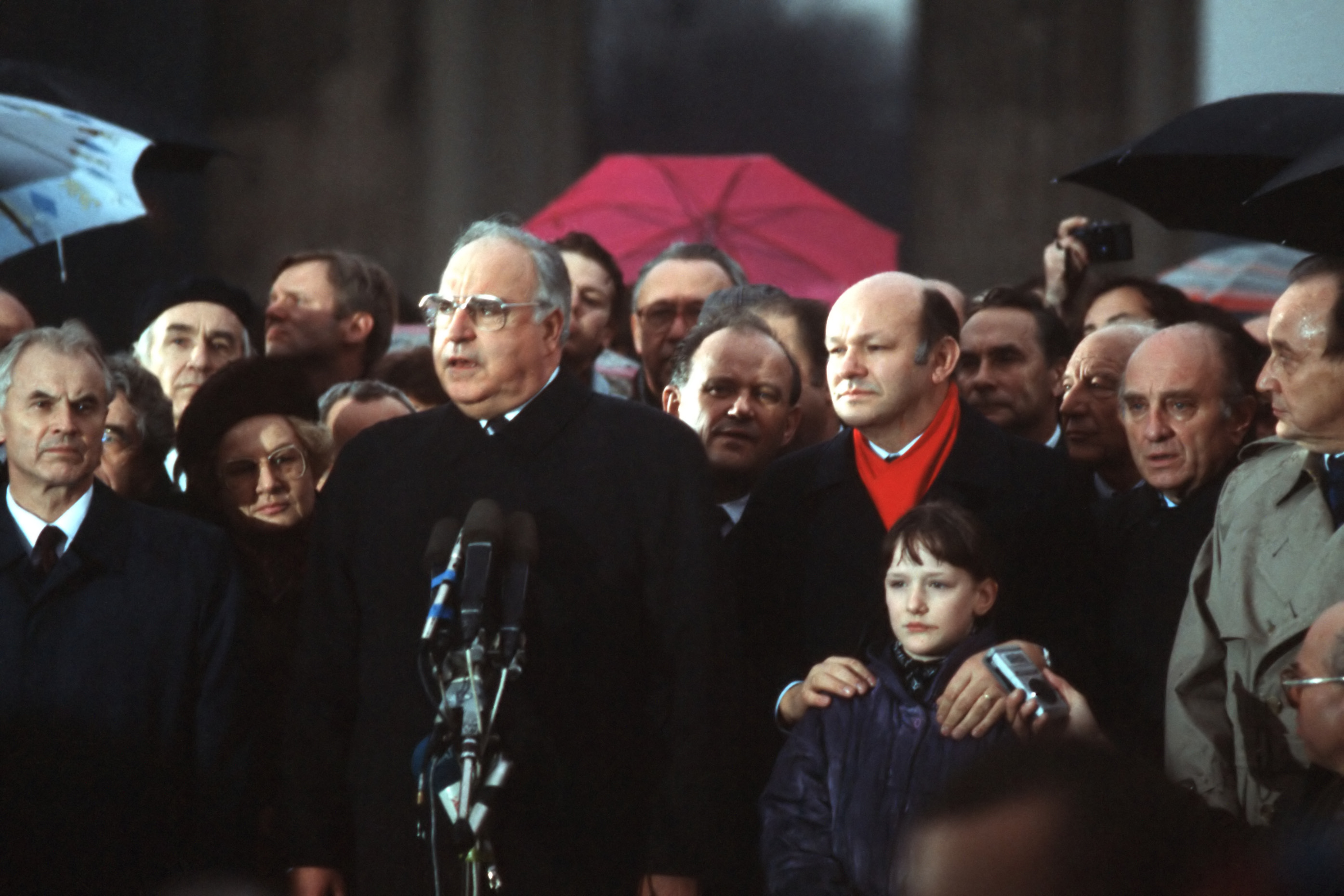
Hans Modrow, Helmut Kohl, Walter Momper Öffnung des Brandenburger Tores, 22. Dezember 1989

- 20. Dezember: Die SPD verabschiedet auf einem Parteitag in Berlin das Berliner Programm.
- 22. Dezember: Das Brandenburger Tor in Berlin wird 28 Jahre nach dem Bau der Mauer wieder geöffnet.
- 22. Dezember: Der Aufstand gegen Nicolae Ceaușescu beginnt in Rumänien,

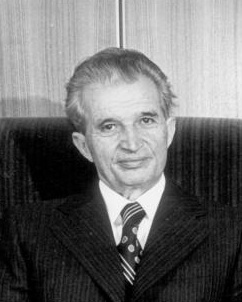
Nicolae Ceaușescu

- 25. Dezember: Nicolae Ceaușescu und seine Frau werden nach dem dreitägigen erfolgreichen Aufstand gegen seine Diktatur in Rumänien hingerichtet.
- 27. Dezember: Verabschiedung des Programms zur Wirtschaftsreform in Polen
- 29. Dezember: Verfassungsänderung mit grundlegenden Reformen in Polen
- 29. Dezember: Václav Havel wird zum Präsidenten der Tschechoslowakei gewählt.
- Die Kinderrechtskonvention wird von der Generalversammlung der Vereinten Nationen angenommen und tritt 1990 in Kraft.

### Wirtschaft

ProSieben

- 1. Januar: Der deutsche Privatsender ProSieben beginnt den Sendebetrieb; Vorläufer war Eureka TV.
- 1. Januar: In der Bundesrepublik Deutschland werden Neufahrzeuge nur noch mit Fahrzeugkatalysatoren zugelassen.
- 31. Januar: Der SPD-Parteivorstand beschließt, die Parteizeitung Vorwärts aus Kostengründen einzustellen. Dessen Mitarbeiter widersetzen sich dem Ende des traditionsreichen Blattes.
- 5. Februar: Über den Fernsehsatelliten Astra 1A wird erstmals in Europa ein reines Nachrichtenprogramm, das englischsprachige Sky News, ausgestrahlt. Die betreibende Firma gehört zum Medienkonzern von Rupert Murdoch.
- 10. Februar: In der Bundesrepublik Deutschland werden die Herstellung, Inverkehrbringung und Verwendung von gesundheitsschädigenden Stoffen mit Polychlorierte Biphenyle (PCB) und Polychlorierte Terphenyle (PCT) verboten.
- 14. Februar: Das Oberste Gericht Indiens verurteilt den US-Konzern Union Carbide im Streit mit der Regierung wegen der Katastrophe von Bhopal zu einer Schadensersatzzahlung von 470 Millionen US-Dollar. Management und indische Regierung hatten sich auf diesen Betrag nach zähen Verhandlungen verständigt.
- 21. April: In Japan erscheint die Handheld-Konsole Game Boy, die sich in der Folge zu einem weltweiten Millionenseller entwickelt.
- 5. Juni: Mit einer Ariane-4-Rakete wird der Kommunikationssatellit DFS-Kopernikus 1 der Deutschen Bundespost von Kourou aus gestartet und in eine geostationäre Position gebracht. Er wird zur Übertragung von Fernsehprogrammen und Telefongesprächen genutzt.
- 5. Oktober: Erster Langer Donnerstag (verlängerte Ladenöffnungszeiten) in der Bundesrepublik Deutschland.
- 6. November: Hit Radio FFH erhält als erstes Privatradio in Hessen eine Sendelizenz.
- 31. Dezember: Die Auszahlung von Begrüßungsgeld an die Bundesrepublik Deutschland besuchende DDR-Bürger wird eingestellt.
- Der japanische Baumaschinenhersteller Komatsu übernimmt das deutsche Unternehmen Hanomag in Hannover.

### Wissenschaft und Technik
- 18. März: In Ägypten wird eine 4400 Jahre alte Mumie am Fuß der Cheops-Pyramide gefunden.
- 27. März: Die russische Marssonde Fobos 2 geht verloren. Als offizielle Ursache hierfür gilt ein Computerdefekt.
- 7. April: Beginn des planmäßigen Startbetriebs von MMR06-M-Raketen auf der Halbinsel Zingst zur Erforschung der Hochatmosphäre. Bis April 1992 werden dort insgesamt 62 Raketen gestartet.
- 25. August: Die amerikanische Raumsonde Voyager 2 fliegt am Neptun vorbei und liefert viele Fotos vom Planeten und seinen Monden.
- 27. September: Der Asteroid Polites wird entdeckt.
- 16. Oktober: In einem Usenet-Posting wird erstmals Godwins Gesetz formuliert.
- 31. Dezember: Arved Fuchs und Reinhold Messner erreichen auf ihrer Antarktisdurchquerung zu Fuß und auf Skiern den geografischen Südpol.

### Kultur
- 2. Januar: Der Schriftsteller Andrzej Szczypiorski erhält den österreichischen Staatspreis für Literatur.
- 18. März: Uraufführung der komischen Oper Der heiße Ofen von Hans Werner Henze in Kassel
- 29. März: Frankreichs Staatspräsident François Mitterrand eröffnet die vom Architekten Ieoh Ming Pei gestaltete Glaspyramide im Innenhof des Louvre. Es ist der Auftakt zum weiteren Ausbau des Museumsgeländes.
- 6. Mai: Die Band Riva gewinnt in Lausanne mit dem Lied Rock Me für Jugoslawien die 34. Auflage des Eurovision Song Contest.
- 2. Juni: Premiere des Films Der Club der toten Dichter
- 12. Juni: Kulturabkommen zwischen der Bundesrepublik Deutschland und Kuwait. In Kraft seit dem 23. Mai 1990
- 16. Juni: Kulturabkommen zwischen der Bundesrepublik Deutschland und Äthiopien. In Kraft seit dem 7. März 1991
- 1. Juli: In Berlin findet die erste Loveparade statt.
- 27. und 28. Juli: In der Studentenstadt Freimann findet zum ersten Mal das StuStaCulum statt.
- 16. Oktober: Kulturabkommen zwischen der Bundesrepublik Deutschland und Tansania. In Kraft seit dem 16. Juni 1992

Logo der Fernsehserie The Simpsons

- 17. Dezember: In den USA wird die erste eigenständige Folge der Simpsons ausgestrahlt.
- Erstmalige Vergabe des Praemium Imperiale Award
- Eröffnung des Vitra Design Museum
- Central Saint Martins College of Art and Design
- Der Zirkus Flic Flac wird gegründet.

### Religion und Gesellschaft
- 12. Februar: Joachim Kardinal Meisner wird Erzbischof von Köln.
- 7. April: In Wien werden vier Beschäftigte des Krankenhauses Lainz unter Mordverdacht verhaftet. Als Todesengel von Lainz haben sie den Ermittlungen zufolge in sechs Jahren eine größere Anzahl von Patienten getötet.
- 30. Juni: In Essen wird ein 13-jähriger Jugendlicher von Polizisten in Notwehr erschossen, nachdem er zuvor mit der erbeuteten Dienstwaffe eines Polizisten mehrfach auf diese geschossen hatte. Dieser Polizeieinsatz erhält später den Namen Fall Kemal C.
- 2. Oktober: Im Flughafen Wien-Schwechat wird der wegen Mordverdacht und vermutetem Versicherungsbetrug dringend gesuchte Österreicher Udo Proksch trotz seines durch eine Gesichtsoperation veränderten Aussehens bei der Einreise erkannt und festgenommen. Er gilt als Drahtzieher im Fall Lucona.
- 19. Oktober: Ein Gericht in Großbritannien hebt das Urteil gegen die seit 15 Jahren in Haft sitzenden Guildford Four auf. Vier Nordiren waren als Terroristen verurteilt worden, weil sie im Jahr 1974 Bombenanschläge gestanden hatten. Die Aussagen waren von der Polizei durch Folter erzwungen.

### Sport
- Einträge von Leichtathletik-Weltrekorden siehe unten der jeweiligen Disziplin unter Leichtathletik.
- 5. Februar: Als Joint Venture zwischen der EBU und Sky Television beginnt Eurosport sein in erster Linie auf Sportereignisse spezialisiertes Fernsehprogramm.
- 25. Februar: Mike Tyson gewinnt seinen Boxkampf und Weltmeistertitel im Schwergewicht gegen Frank Bruno im Hilton Hotel, Las Vegas, Nevada, USA, durch technischen KO.
- 26. März bis 17. September: Austragung der 41. FIM-Motorrad-Straßenweltmeisterschaft
- 26. März bis 5. November: Austragung der 40. Formel-1-Weltmeisterschaft
- 21. April: Offizielle Gründungsversammlung des Deutschen Cricket Bundes in Schloss Philippsruhe in Hanau.
- 23. April: Gerhard Berger, Formel-1-Fahrer, hat beim Großen Preis von San Marino in Imola/Italien einen schweren Unfall. Trotz seiner Verletzungen kann er im übernächsten Rennen wieder starten.
- 2. Juli: Bei der Fußball-Europameisterschaft der Frauen werden die deutschen Damen mit einem 4:1-Sieg über Norwegen erstmals Fußball-Europameister.
- 9. Juli: Die Tennisspielerin Steffi Graf und der Tennisspieler Boris Becker gewinnen innerhalb weniger Stunden die Einzelwettbewerbe der Wimbledon Championships.
- 21. Juli: Mike Tyson gewinnt seinen Boxkampf und Weltmeistertitel im Schwergewicht gegen Carl „The Truth“ Williams in der Convention Hall, Atlantic City, New Jersey, USA, durch technischen K.o.
- 22. Oktober: Alain Prost wird nach einer Kollision mit seinem Teamkollegen Ayrton Senna, der nach dem Rennen disqualifiziert wird, in Suzuka zum dritten Mal Formel-1-Weltmeister.
- 15. bis 17. Dezember: Deutschland (mit Boris Becker, Carl-Uwe Steeb) gewinnt erneut das Davis-Cup-Finale gegen Schweden (in Stuttgart).
- Basketball-Europameisterschaft 1989 in Zagreb, Jugoslawien.
- Roberto Durán besiegt Iran Barkley und wird als ehemaliges Leichtgewicht Weltmeister im Mittelgewicht.

### Katastrophen
Kleinere Unglücksfälle sind in den Unterartikeln von Katastrophe und in der Liste von Katastrophen aufgeführt.
- 8. Februar: Eine Boeing 707 der Independent Air zerschellt aufgrund eines Kommunikationsfehlers beim Landeanflug auf Santa Maria, Azoren, Portugal an einem Berg. Alle 144 Menschen an Bord sterben.
- 24. März: Der Öltanker Exxon Valdez fährt vor Alaska auf ein Riff im Prinz-William-Sund auf. 40.000 Tonnen Rohöl laufen aus und verursachen eine schwere Ölpest. Die Verseuchung weiter Küstenabschnitte und die nachhaltige Schädigung des alaskischen Ökosystems stellt bis heute eine der größten Umweltkatastrophen der Seefahrt dar.
- 15. April: Bei der Hillsborough-Katastrophe im Hillsborough Stadium in Sheffield bricht beim FA-Cup-Spiel Nottingham Forest gegen FC Liverpool unter den Liverpool-Fans eine Panik aus. 96 Menschen verlieren ihr Leben, 730 werden verletzt.
- 3. Juni: An einer undichten Erdgaspipeline bei Ufa in Russland bildet sich eine Gaswolke. Als zwei voll besetzte Züge die Stelle passieren, kommt es zur Explosion mit 575 Toten und 623 Verletzten (siehe hierzu Eisenbahnunfall bei Ufa).
- 7. Juni: Eine Douglas DC-8 der Surinam Airways, auf dem planmäßigen Flug aus den Niederlanden kommend, stürzt nach dem dritten Landeanflug bei dichtem Nebel in den Dschungel von Paramaribo, Suriname. 168 Menschen sterben, nur 15 überleben.
- 19. Juli: Eine McDonnell Douglas DC-10 der United Airlines stürzt während einer Notlandung auf dem Sioux City Airport, Iowa, USA wegen hydraulischer Probleme auf die Landebahn. 111 Personen sterben, 185 überleben (siehe hierzu United-Airlines-Flug 232).
- 10. September: Ein bulgarischer Schlepper kollidiert auf der Donau bei Galați bei widriger Sicht mit dem rumänischen Fahrgastschiff Mogosoaja. Die Schiffshavarie hat 207 Tote zur Folge.
- 19. September: Eine McDonnell Douglas DC-10 der französischen Union de Transports Aériens explodiert durch einen Bombenanschlag in der Luft über Niger. Alle 171 Menschen an Bord sterben (siehe UTA-Flug 772).
- 17. Oktober: Beim Loma-Prieta-Erdbeben 1989 in der Bucht von San Francisco mit der Stärke 7,1 sterben 62 Menschen; die Sachschäden betragen 6 Milliarden Dollar.

## Geboren

### Januar

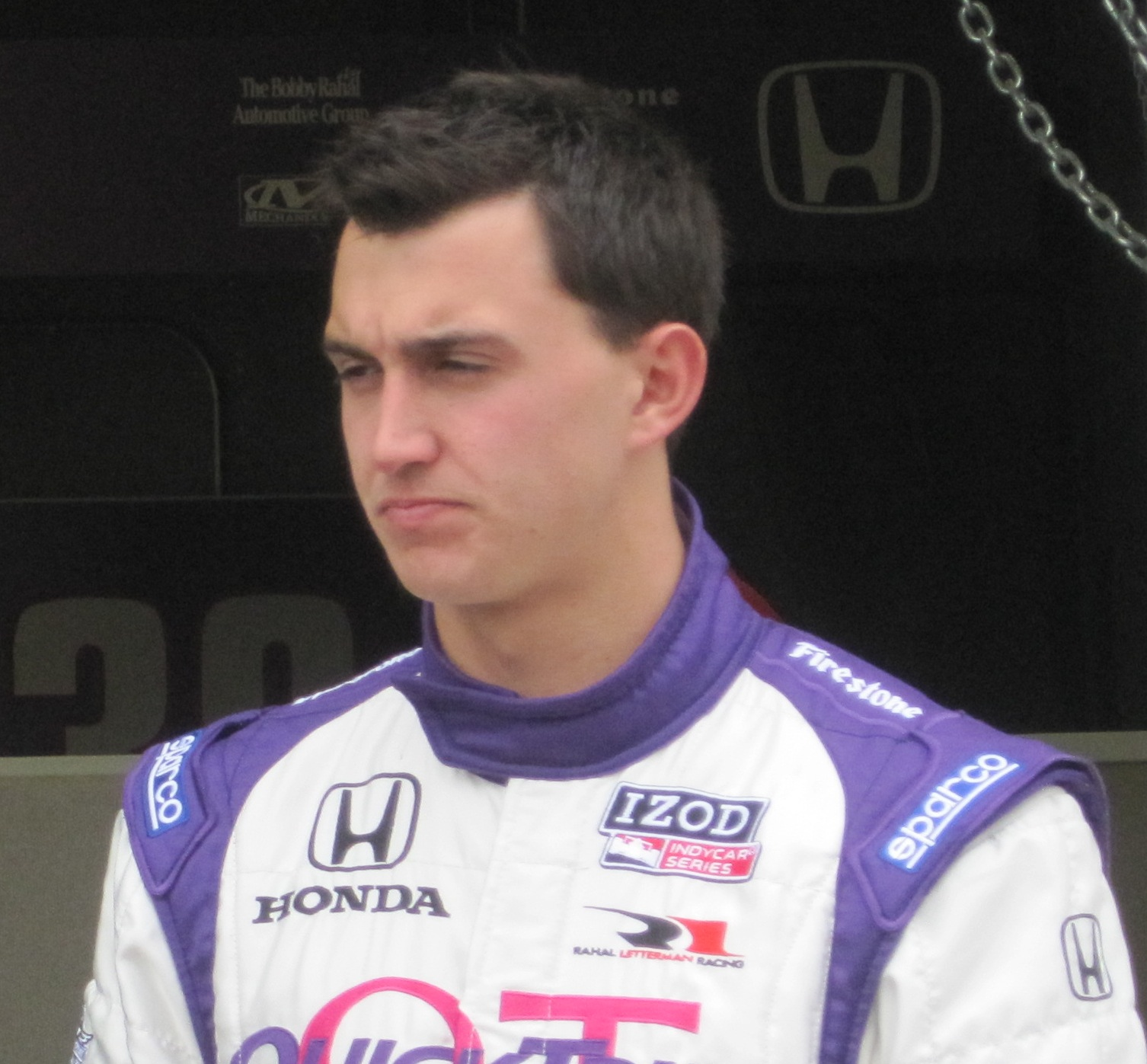
Graham Rahal

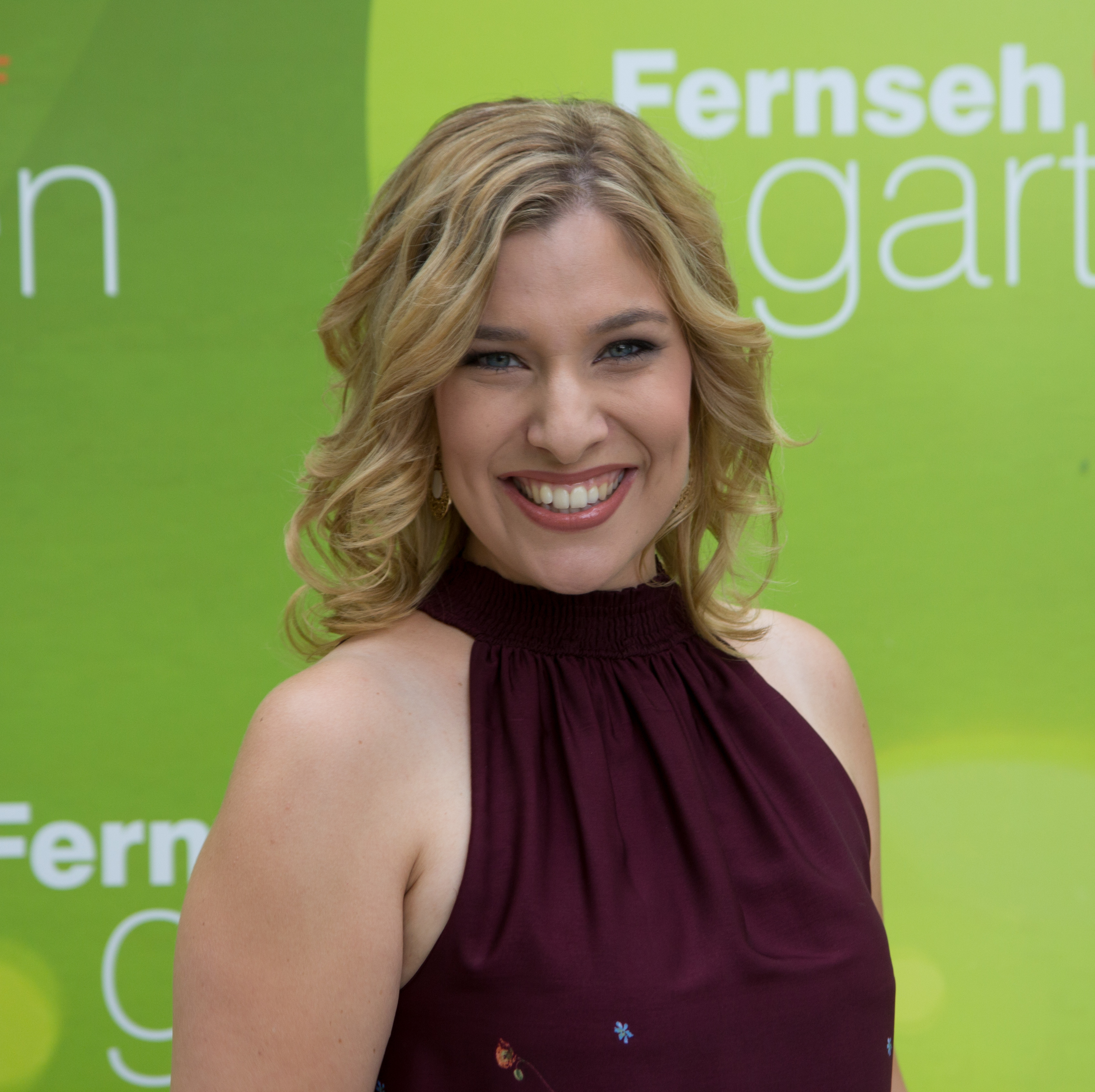
Laura Wilde (2018)

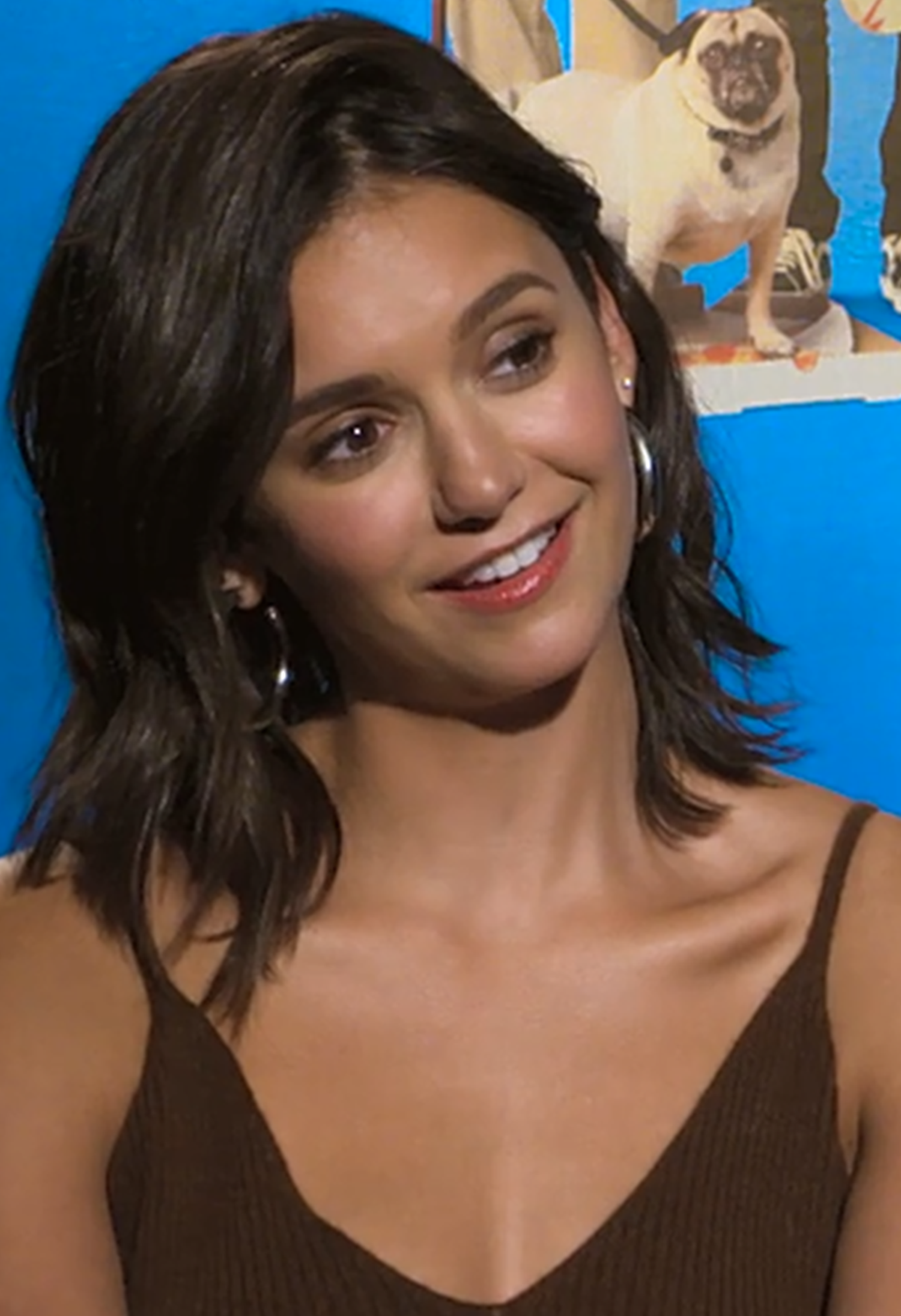
Nina Dobrev

- 01. Januar: Tameem al-Kubati, jemenitischer Taekwondoin
- 01. Januar: Sachi Amma, japanischer Sportkletterer
- 01. Januar: Sabah Şəriəti, aserbaidschanischer Ringer iranischer Herkunft
- 03. Januar: Stefano Agostini, italienischer Straßenradrennfahrer
- 03. Januar: Alex D. Linz, US-amerikanischer Schauspieler
- 03. Januar: Kōhei Uchimura, japanischer Geräteturner
- 04. Januar: Laura Giombini, italienische Beachvolleyballspielerin
- 04. Januar: Graham Rahal, US-amerikanischer Automobilrennfahrer
- 04. Januar: Laura Wilde, deutsche Schlagersängerin
- 05. Januar: Clara Cleymans, belgische Schauspielerin
- 05. Januar: Michael C. Fox, britischer Schauspieler und Musiker
- 06. Januar: José Justicia, spanischer Dartspieler
- 06. Januar: Max Pirkis, britischer Schauspieler
- 06. Januar: David Sigacev, russischer Automobilrennfahrer
- 06. Januar: Yurie Tanaka, japanische Biathletin
- 07. Januar: John Degenkolb, deutscher Radrennfahrer
- 07. Januar: Emiliano Insúa, argentinischer Fußballspieler
- 07. Januar: Shōhei Matsunaga, japanischer Fußballspieler
- 08. Januar: Marwa Amri, tunesische Ringerin
- 08. Januar: Oliver Bozanic, australischer Fußballspieler
- 08. Januar: Fabian Frei, Schweizer Fußballspieler
- 08. Januar: Simone Gorholt, deutsche Schauspielerin
- 08. Januar: Marcel Meisen, deutscher Radrennfahrer
- 08. Januar: Non Stanford, britische Triathletin
- 09. Januar: Kinga Achruk, polnische Handballspielerin
- 09. Januar: Michael Beasley, US-amerikanischer Basketballspieler
- 09. Januar: Kevin Benavides, argentinischer Motorradrennfahrer
- 09. Januar: Nina Dobrev, bulgarische Schauspielerin und Model
- 09. Januar: Michaëlla Krajicek, niederländische Tennisspielerin
- 09. Januar: Keisuke Kunimoto, japanischer Automobilrennfahrer
- 09. Januar: Anton Månsson, schwedischer Handballspieler
- 10. Januar: Emily Meade, US-amerikanische Schauspielerin
- 11. Januar: Sammy Carlson, US-amerikanischer Freestyle- und Freeride-Skier
- 11. Januar: Emili García, andorranischer Fußballspieler
- 11. Januar: Marcus Haber, kanadisch-österreichischer Fußballspieler
- 12. Januar: Aneta Sablik, polnische Sängerin
- 12. Januar: Ross Smith, englischer Dartspieler
- 12. Januar: Axel Witsel, belgischer Fußballspieler
- 13. Januar: Andy Allo, US-amerikanische Sängerin und Schauspielerin
- 13. Januar: Bryan Arguez, US-amerikanischer Fußballspieler
- 13. Januar: Ahmet Arı, türkische Fußballspieler
- 13. Januar: John Astley, englischer Snookerspieler
- 13. Januar: Walter Grubmüller, österreichischer Automobilrennfahrer
- 13. Januar: Tim Matavž, slowenischer Fußballspieler
- 13. Januar: Beau Mirchoff, US-amerikanischer Schauspieler
- 14. Januar: Jūlija Levčenko, lettische Fußballspielerin
- 14. Januar: Lærke Møller, dänische Handballspielerin
- 14. Januar: Aomi Muyock, Schweizer Schauspielerin
- 16. Januar: Kiesa Rae Ellestad, kanadische Singer-Songwriterin
- 16. Januar: Yvonne Zima, US-amerikanische Schauspielerin
- 18. Januar: Katharina Baunach, deutsche Fußballspielerin
- 20. Januar: Kevin Abbring, niederländischer Rallye-Fahrer
- 20. Januar: Ananias, brasilianischer Fußballspieler († 2016)
- 21. Januar: Nareh Arghamanyan, armenische Pianistin
- 21. Januar: Henrich Mchitarjan, armenischer Fußballspieler
- 21. Januar: Matteo Pelucchi, italienischer Radrennfahrer
- 22. Januar: Jonathan Kwesi Aikins, deutscher Schauspieler
- 23. Januar: Alexander Böhm, deutscher YouTuber und Webvideo-Produzent
- 24. Januar: Dean Harrison, britischer Motorradrennfahrer
- 25. Januar: Mihai Marinescu, rumänischer Automobilrennfahrer
- 25. Januar: Dominik Weiß, deutscher Handballspieler
- 26. Januar: MarShon Brooks, US-amerikanischer Basketballspieler
- 26. Januar: Mattia Pozzo, italienischer Radrennfahrer
- 26. Januar: Jakob Wais, deutscher Journalist
- 27. Januar: Jun Jung-lin, südkoreanischer Bobfahrer
- 28. Januar: Jeroen Engelsman, deutsch-niederländischer Schauspieler
- 28. Januar: Jason Hoffman, australischer Fußballspieler
- 28. Januar: SSIO, deutscher Rapper
- 29. Januar: Inga Lessmann, deutsche Schauspielerin
- 29. Januar: Daisuke Nakajima, japanischer Automobilrennfahrer
- 30. Januar: Kylie Bunbury, kanadische Schauspielerin
- 30. Januar: Kang Han-na, südkoreanische Schauspielerin
- 30. Januar: Giacomo Nizzolo, italienischer Radrennfahrer
- 31. Januar: Rafael Achmetow, russischer Eishockeyspieler
- 31. Januar: Joanna Atkins, US-amerikanische Sprinterin
- 31. Januar: Nikki Chooi, kanadischer Geiger
- 31. Januar: Sebastian Eriksson, schwedischer Fußballspieler
- 31. Januar: Mersiha Husagic, jugoslawisch-deutsche Schauspielerin

### Februar

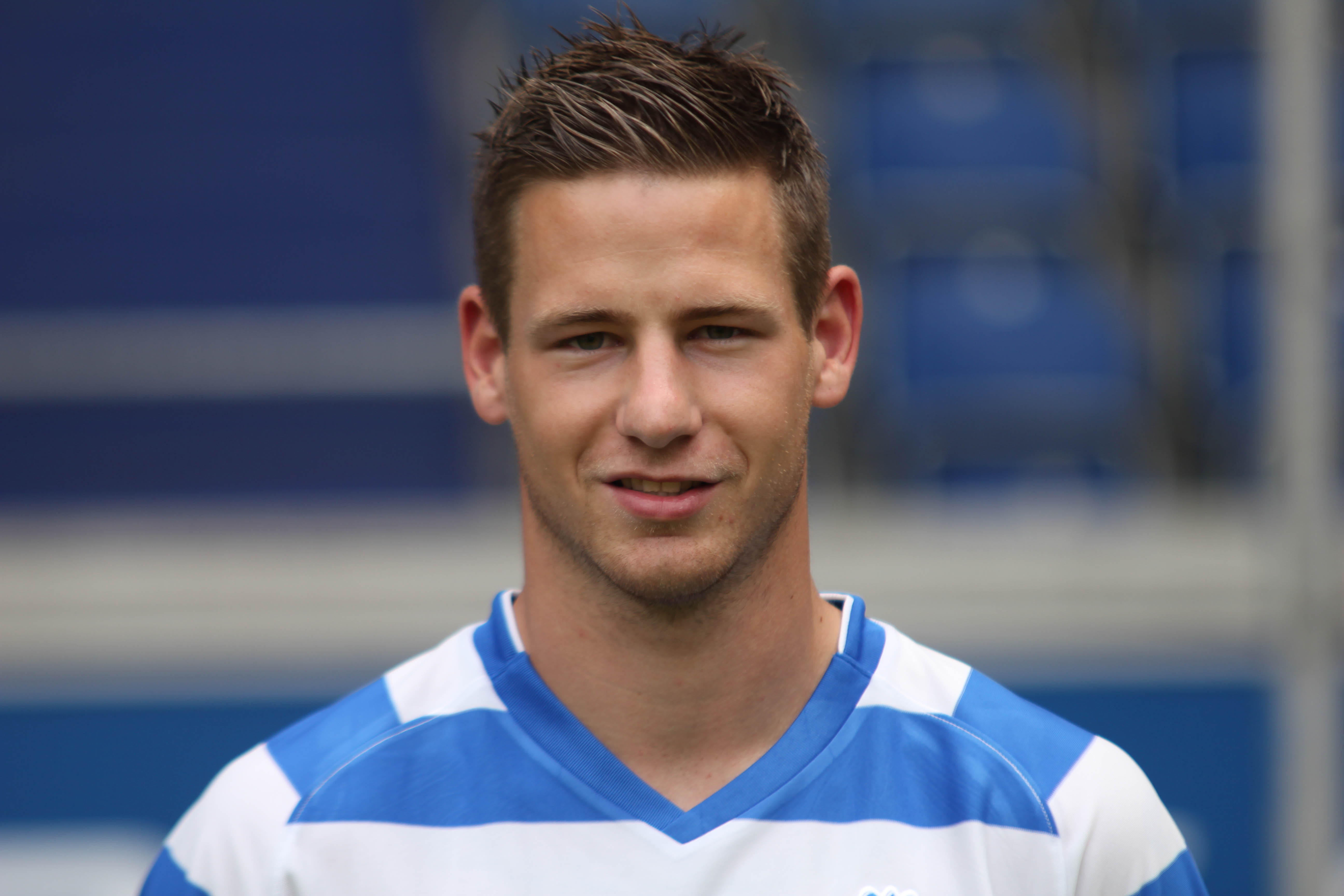
Timo Perthel

- 01. Februar: Nadine Enoch, deutsche Fußballspielerin
- 01. Februar: Filippo Fortin, italienischer Radrennfahrer
- 01. Februar: Jessica Kreuzer, deutsche Fußballspielerin
- 02. Februar: Shane Archbold, neuseeländischer Radrennfahrer
- 02. Februar: Dion Beukeboom, niederländischer Radrennfahrer
- 02. Februar: Ivan Perišić, kroatischer Fußballspieler
- 02. Februar: Jakub Sylvestr, slowakischer Fußballspieler
- 02. Februar: Mégane Vallet,  französische Handballspielerin
- 03. Februar: Franziska Hagemann, deutsche Fußballspielerin
- 03. Februar: David Manga, zentralafrikanischer Fußballspieler
- 03. Februar: Reinardt Janse van Rensburg, südafrikanischer Radrennfahrer
- 04. Februar: Walentina Gunina, russische Schachmeisterin
- 04. Februar: Ion Izaguirre, spanischer Radrennfahrer
- 04. Februar: Yunus Özmusul, türkischer Handballtorwart
- 05. Februar: Joakim Andersson, schwedischer Eishockeyspieler
- 05. Februar: Kadir Atkın, türkischer Fußballspieler
- 05. Februar: Robin Himmelmann, deutscher Fußballtorwart
- 05. Februar: Jeremy Sumpter, US-amerikanischer Schauspieler
- 05. Februar: Jeremy Fragrance, deutscher Webvideoproduzent
- 06. Februar: Jonny Flynn, US-amerikanischer Basketballspieler
- 06. Februar: Manuel Schäffler, deutscher Fußballspieler
- 07. Februar: Mohamed Amsif, deutsch-marokkanischer Fußballtorwart
- 07. Februar: Nick Calathes, griechisch-US-amerikanischer Basketballspieler
- 07. Februar: Ángel Pulgar, venezolanischer Radrennfahrer
- 07. Februar: Isaiah Thomas, US-amerikanischer Basketballspieler
- 07. Februar: Elia Viviani, italienischer Radrennfahrer
- 08. Februar: Johannes Huth, deutscher Schauspieler
- 08. Februar: Andrej Warankou, belarussischer Fußballspieler
- 08. Februar: Pavla Zahálková, tschechische Crosslauf-Sommerbiathletin
- 09. Februar: Pablo Aguilar Bermúdez, spanischer Basketballspieler
- 09. Februar: Deniz Aslan, niederländisch-türkischer Fußballspieler
- 09. Februar: Annie Au, Hongkonger Squashspielerin
- 10. Februar: Rebecca Horner, österreichische Schauspielerin
- 10. Februar: Eric Tangradi, US-amerikanischer Eishockeyspieler
- 11. Februar: Timo Perthel, deutscher Fußballspieler
- 11. Februar: Sally Potocki, australische Handball- und Basketballspieler
- 12. Februar: Jewgenija Starzewa, russische Volleyballspielerin
- 12. Februar: Patrick Wolf, deutscher Fußballspieler
- 13. Februar: Rafael Acosta, venezolanischer Fußballspieler
- 13. Februar: José Gonçalves, portugiesischer Radrennfahrer
- 13. Februar: Tahj Minniecon, australischer Fußballspieler
- 13. Februar: Evgeni Pevnov, deutscher Handballspieler
- 14. Februar: Byron Mullens, britisch-US-amerikanischer Basketballspieler
- 14. Februar: Jurij Tepeš, slowenischer Skispringer
- 15. Februar: Felix Alvarado, nicaraguanischer Boxweltmeister
- 15. Februar: Albin Tahiri, kosovarischer Skirennläufer
- 16. Februar: Emilie Aubry, schweizerische Radrennfahrerin
- 16. Februar: Phillipa Gray, neuseeländische Radrennfahrerin
- 16. Februar: Elizabeth Olsen, US-amerikanische Schauspielerin
- 17. Februar: Chord Overstreet, US-amerikanischer Schauspieler und Sänger
- 17. Februar: Rebecca Adlington, britische Freistilschwimmerin
- 17. Februar: Gökhan Gümüşsu, türkisch-deutscher Fußballspieler
- 17. Februar: David Maneiro, andorranischer Fußballspieler
- 17. Februar: Miguel Molina, spanischer Automobilrennfahrer
- 17. Februar: Marina Sudakowa, russische Handballspielerin
- 18. Februar: SuRie, britische Sängerin und Songwriterin
- 18. Februar: Dmitri Andrejewitsch Zyganow, russischer Eishockeyspieler
- 19. Februar: Alexandru Cîrneală, rumänischer Schauspieler
- 19. Februar: Arsen Schorajewitsch Galstjan, russischer Judoka
- 19. Februar: Robeat, deutscher Beatboxer
- 19. Februar: Rüdiger Selig, deutscher Radrennfahrer
- 20. Februar: Jasna Fritzi Bauer, Schweizer Schauspielerin
- 20. Februar: Andrea Laković, montenegrinische Volleyballspielerin
- 20. Februar: Frederik Storm, dänischer Eishockeyspieler
- 21. Februar: Corbin Bleu, US-amerikanischer Schauspieler, Sänger, Tänzer und Model
- 21. Februar: Scout Taylor-Compton, US-amerikanische Schauspielerin
- 22. Februar: Wojciech Nowicki, polnischer Leichtathlet
- 22. Februar: Lu Xiaoxin, chinesische Diskuswerferin
- 23. Februar: Ahmed Akaïchi, tunesischer Fußballspieler
- 23. Februar: Matthias Haeder, deutscher Fußballspieler
- 23. Februar: Haley Louise Jones, britische Schauspielerin
- 23. Februar: Ian McAndrew, australischer Fußballspieler
- 24. Februar: Kostas Koufos, griechisch-US-amerikanischer Basketballspieler
- 24. Februar: Matthew Mullen, australischer Fußballspieler
- 25. Februar: Jimmer Fredette, US-amerikanischer Basketballspieler
- 25. Februar: Liang Chen, chinesische Tennisspielerin.
- 26. Februar: Sefa Aksoy, türkischer Fußballspieler
- 26. Februar: Laura Wontorra, deutsche Fernsehmoderatorin
- 27. Februar: Vitalij Lux,  kirgisischer Fußballspieler
- 27. Februar: Jessika, maltesische Sängerin und Songwriterin
- 28. Februar: Sanaa Atabrour, marokkanische Taekwondoin
- 28. Februar: Kai Barth, deutscher Basketballspieler
- 28. Februar: Jennie Jacques, englische Schauspielerin

### März

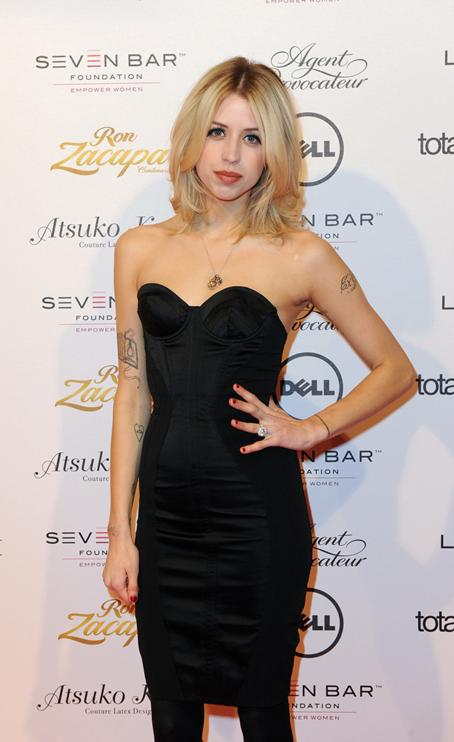
Peaches Geldof

- 01. März: Daniella Monet, US-amerikanische Schauspielerin
- 01. März: Carlos Vela, mexikanischer Fußballspieler
- 02. März: Toby Alderweireld, belgischer Fußballspieler

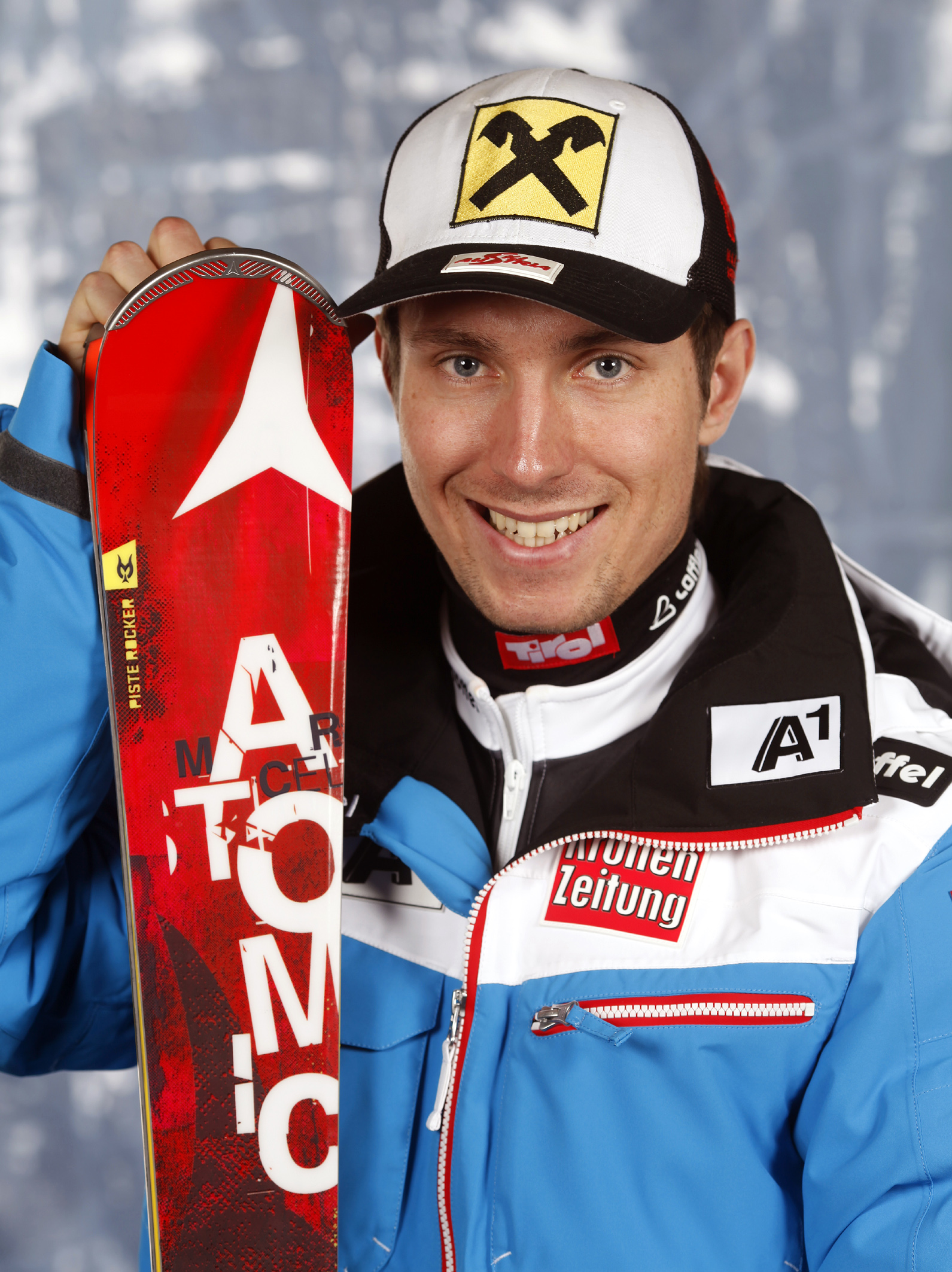
Marcel Hirscher

- 02. März: Marcel Hirscher, österreichischer Skirennläufer
- 02. März: Niklas Osterloh, deutscher Schauspieler
- 03. März: Christine de Bruin, kanadische Bobfahrerin
- 03. März: Robin Teppich, deutscher Handballspieler
- 04. März: Dominik Dier, österreichischer Nordischer Kombinierer
- 04. März: Erin Heatherton, US-amerikanisches Model
- 05. März: Jake Lloyd, US-amerikanischer Schauspieler
- 06. März: Jana Burmeister, deutsche Fußballspielerin
- 06. März: Paul Zichner, deutscher Schauspieler
- 07. März: Jekaterina Gaiduk, russische Handballspielerin
- 09. März: Patrick Hausding, deutscher Wasserspringer
- 09. März: Kim Tae-yeon, südkoreanische Sängerin
- 09. März: David Viry, französischer Skispringer
- 10. März: Marina Golbahari, afghanische Schauspielerin
- 10. März: Stefanie Heinzmann, Schweizer Pop- und Soulsängerin
- 11. März: Sawen Andriasjan, armenischer Schachmeister
- 11. März: Mate Maleš, kroatischer Fußballspieler
- 11. März: Anton Yelchin, russisch-US-amerikanischer Schauspieler († 2016)
- 12. März: Hakan Arslan, türkischer Fußballspieler
- 12. März: Jennifer Werth, deutsche Fußballspielerin
- 13. März: Holger Badstuber, deutscher Fußballspieler
- 13. März: Peaches Geldof, britisches Model und It-Girl († 2014)
- 13. März: Karsten Kühn, deutscher Schauspieler
- 13. März: Marko Marin, deutscher Fußballspieler
- 13. März: Harry Melling, britischer Schauspieler
- 13. März: Sanne van Olphen, niederländische Handballspielerin
- 13. März: Robert Wickens, kanadischer Automobilrennfahrer
- 14. März: Elisabeth Garcia-Almendaris, deutsche Handballspielerin
- 14. März: Marwin González, venezolanischer Baseballspieler
- 14. März: Patrick Patterson, US-amerikanischer Basketballspieler
- 14. März: Pia Stutzenstein, deutsche Schauspielerin
- 15. März: Maximilian Pekrul, deutscher Schauspieler
- 16. März: Blake Griffin, US-amerikanischer Basketballspieler
- 16. März: Tobias Jänicke, deutscher Fußballspieler
- 16. März: Jung So-min, südkoreanische Schauspielerin
- 16. März: Thomas Ladzinski, deutscher Politiker
- 16. März: Jasna Tošković, montenegrinische Handballspielerin

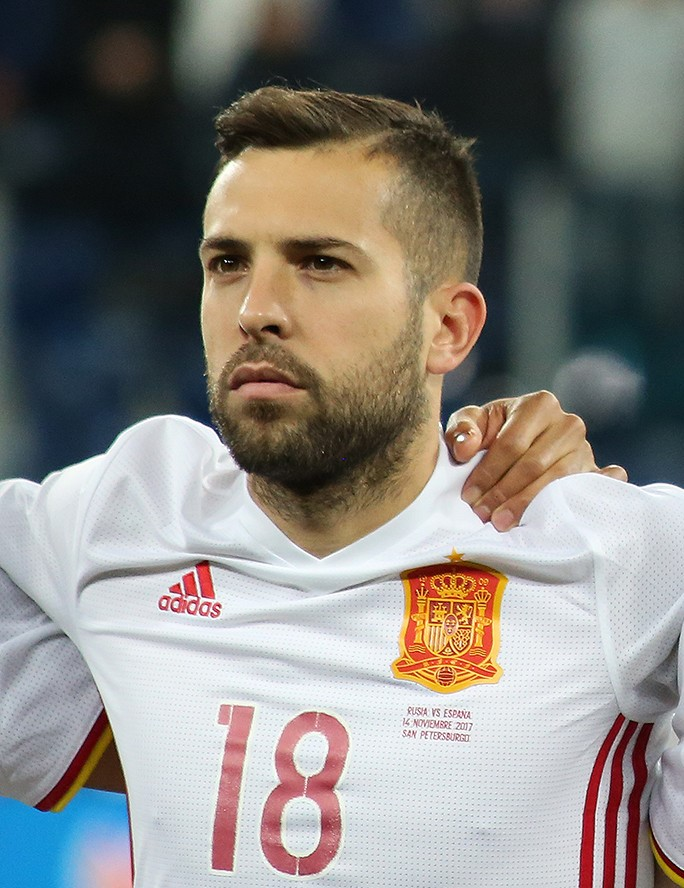
Jordi Alba (2017)

- 17. März: Luca Castiglia, italienischer Fußballspieler
- 17. März: Shinji Kagawa, japanischer Fußballspieler
- 18. März: Lily Collins, britische Schauspielerin und Kolumnistin
- 18. März: François Goeske, deutsch-französischer Schauspieler
- 19. März: Hannes Aigner, deutscher Kanute
- 19. März: José María Antón, spanischer Fußballspieler
- 20. März: Xavier Dolan, kanadischer Schauspieler
- 20. März: David Hollwitz, deutscher Fußballspieler
- 21. März: Alisar Ailabouni, österreichisches Fotomodell und Mannequin
- 21. März: Jordi Alba, spanischer Fußballspieler
- 21. März: Luke Mockridge, deutscher Autor und Comedian
- 22. März: Jimmy Durmaz, schwedischer Fußballspieler
- 22. März: Ben King, US-amerikanischer Radrennfahrer
- 22. März: Jelle Vossen, belgischer Fußballspieler
- 22. März: Patrick Wiencek, deutscher Handballspieler
- 23. März: Jim Aernouts, belgischer Cyclocross- und Mountainbikefahrer
- 23. März: Edu Bedia, spanischer Fußballspieler
- 23. März: Eric Maxim Choupo-Moting, deutsch-kamerunischer Fußballspieler
- 23. März: Lars Haise, deutscher Lokomotivführer und Politiker
- 24. März: Evelyn Otto, palauische Schwimmerin
- 24. März: Maike Timmermann, deutsche Fußballspielerin
- 24. März: Kevin Wahr, deutscher Motorradrennfahrer
- 25. März: Alyson Michalka, US-amerikanische Schauspielerin
- 25. März: Anke Retzlaff, deutsche Schauspielerin
- 26. März: Simon Kjær, dänischer Fußballspieler
- 27. März: Jaka Ankerst, slowenischer Eishockeyspieler
- 27. März: Nana Attakora-Gyan, kanadischer Fußballspieler
- 27. März: Ólafur Gústafsson, isländischer Handballspieler
- 27. März: Kyra Sophia Kahre, deutsche Schauspielerin
- 27. März: Diego Rosa, italienischer Radrennfahrer
- 28. März: Jon Aberasturi, spanischer Straßenradrennfahrer
- 28. März: Michel Avanzini, schweizerischer Fußballspieler
- 28. März: Nicholas Boulle, US-amerikanischer Unternehmer und Automobilrennfahrer
- 29. März: Tomáš Vaclík, tschechischer Fußballtorwart
- 31. März: Pablo Daniel Piatti, argentinischer Fußballspieler

### April

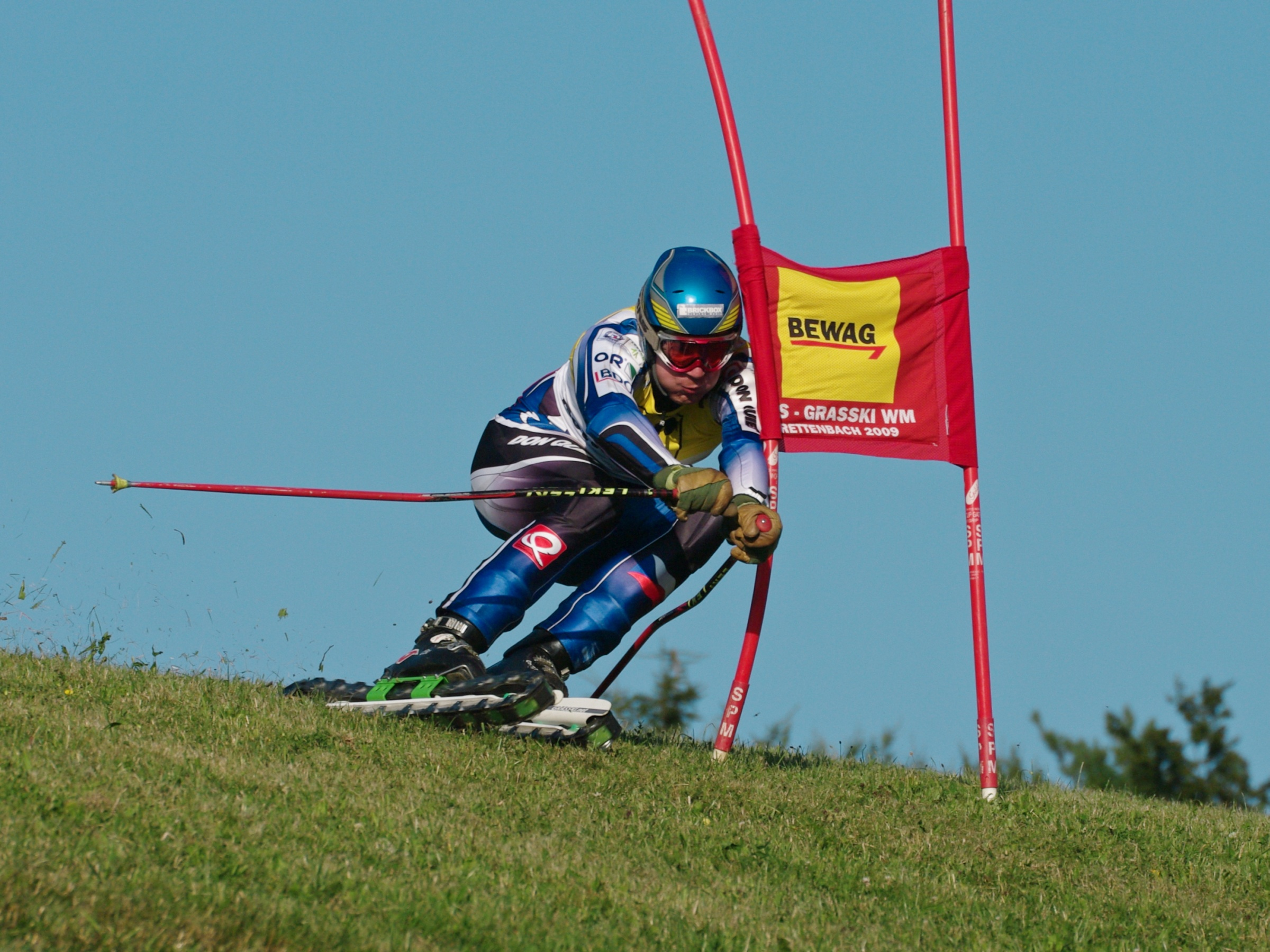
Jan Gardavský

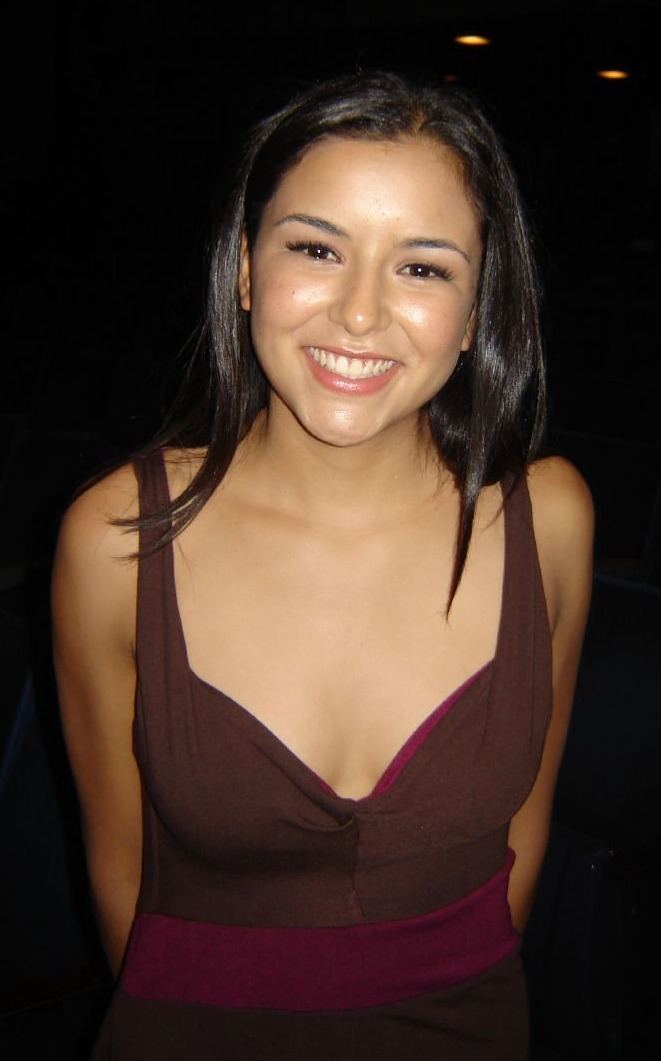
Emily Rios

- 01. April: Matías Aguirregaray, uruguayischer Fußballspieler
- 01. April: Jan Gardavský, tschechischer Grasskiläufer
- 01. April: Linus Hallenius, schwedischer Fußballspieler
- 01. April: Jan Hošek, tschechischer Fußballspieler
- 01. April: Navab Nasirshelal, iranischer Gewichtheber
- 01. April: David N’Gog, französischer Fußballspieler
- 01. April: Christian Vietoris, deutscher Automobilrennfahrer
- 02. April: Sonja Gerhardt, deutsche Schauspielerin
- 03. April: Iveta Korešová, tschechische Handballspielerin
- 04. April: Vurnon Anita, niederländischer Fußballspieler
- 04. April: Chris Herd, australischer Fußballspieler
- 04. April: Luiz Razia, brasilianischer Automobilrennfahrer
- 04. April: Marvin Weinberger, österreichischer Fußballspieler
- 05. April: Kader Amadou Dodo, nigrischer Fußballspieler
- 05. April: Lily James, britische Schauspielerin
- 06. April: Stefano Coletti, monegassischer Automobilrennfahrer
- 06. April: Tom Dillmann, französischer Automobilrennfahrer
- 07. April: Franco Di Santo, argentinischer Fußballspieler
- 07. April: Zhong Qixin, chinesischer Sportkletterer
- 08. April: Gabriella Wilde, britische Schauspielerin und Model
- 09. April: Isaka Cernak, australischer Fußballspieler
- 09. April: Frederike Euler, deutsche Schauspielerin
- 10. April: Jenny Alm, schwedische Handballspielerin
- 10. April: Michael Dunlop, britischer Motorradrennfahrer
- 10. April: Gabor Langhans, deutscher Handballspieler
- 10. April: Viktoria Ngotsé, deutsche Schauspielerin
- 10. April: Welinton, brasilianischer Fußballspieler
- 11. April: Marvin Angarita, kolumbianischer Radrennfahrer
- 12. April: ILoveMakonnen, US-amerikanischer Rapper
- 12. April: Cédric Ramothe, französischer Radrennfahrer
- 12. April: Valentin Stocker, Schweizer Fußballspieler
- 14. April: Dominik Paris, Südtiroler Skirennläufer
- 14. April: Jake Rosenzweig, US-amerikanischer Automobilrennfahrer
- 14. April: Živko Živković, serbischer Fußballtorwart
- 15. April: Brandur Enni, färöischer Popsänger und Songwriter
- 15. April: Denise Feierabend, Schweizer Skirennfahrerin
- 15. April: Sam Sunderland, britischer Motorradrennfahrer
- 16. April: Victória Guerra, portugiesische Schauspielerin
- 17. April: Fabio Leimer, Schweizer Automobilrennfahrer
- 17. April: Olga Fomina, russische Handballspielerin
- 18. April: Jessica Jung, koreanisch-amerikanische Sängerin
- 18. April: Hannah Wang, australische Schauspielerin
- 19. April: Genoveva Añonma, äquatorialguineische Fußballspielerin
- 19. April: Marko Arnautović, österreichischer Fußballspieler
- 19. April: Dominik Mader, deutscher Fußballspieler
- 20. April: Pierre Thiriet, französischer Automobilrennfahrer
- 21. April: Hikakin, japanischer Musiker, Webvideoproduzent, Unternehmer und Schauspieler
- 21. April: Li Chao, chinesischer Schachspieler
- 21. April: Valentin Schwarz, österreichischer Regisseur
- 22. April: Aron Gunnarsson, isländischer Fußballspieler
- 22. April: DeJuan Blair, US-amerikanischer Basketballspieler
- 23. April: Jarosław Kowalczyk, polnischer Radrennfahrer
- 23. April: Karolina Szwed-Ørneborg, polnische Handballspielerin
- 23. April: Nicole Vaidišová, tschechische Tennisspielerin
- 24. April: Vladimir Andersen, dänischer Dartspieler
- 24. April: Dennis Habedank, deutscher Schauspieler
- 24. April: Sebastian Klussmann, deutscher Quizspieler, Redner und Autor
- 24. April: Ian Matos, brasilianischer Turmspringer († 2021)
- 25. April: Michael van Gerwen, niederländischer Dartspieler
- 26. April: Almas Äbsejit, kasachischer Billardspieler
- 27. April: Chris Adcock, englischer Badmintonspieler
- 27. April: Adrijan Antunović, kroatischer Fußballspieler
- 27. April: Lars Bender, deutscher Fußballspieler
- 27. April: Sven Bender, deutscher Fußballspieler
- 27. April: Klara Deutschmann, deutsche Schauspielerin
- 27. April: GReeeN, deutscher Rapper und Sänger
- 27. April: Júnior Caiçara, brasilianisch-bulgarischer Fußballspieler
- 27. April: Emily Rios, US-amerikanische Schauspielerin und Model
- 28. April: Danny Röhl, deutscher Fußballtrainer
- 30. April: Tunay Acar, türkischer Fußballspieler

### Mai

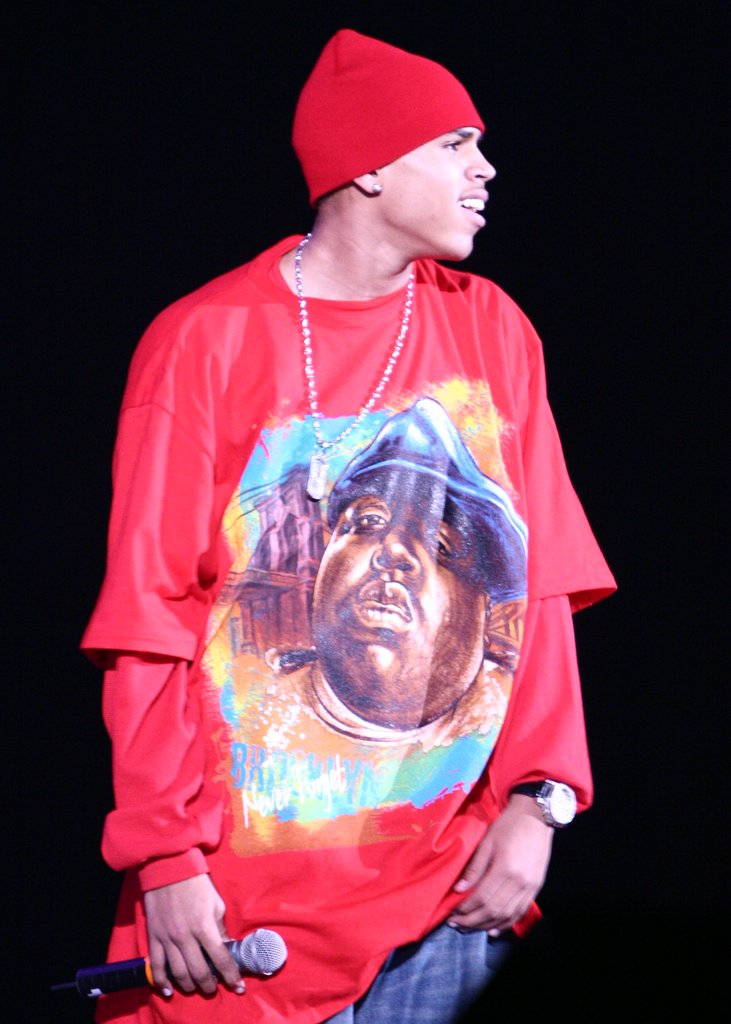
Chris Brown

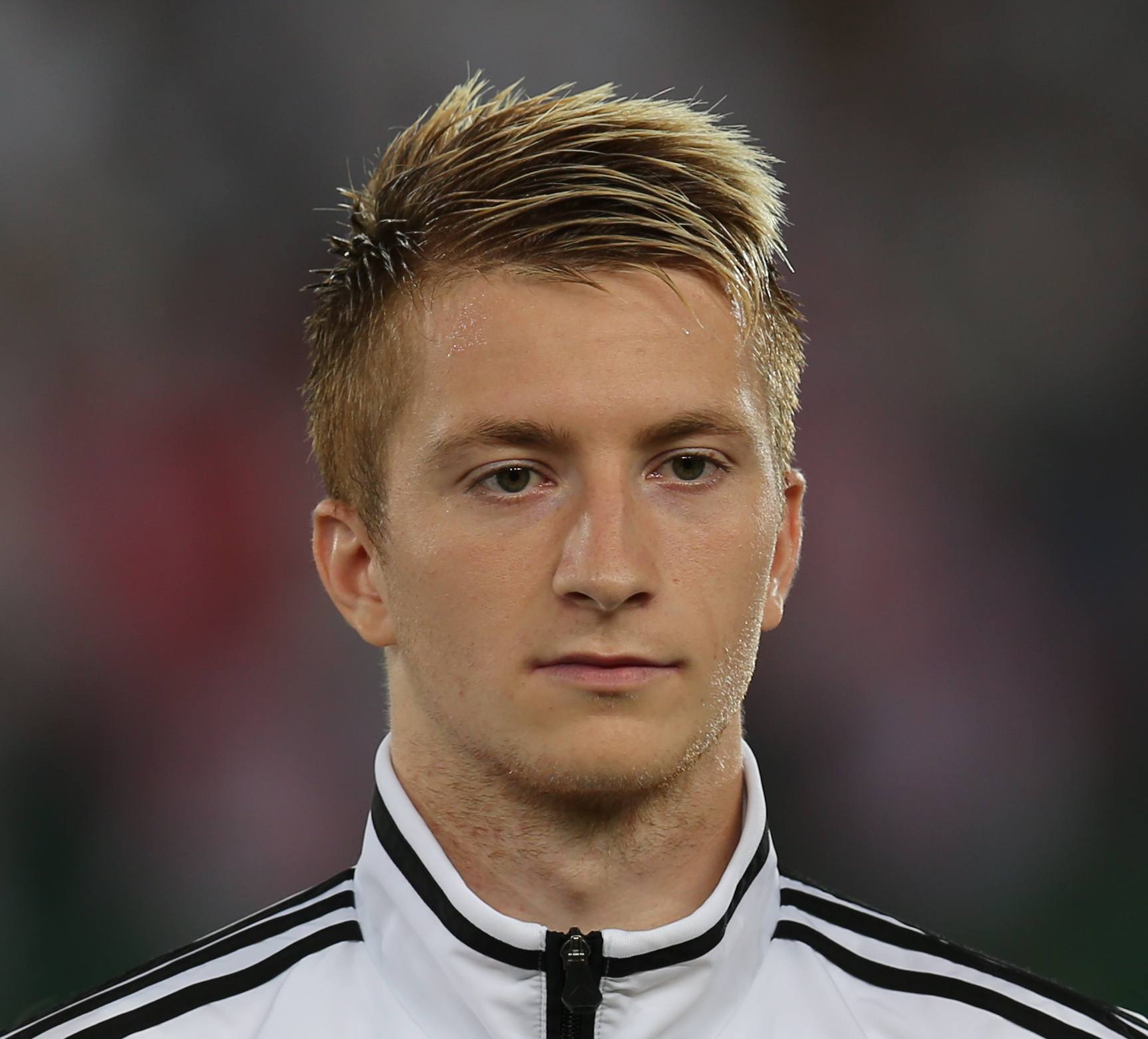
Marco Reus

- 01. Mai: Armindo Fonseca, französischer Radrennfahrer
- 01. Mai: Alexander Grünwald, österreichischer Fußballspieler
- 01. Mai: May Mahlangu, südafrikanischer Fußballspieler
- 01. Mai: Mitch Nichols, australischer Fußballspieler
- 02. Mai: Shaban Ismaili, albanischer Fußballspieler
- 03. Mai: Isabelle Abran, kanadische Biathletin
- 03. Mai: Stefan Bellmont, Schweizer Dartspieler
- 04. Mai: Dániel Gyurta, ungarischer Schwimmer
- 04. Mai: Ann-Katrin Schinkel, deutsche Fußballspielerin
- 04. Mai: Wladyslaw Wolyk, ukrainischer Billardspieler
- 05. Mai: Chris Brown, US-amerikanischer R&B-Sänger
- 05. Mai: Michael Espendiller, deutscher Mathematiker und Politiker
- 05. Mai: Eric Hoffmann, deutscher Handballspieler
- 06. Mai: David de la Cruz, spanischer Radrennfahrer
- 08. Mai: Nora Arnezeder, französische Schauspielerin
- 08. Mai: Colja Löffler, deutscher Handballspieler
- 09. Mai: Shane van Gisbergen, neuseeländischer Automobilrennfahrer
- 11. Mai: Jelle Wallays, belgischer Radrennfahrer
- 12. Mai: Benjamin Bara, deutscher Schauspieler

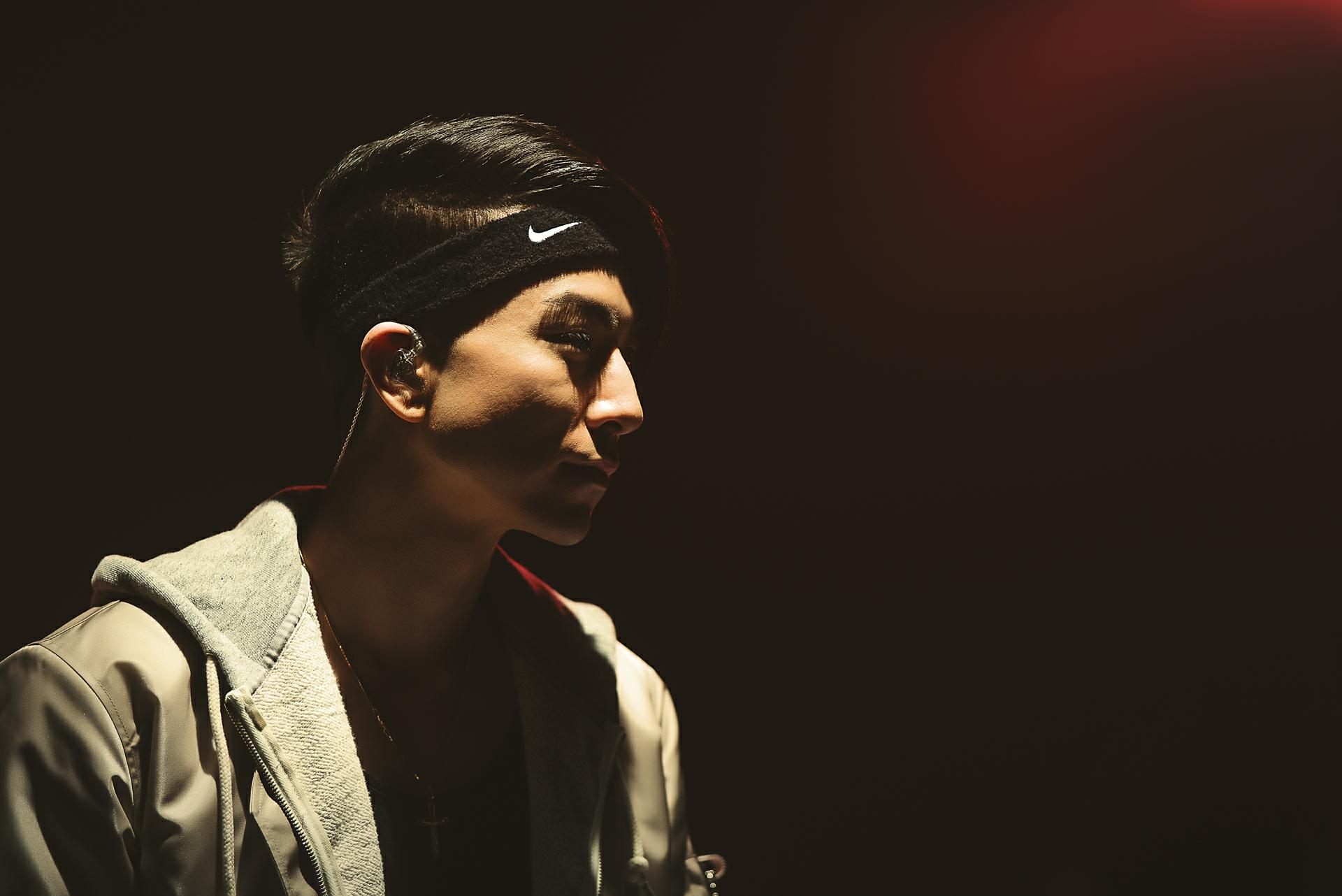
KRNFX

- 13. Mai: KRNFX, koreanisch-kanadischer Beatboxer, Webvideoproduzent und Sänger
- 13. Mai: Jeannine Michèle Wacker, Schweizer Schauspielerin
- 14. Mai: Jon Leuer, US-amerikanischer Basketballspieler
- 14. Mai: Arthur Pauli, österreichischer Skispringer
- 14. Mai: Julia Šimić, deutsche Fußballspielerin
- 15. Mai: Maximilian Befort, deutscher Schauspieler
- 15. Mai: Viorel Fotache, rumänischer Handballspieler
- 15. Mai: Kenneth Gangnes, norwegischer Skispringer
- 15. Mai: James Holland, australischer Fußballspieler
- 15. Mai: Stephan Palla, österreichischer Fußballspieler ungarisch-philippinischer Abstammung
- 15. Mai: Synnøve Solemdal, norwegische Biathletin
- 15. Mai: Sunny, südkoreanische Sängerin
- 16. Mai: Luan Gummich, deutsch-brasilianischer Schauspieler
- 17. Mai: Shiori Itō, japanische Journalistin, Autorin und Filmemacherin
- 17. Mai: Armaan Ebrahim, indischer Automobilrennfahrer
- 17. Mai: Sarah Hargreaves, dänisch-britische Handballspielerin
- 19. Mai: Erline Nolte, deutsche Bobfahrerin
- 20. Mai: Sílvia Rebelo, portugiesische Fußballspielerin
- 21. Mai: Lisa Demetz, italienische Skispringerin
- 22. Mai: Verena Faißt, deutsche Fußballspielerin
- 23. Mai: Mario Vrančić, deutscher Fußballspieler
- 24. Mai: Tara Correa-McMullen, US-amerikanische Schauspielerin († 2005)
- 24. Mai: Fritz Meinecke, deutscher Webvideoproduzent, Abenteurer und Urban Explorer
- 25. Mai: Janina Stopper, deutsche Schauspielerin
- 25. Mai: Esteve Rabat, spanischer Motorradrennfahrer
- 26. Mai: Justin Williams, US-amerikanischer Bahn- und Straßenradrennfahrer
- 28. Mai: Lauri Asikainen, finnischer Skisportler
- 28. Mai: Peter Dorfmayr, österreichischer Hornist
- 28. Mai: Sébastien Reichenbach, Schweizer Radrennfahrer
- 29. Mai: Alon Abelski, deutscher Fußballspieler
- 29. Mai: Riley Keough, US-amerikanische Schauspielerin und Model
- 29. Mai: Victoria Reich, deutsche Schauspielerin
- 31. Mai: Marco Reus, deutscher Fußballspieler

### Juni

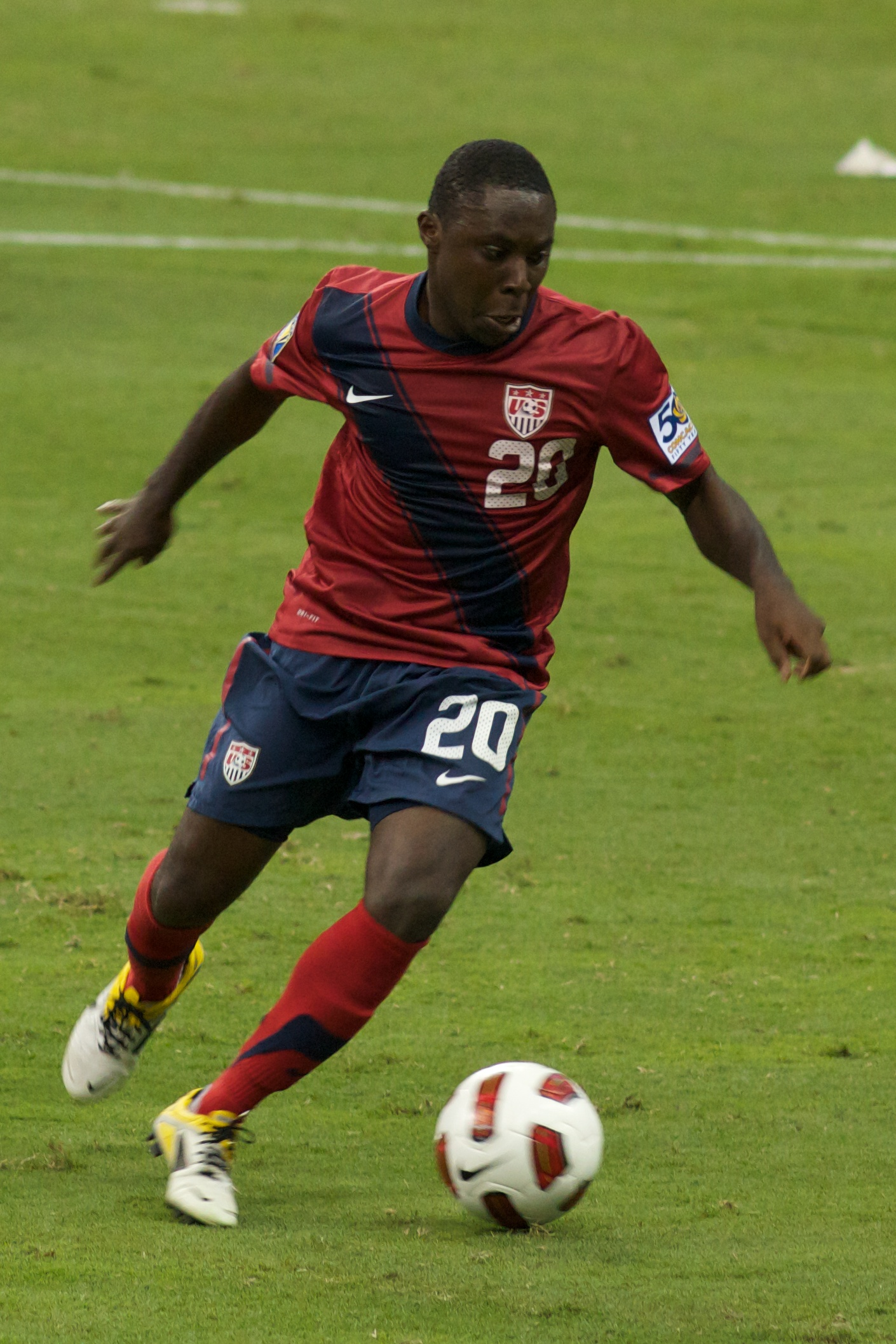
Freddy Adu

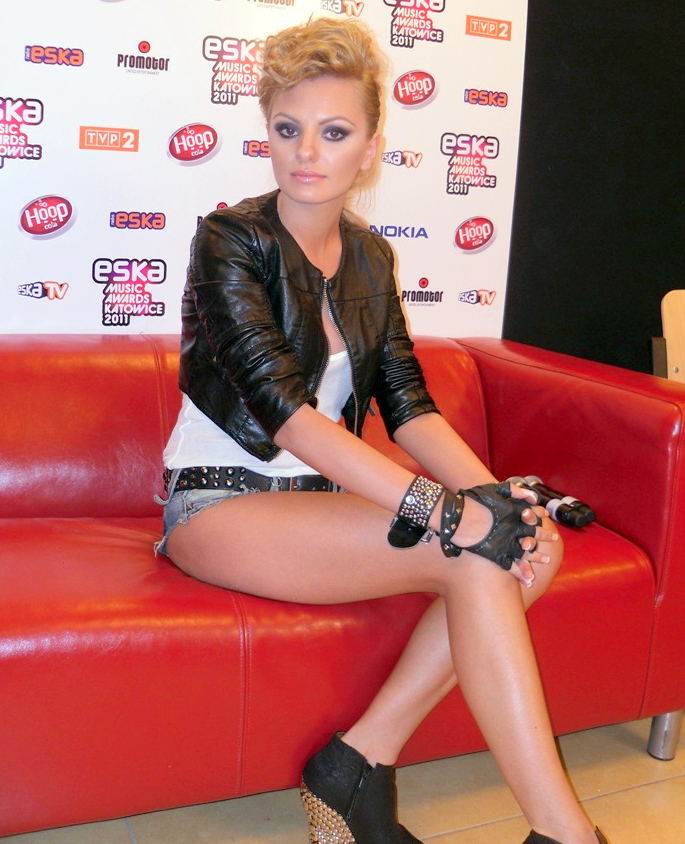
Alexandra Stan

- 01. Juni: Almir Bekić, bosnisch-herzegowinischer Fußballspieler
- 01. Juni: Jacqueline Belle, deutsche Synchronsprecherin und Hörfunkmoderatorin
- 01. Juni: Samuel Inkoom, ghanaischer Fußballspieler
- 01. Juni: Nicholas Keough, US-amerikanischer Cyclocrossfahrer
- 01. Juni: Gloria Kotnik, slowenische Snowboarderin
- 02. Juni: Freddy Adu, US-amerikanischer Fußballspieler
- 02. Juni: Liviu Antal, rumänischer Fußballspieler
- 02. Juni: Davide Appollonio, italienischer Straßenradrennfahrer
- 03. Juni: Katie Hoff, US-amerikanische Schwimmerin
- 03. Juni: Lina Seitzl, deutsche Politikerin
- 04. Juni: Sabrina Anderlik, deutsche Schauspielerin
- 04. Juni: Christian Schwerin, deutscher Handballspieler
- 05. Juni: Cam Atkinson, US-amerikanischer Eishockeyspieler
- 05. Juni: Ed Davis, US-amerikanischer Basketballspieler
- 06. Juni: Anica Happich, deutsche Schauspielerin
- 06. Juni: Robert Sacre, US-amerikanisch-kanadischer Basketballspieler
- 06. Juni: Eric Stehfest, deutscher Schauspieler und Autor
- 07. Juni: Opoku Agyemang, ghanaischer Fußballspieler
- 08. Juni: Dawit Dschodschua, georgischer Schachspieler
- 08. Juni: Simon Trummer, Schweizer Automobilrennfahrer
- 08. Juni: Amaury Vassili, französischer Sänger
- 09. Juni: Danilo Fernando Avelar, brasilianischer Fußballspieler
- 09. Juni: Tim Braeutigam, deutscher Schauspieler
- 09. Juni: Benjamin Hinz, deutscher Handballspieler
- 10. Juni: Adrien de Leener, belgischer Automobilrennfahrer
- 10. Juni: Alexandra Stan, rumänische Pop-Sängerin
- 11. Juni: Lorenzo Ariaudo, italienischer Fußballspieler
- 11. Juni: Keith Aulie, kanadischer Eishockeyspieler
- 11. Juni: Sinha Melina Gierke, deutsche Schauspielerin
- 11. Juni: Maya Moore, US-amerikanische Basketballspielerin
- 12. Juni: Andrea Guardini, italienischer Radrennfahrer
- 12. Juni: Shane Lowry, irisch-australischer Fußballspieler
- 13. Juni: Javad Akbari, iranischer Grasskiläufer
- 13. Juni: Coline Aumard, französische Squashspielerin
- 13. Juni: James Calado, britischer Automobilrennfahrer
- 13. Juni: Jung Ba-ra, südkoreanische Shorttrackerin
- 13. Juni: Florian von Gruchalla, deutscher Handballspieler
- 13. Juni: Ryan McDonagh, US-amerikanischer Eishockeyspieler
- 13. Juni: Andreas Sander, deutscher Skirennläufer
- 13. Juni: Dino Wieser, Schweizer Eishockeyspieler
- 14. Juni: Cory Higgins, US-amerikanischer Basketballspieler
- 15. Juni: Bryan Clauson, US-amerikanischer Automobilrennfahrer († 2016)
- 17. Juni: Natsuka Sawaya, japanische Skispringerin
- 18. Juni: Jonas Acquistapace, deutscher Fußballspieler
- 18. Juni: Pierre-Emerick Aubameyang, gabunischer Fußballspieler

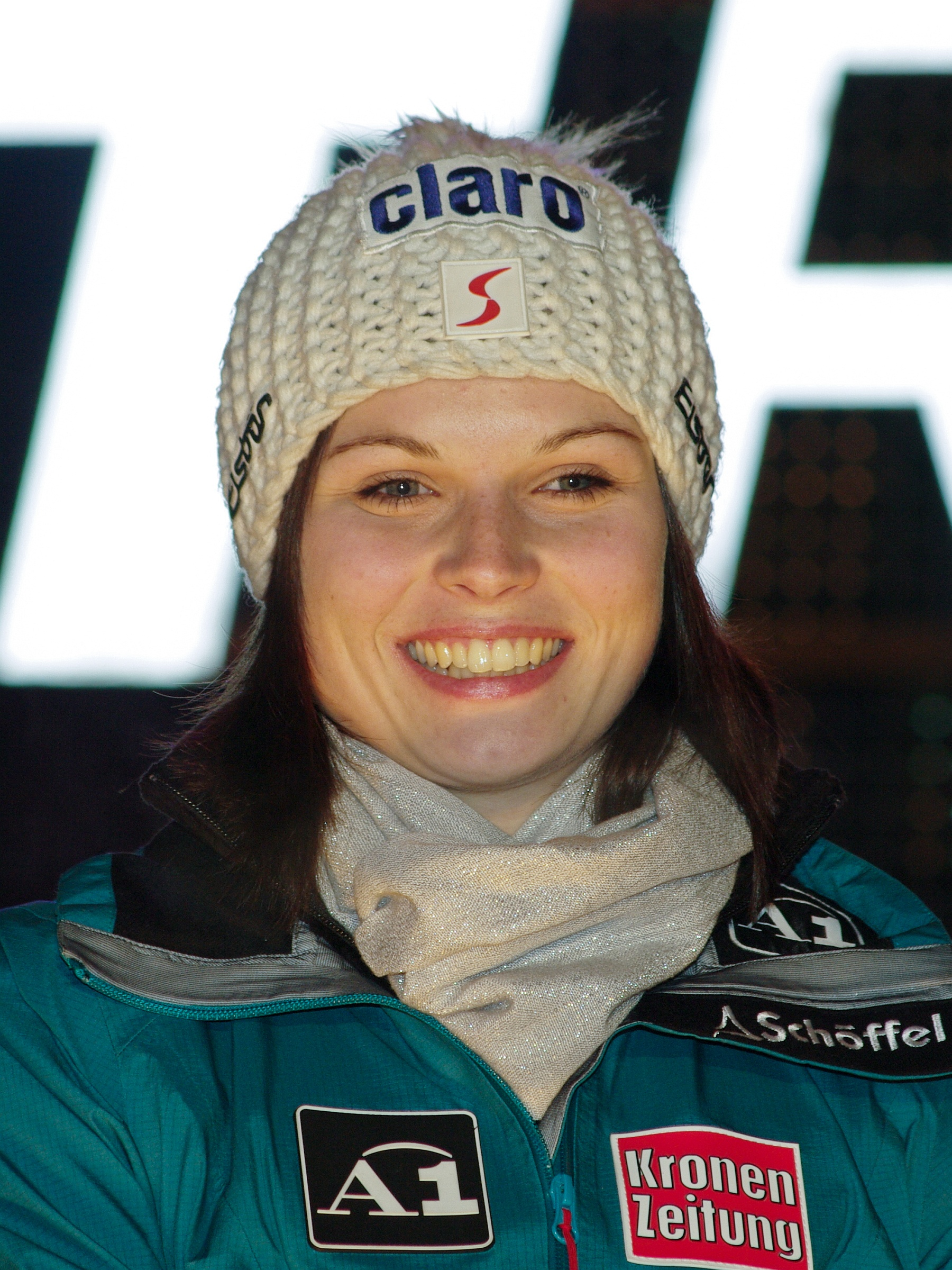
Anna Fenninger, 2011

- 18. Juni: Anna Veith, österreichische Skirennläuferin
- 18. Juni: Renee Olstead, US-amerikanische Sängerin und Schauspielerin
- 19. Juni: Stephan Hampel, deutscher Handballspieler
- 19. Juni: Thomas Thurnbichler, österreichischer Skispringer
- 20. Juni: Laura Lehnhardt, deutsche Schauspielerin
- 20. Juni: Javier Matías Pastore, argentinischer Fußballspieler
- 21. Juni: Raheleh Asemani, belgisch-iranische Taekwondo-Sportlerin
- 21. Juni: Abubaker Kaki, sudanesischer Leichtathlet († 2025)
- 21. Juni: Christopher Lamb, US-amerikanischer Skispringer
- 22. Juni: Karla Crome, britische Schauspielerin
- 22. Juni: Andreas Mikkelsen, norwegischer Rallyefahrer
- 22. Juni: Christian Eyenga, kongolesischer Basketballspieler
- 22. Juni: Natalia Witmer, deutsche Schauspielerin
- 23. Juni: Maximilian Holst, deutscher Handballspieler
- 24. Juni: Juan Barros, peruanisch-kolumbianischer Fußballspieler
- 24. Juni: Fabian Böhm, deutscher Handballspieler
- 27. Juni: Sabino Brunello, italienischer Schachgroßmeister
- 27. Juni: Matthew Lewis, britischer Schauspieler
- 27. Juni: Frank Stäbler, deutscher Ringer
- 28. Juni: Ronny Fredrik Ansnes, norwegischer Skiläufer († 2018)
- 28. Juni: Sergio Asenjo, spanischer Fußballspieler
- 28. Juni: Mark Fischbach, US-amerikanischer Webvideoproduzent
- 29. Juni: Isabelle Gulldén, schwedische Handballspielerin
- 29. Juni: Maciej Sadlok, polnischer Fußballspieler
- 30. Juni: Damián Lizio, argentinischer Fußballspieler
- 30. Juni: Felix Kummer, deutscher Sänger und Rapper

### Juli
- 01. Juli: Kerem Can Akyüz, türkischer Fußballspieler
- 01. Juli: Kent Bazemore, US-amerikanischer Basketballspieler
- 01. Juli: Nathanaël Berthon, französischer Automobilrennfahrer
- 01. Juli: Mehdi Carcela-González, belgischer Fußballspieler
- 01. Juli: Cléopâtre Darleux, französische Handballspielerin
- 01. Juli: Kevin Kühnert, deutscher Politiker
- 01. Juli: Daniel Ricciardo, australischer Automobilrennfahrer
- 01. Juli: Tom Slagter, niederländischer Straßenradrennfahrer
- 02. Juli: Alex Morgan, US-amerikanische Fußballspielerin
- 02. Juli: Daniel Fontaine, deutscher Handballspieler
- 02. Juli: Sebastian Münzenmaier, deutscher Politiker, MdB
- 03. Juli: Jasper Adams, niederländischer Handballspieler
- 03. Juli: Elle King, US-amerikanische Sängerin und Schauspielerin
- 03. Juli: Kourosh Khani, iranischer Automobilrennfahrer
- 03. Juli: Felix Schmidl, deutscher Handballtorwart
- 04. Juli: Patrick Groetzki, deutscher Handballspieler
- 04. Juli: Lars Gudat, deutscher Handballspieler
- 04. Juli: Benjamin Hübner, deutscher Fußballspieler
- 04. Juli: Maike Johanna Reuter, deutsche Schauspielerin
- 05. Juli: Hiroyuki Abe, japanischer Fußballspieler
- 05. Juli: Stéphane Agbré, ivorisch-burkinischer Fußballspieler
- 05. Juli: Ixtiyor Navroʻzov, usbekischer Ringer
- 05. Juli: Ferdinand Seebacher, österreichischer Schauspieler

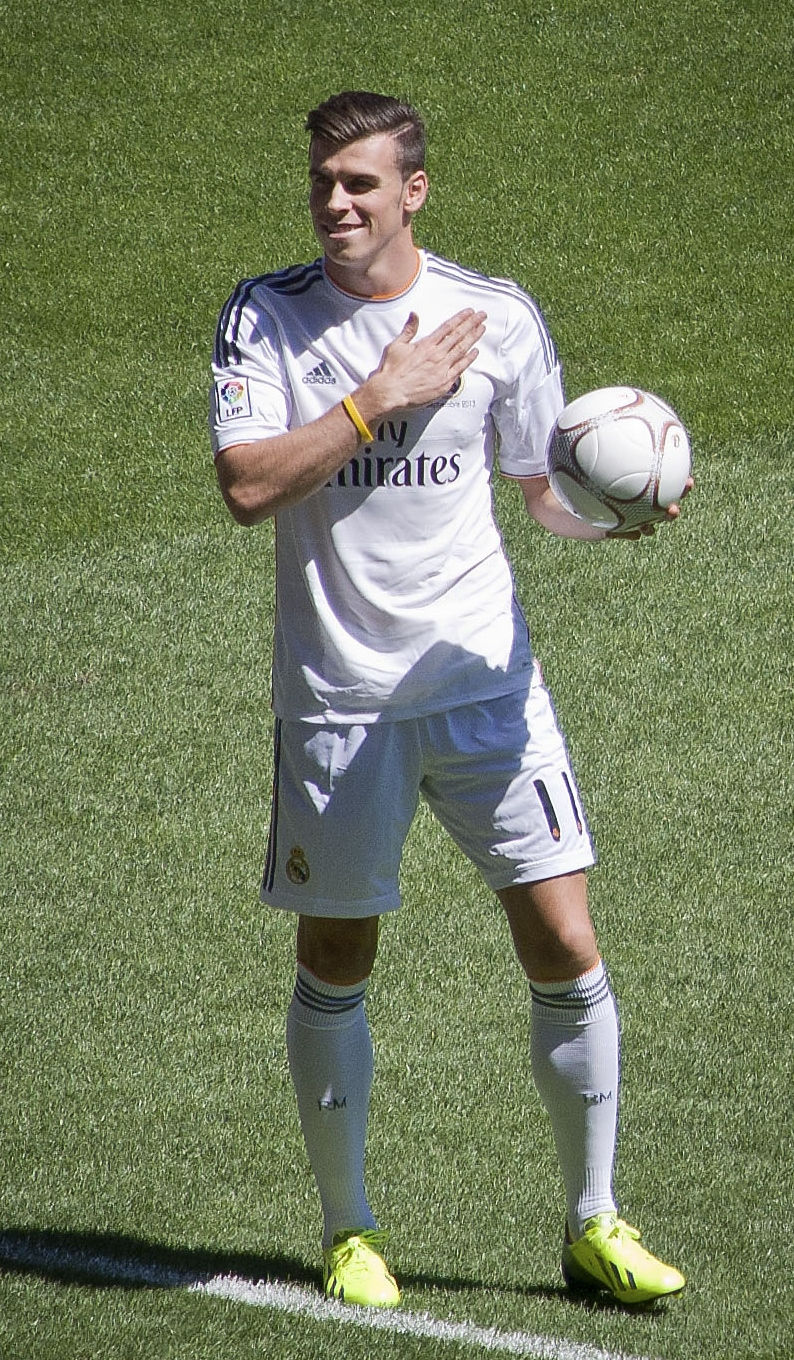
Gareth Bale

- 06. Juli: Nicholas Fairall, US-amerikanischer Skispringer
- 06. Juli: Elias Harris, deutscher Basketballspieler
- 09. Juli: Roman Koudelka, tschechischer Skispringer
- 09. Juli: Deniz Naki, deutscher Fußballspieler
- 09. Juli: Dani Schahin, deutscher Fußballspieler
- 10. Juli: Kai Häfner, deutscher Handballspieler
- 11. Juli: Jan-Lars Gaubatz, deutscher Handballspieler
- 11. Juli: David Henrie, US-amerikanischer Schauspieler
- 12. Juli: Phoebe Tonkin, australische Schauspielerin
- 12. Juli: Franz-Xaver Zeller, deutscher Schauspieler
- 13. Juli: Kristina Kristiansen, dänische Handballspielerin
- 13. Juli: Julia Alice Ludwig, deutsche Schauspielerin
- 14. Juli: Sean Flynn, US-amerikanischer Schauspieler
- 15. Juli: Diego Ulissi, italienischer Radrennfahrer
- 16. Juli: Gareth Bale, walisischer Fußballspieler
- 17. Juli: Marie Hacke, deutsche Schauspielerin
- 17. Juli: Lisa Hrdina, deutsche Schauspielerin
- 18. Juli: Semjon Antonow, russischer Basketballspieler

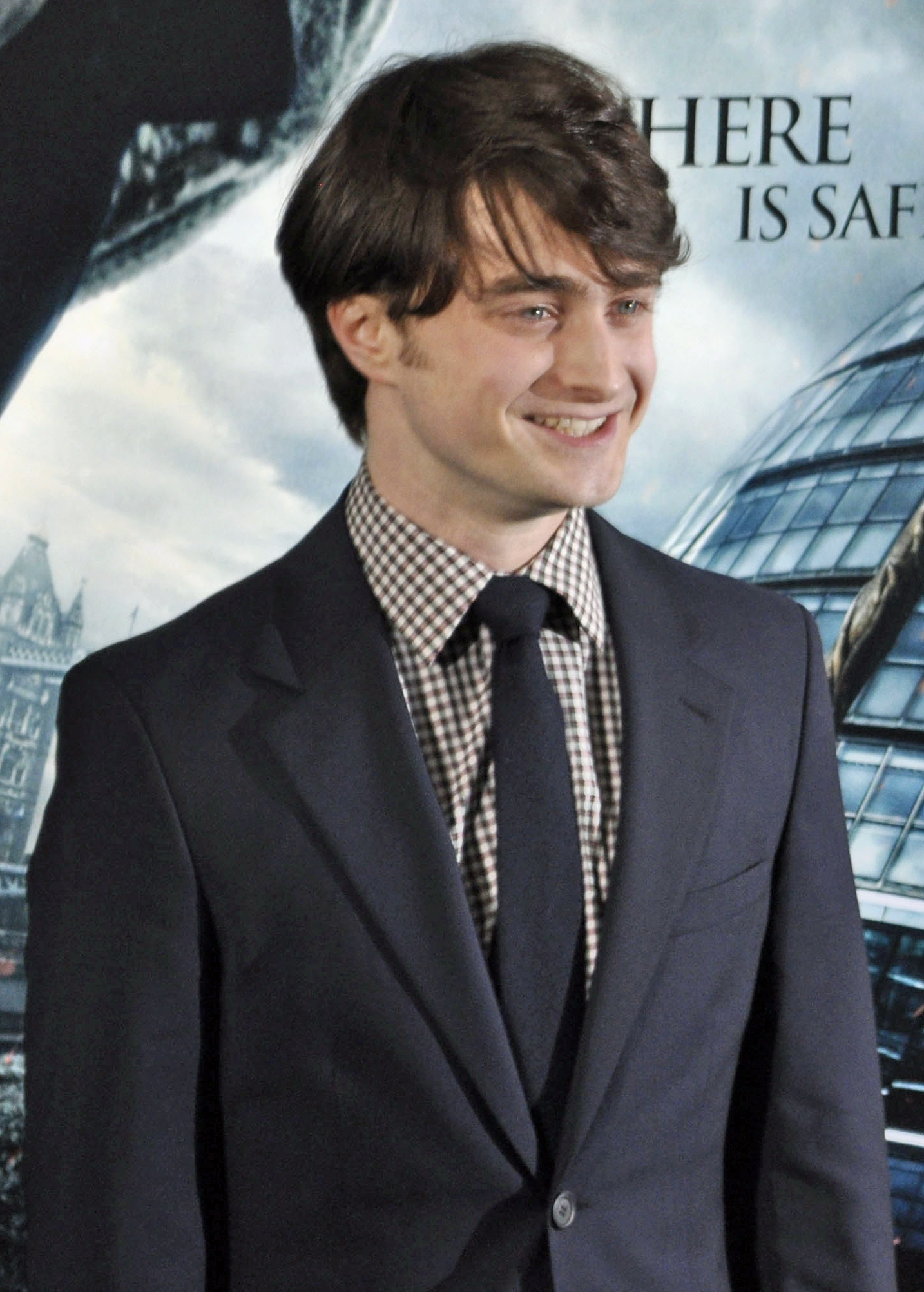
Daniel Radcliffe

- 19. Juli: Sergei Andronow, russischer Eishockeyspieler
- 19. Juli: Jason Naidovski, australischer Fußballspieler
- 19. Juli: Neto, brasilianischer Fußballspieler
- 19. Juli: Rune Velta, norwegischer Skispringer
- 20. Juli: Cristian Pasquato, italienischer Fußballspieler
- 20. Juli: Sarah Joelle Jahnel, deutsche Sängerin, Schauspielerin und Erotikmodel
- 20. Juli: Amelie Plaas-Link, deutsche Schauspielerin
- 21. Juli: Ali Cobrin, US-amerikanische Schauspielerin
- 21. Juli: Rory Culkin, US-amerikanischer Kinderstar
- 21. Juli: Marco Fabián, mexikanischer Fußballspieler
- 22. Juli: Keegan Allen, US-amerikanischer Schauspieler
- 22. Juli: Yon Tumarkin, israelischer Schauspieler
- 23. Juli: Daniel Radcliffe, britischer Schauspieler
- 24. Juli: Stanley Gbagbeke, nigerianischer Weitspringer

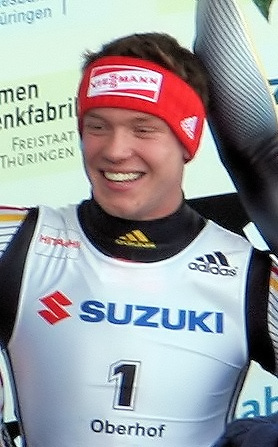
Felix Loch

- 24. Juli: Felix Loch, deutscher Rennrodler
- 25. Juli: Andrei Adistia, indonesischer Badmintonspieler
- 25. Juli: Melda Akcan, deutsche Taekwondoin
- 25. Juli: César Ramos, brasilianischer Automobilrennfahrer
- 25. Juli: Timo Rüggeberg, deutscher Schauspieler († 2011)
- 26. Juli: Tomáš Zmoray, slowakischer Skispringer
- 27. Juli: Charlotte Arnold, kanadische Schauspielerin und Synchronsprecherin
- 27. Juli: Yohann Auvitu, französischer Eishockeyspieler
- 28. Juli: Albin Ekdal, schwedischer Fußballspieler
- 28. Juli: Oleg Tikhomirov, russisch-deutscher Schauspieler
- 29. Juli: Nick Afanasiev, US-amerikanischer Schauspieler und Filmemacher
- 29. Juli: Kosovare Asllani, schwedische Fußballspielerin
- 29. Juli: Xilent, polnischer DJ und Musikproduzent
- 30. Juli: Cady Groves, US-amerikanische Sängerin († 2020)
- 30. Juli: Aleix Espargaró, spanischer Motorradrennfahrer
- 30. Juli: Cristian Codrin Gherhard, deutscher Handballspieler und Modell
- 31. Juli: Vassilis Adamou, zyprischer Mountainbiker und Straßenradrennfahrer
- 31. Juli: Wiktoryja Fjodarauna Asaranka, belarussische Tennisspielerin

### August

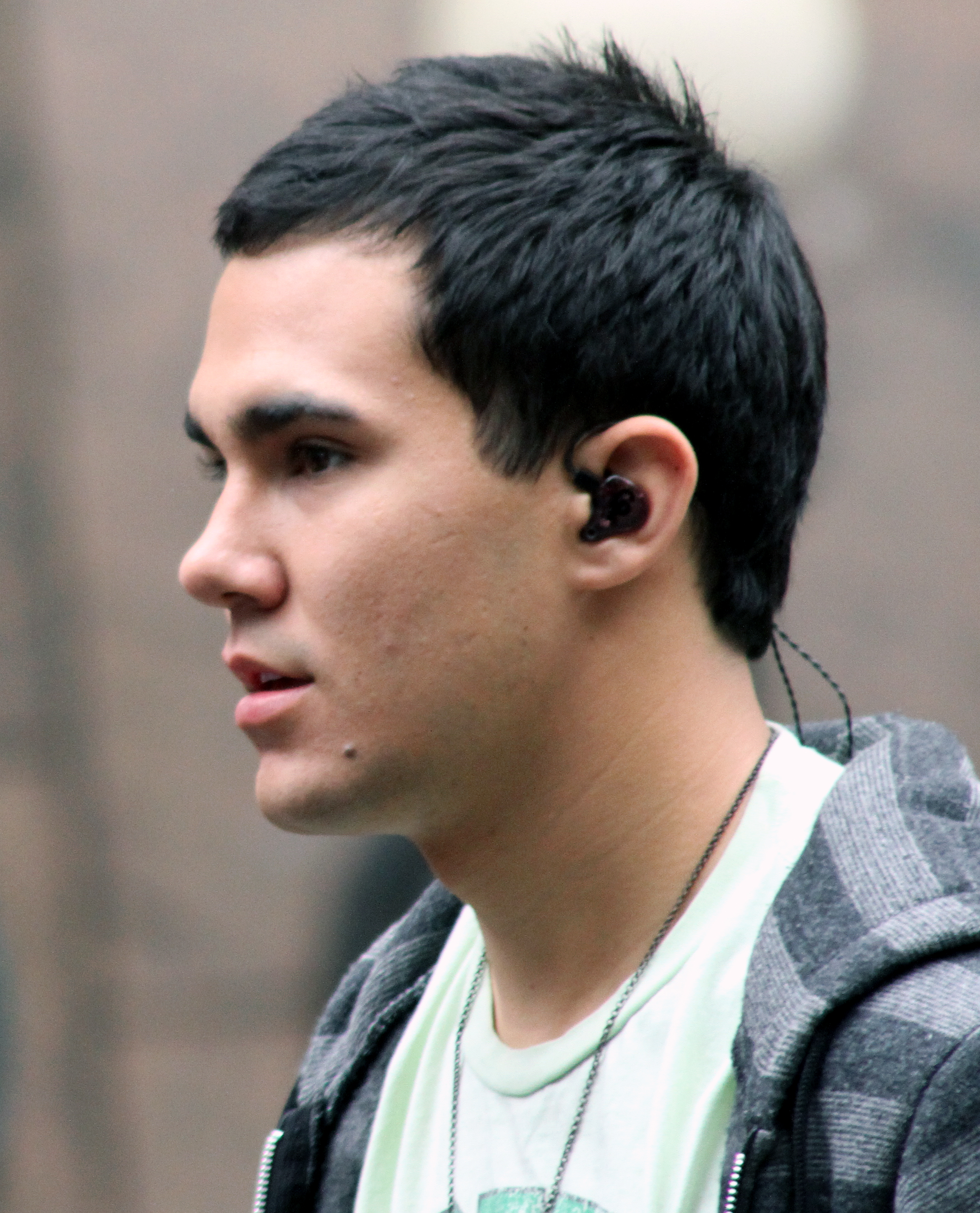
Carlos Roberto Pena junior

- 01. August: Nicolò Brighenti, italienischer Fußballspieler
- 02. August: Drachenlord, deutscher Webvideoproduzent und Livestreamer
- 03. August: Mike Sserumagga, ugandischer Fußballspieler
- 03. August: Jules Bianchi, französischer Automobilrennfahrer († 2015)
- 03. August: Tobias Hegewald, deutscher Automobilrennfahrer
- 03. August: Melanie Herrmann, deutsche Handballspielerin
- 03. August: Nick Viergever, niederländischer Fußballspieler
- 03. August: Ricky Taylor, US-amerikanischer Automobilrennfahrer
- 04. August: Tessa Bergmeier, deutsches Model
- 04. August: Jim-Patrick Müller, deutscher Fußballspieler
- 04. August: Wang Hao, chinesischer Schachspieler
- 05. August: Amy Atkinson, guamische Fußballspielerin und Leichtathletin
- 05. August: Kelsi Fairbrother, britische Handballspielerin
- 05. August: Feng Shanshan, chinesische Profigolferin
- 06. August: Aymen Abdennour, tunesischer Fußballspieler
- 06. August: Elisabeth Anderson, US-amerikanische Skispringerin
- 06. August: Anton Ladygin, russischer Automobilrennfahrer
- 06. August: James Winchester, US-amerikanischer American-Football-Spieler
- 07. August: DeMar DeRozan, US-amerikanischer Basketballspieler
- 08. August: Pedro Gutiérrez, venezolanischer Radsportler
- 08. August: Jonas Minthe, deutscher Schauspieler
- 08. August: Dominique Wassi, kamerunischer Fußballspieler
- 09. August: Meredith Deane, US-amerikanische Schauspielerin
- 09. August: Andrea Iannone, italienischer Motorradrennfahrer
- 09. August: Dener Jaanimaa, estnischer Handballspieler
- 10. August: Brenton Thwaites, australischer Schauspieler
- 10. August: Tim Völzke, deutscher Handballspieler
- 11. August: Álex Quiñónez, ecuadorianischer Sprinter († 2021)
- 11. August: Eke Uzoma, nigerianischer Fußballspieler
- 12. August: Amilton Minervino da Silva, brasilianischer Fußballspieler
- 12. August: Geoffrey Mujangi Bia, belgischer Fußballspieler
- 13. August: Davide Cimolai, italienischer Radrennfahrer
- 14. August: Florian Abel, deutscher Fußballspieler
- 14. August: Marie-Louise Finck, deutsche Juristin und Quizspielerin
- 14. August: Thomas Orlovius, deutscher Telemarker
- 15. August: Belinda, mexikanische Pop-Rock-Sängerin
- 15. August: Mario Kirew, bulgarischer Fußballspieler
- 15. August: Carlos Roberto Pena junior, Schauspieler
- 15. August: Ryan McGowan, australischer Fußballspieler
- 16. August: Hauke Diekamp, deutscher Filmschauspieler
- 16. August: Roeland Pruijssers, niederländischer Schachspieler
- 17. August: David Abdul, arubanischer Fußballspieler
- 17. August: Farah Zeynep Abdullah, türkische Schauspielerin
- 17. August: Lil B, US-amerikanischer Rapper
- 17. August: Frederick Lau, deutscher Schauspieler
- 17. August: Colten Moore, US-amerikanischer Quad- und Schneemobilfahrer
- 18. August: Wilfried Cailleau, französischer Nordischer Kombinierer
- 18. August: Tanja Tischewitsch, deutsche Schauspielerin und Reality-TV-Teilnehmerin
- 19. August: Uschi Freitag, deutscher Turm- und Wasserspringerin
- 19. August: Romeo, US-amerikanischer Rapper
- 19. August: Sara Nuru, deutsches Fotomodell und Mannequin
- 20. August: Astrid Aschenbrenner, österreichische Schauspielerin und Kabarettistin
- 20. August: Daniel Friedl, deutscher Schauspieler und Hörspielsprecher
- 20. August: Alena Gerber, deutsches Model, Moderatorin und Schauspielerin
- 20. August: Žana Marić, kroatische Handballspielerin
- 20. August: Judd Trump, britischer Snookerspieler
- 21. August: Dominik Ascherbauer, österreichischer Handballspieler
- 21. August: Giuseppe Bellusci, italienischer Fußballspieler
- 21. August: Robert Knox, britischer Schauspieler († 2008)
- 21. August: Ognjen Matic, australischer Handballspieler
- 21. August: Hayden Panettiere, US-amerikanische Schauspielerin
- 21. August: Aleix Vidal, spanischer Fußballspieler
- 22. August: Tristan Vautier, französischer Automobilrennfahrer
- 23. August: Heiko Schwarz, deutscher Fußballspieler
- 25. August: Hedi Honert, deutsche Schauspielerin
- 25. August: Bahadir Incilli, deutscher Fußballspieler
- 26. August: André André, portugiesischer Fußballspieler
- 26. August: Hendrik Annel, deutscher Schauspieler und DJ
- 26. August: James Harden, US-amerikanischer Basketballspieler
- 26. August: Myriam Krüger, deutsche Fußballspielerin
- 28. August: César Azpilicueta, spanischer Fußballspieler
- 28. August: Valtteri Bottas, finnischer Automobilrennfahrer
- 28. August: Jens Debusschere, belgischer Radrennfahrer
- 28. August: Alexander Prince Osei, deutscher Schauspieler und Tänzer
- 28. August: Cécile McLorin Salvant, US-amerikanische Jazzsängerin
- 29. August: Dario Burgener, Schweizer Telemarker
- 30. August: Jesper Nielsen, schwedischer Handballspieler
- 30. August: Barbara Gasser, österreichische Kunstturnerin
- 31. August: Salvatore Puccio, italienischer Radrennfahrer

### September

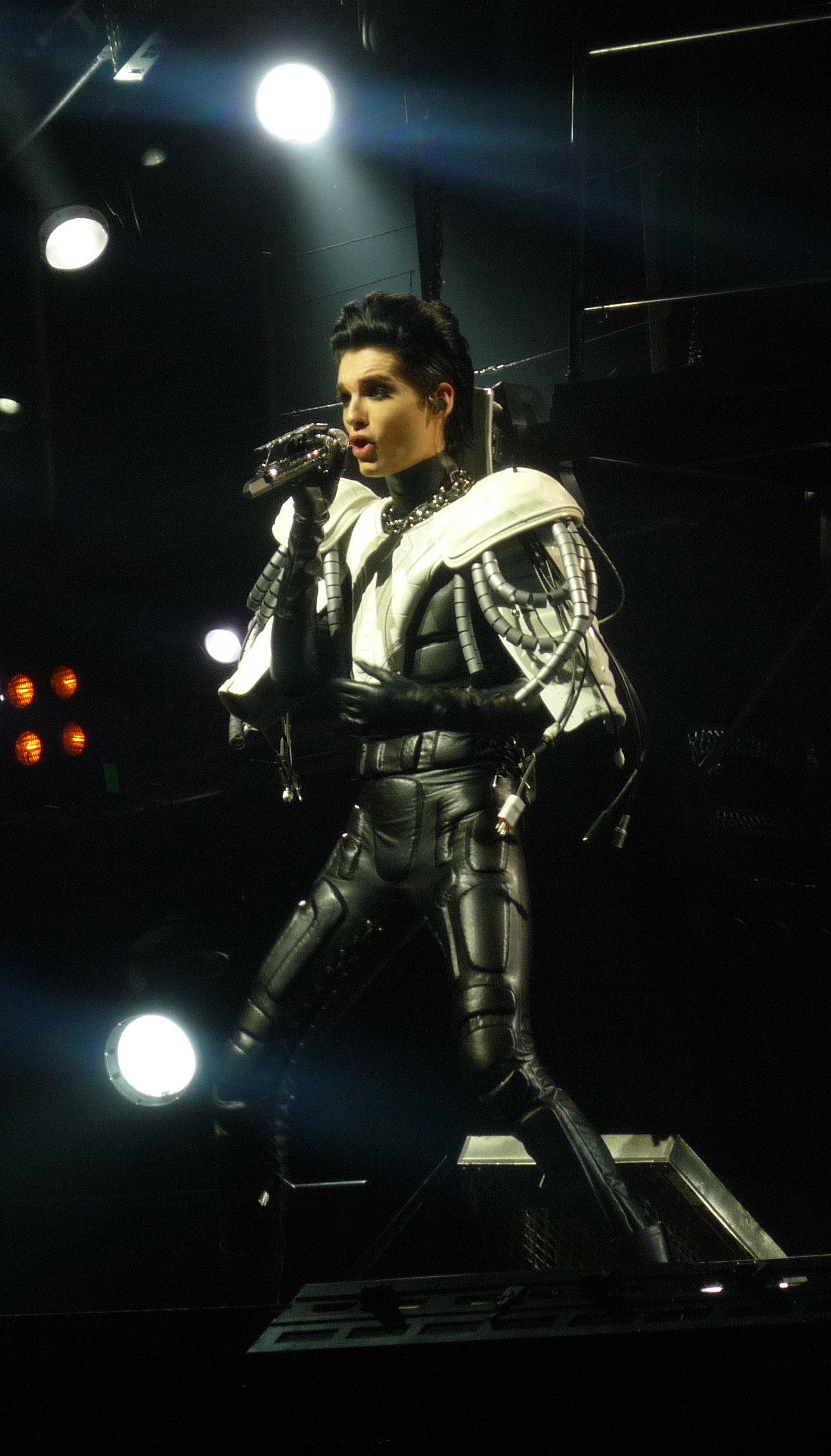
Bill Kaulitz

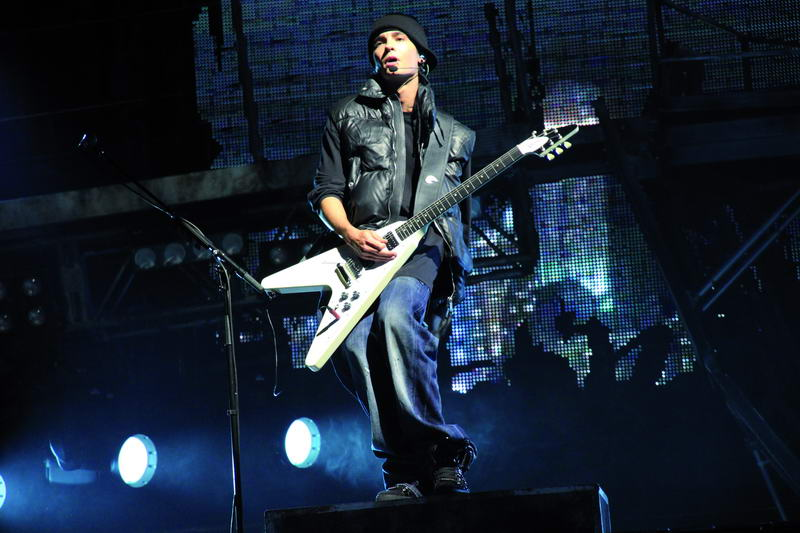
Tom Kaulitz

- 01. September: Aron Rafn Eðvarðsson, isländischer Handballspieler
- 01. September: Bill Kaulitz, deutscher Musiker
- 01. September: Tom Kaulitz, deutscher Musiker
- 01. September: Lim Nam-kyu, südkoreanischer Rennrodler
- 02. September: Markieff Morris, US-amerikanischer Basketballspieler
- 02. September: Marcus Morris, US-amerikanischer Basketballspieler
- 04. September: Gregory Baxter, kanadischer Skispringer
- 05. September: Katharina Leonore Goebel, deutsche Schauspielerin und Sprecherin
- 05. September: Katerina Graham, US-amerikanische Schauspielerin
- 06. September: Ljudmila Jurjewna Aksenenko, russische Naturbahnrodlerin
- 06. September: Mikael Appelgren, schwedischer Handballspieler
- 06. September: Audrey Deroin, französische Handballspielerin
- 06. September: Sonia Liebing, deutsche Schlagersängerin
- 07. September: Dominik Schmid, österreichischer Handballspieler
- 08. September: Avicii, schwedischer DJ, Remixer und Musikproduzent († 2018)
- 08. September: Jelena Arschakowa, russische Mittelstreckenläuferin
- 08. September: Salvijus Berčys, litauischer Schachspieler
- 08. September: Jetse Bol, niederländischer Radrennfahrer
- 08. September: Tim-Philip Jurgeleit, deutscher Handballspieler
- 08. September: Nora Koppen, deutsche Schauspielerin
- 09. September: Johnny Cecotto jr., venezolanischer Automobilrennfahrer
- 09. September: Graham Hall, englischer Dartspieler
- 09. September: Alex Howe, US-amerikanischer Biathlet

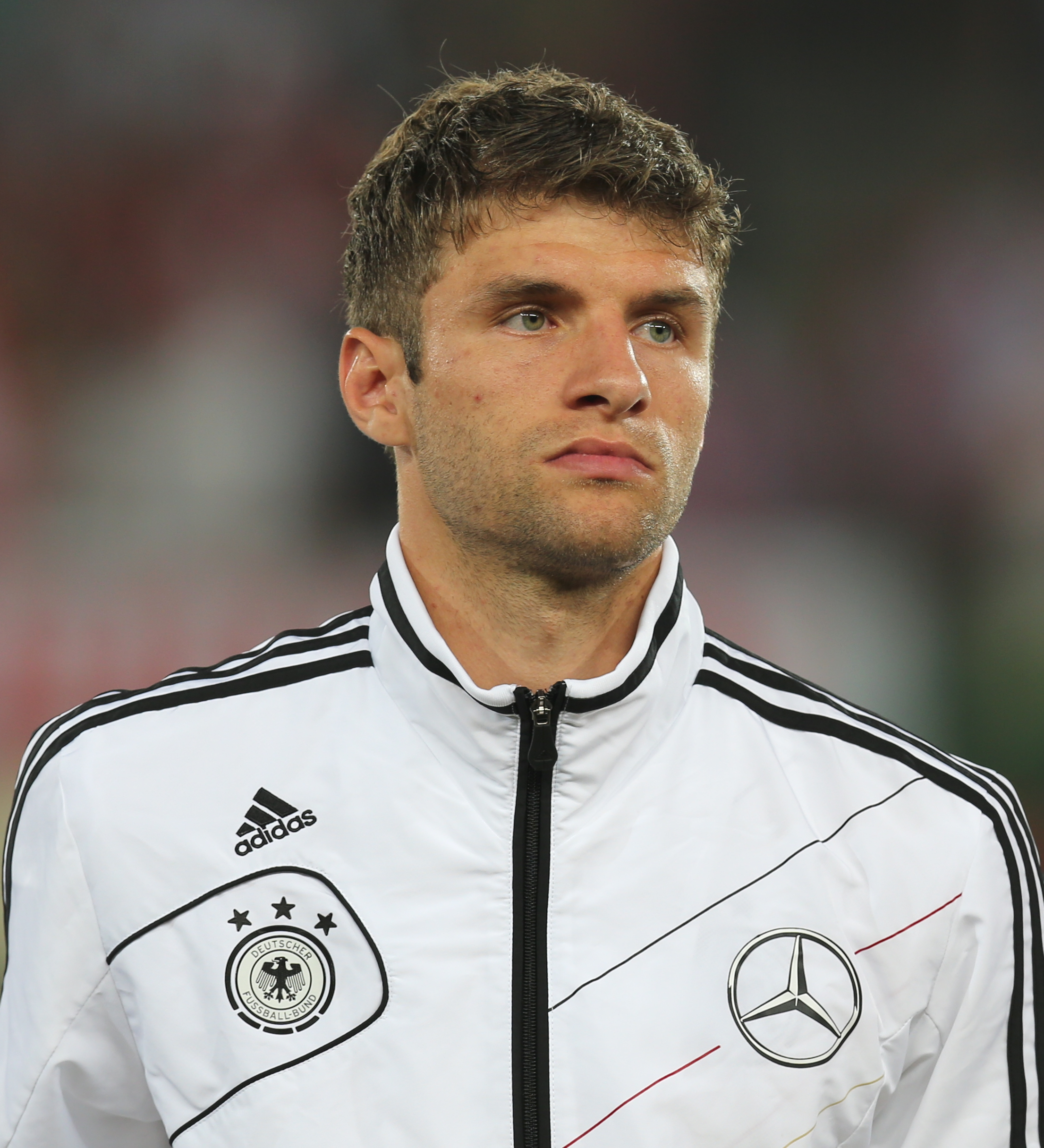
Thomas Müller

- 10. September: Mohammed Assaf, palästinensischer UN-Sonderbotschafter
- 12. September: Rafał Majka, polnischer Radrennfahrer
- 13. September: Thomas Müller, deutscher Fußballspieler
- 13. September: Marie Pollmann, deutsche Fußballspielerin
- 14. September: Logan Henderson, US-amerikanischer Sänger
- 14. September: Lee Jong-suk, südkoreanischer Schauspieler
- 14. September: Jimmy Butler, US-amerikanischer Basketballspieler
- 15. September: Salah Abdeslam. französischer Islamist
- 15. September: Ilnur Sakarin, russischer Radrennfahrer
- 17. September: Lara Mandoki, deutsche Schauspielerin
- 17. September: Rudy Molard, französischer Radrennfahrer
- 17. September: Danny Queck, deutscher Skispringer
- 18. September: Martin Bruchmann, deutscher Musiker und Schauspieler
- 18. September: Serge Ibaka, kongolesisch-spanischer Basketballspieler
- 19. September: Tyreke Evans, US-amerikanischer Basketballspieler

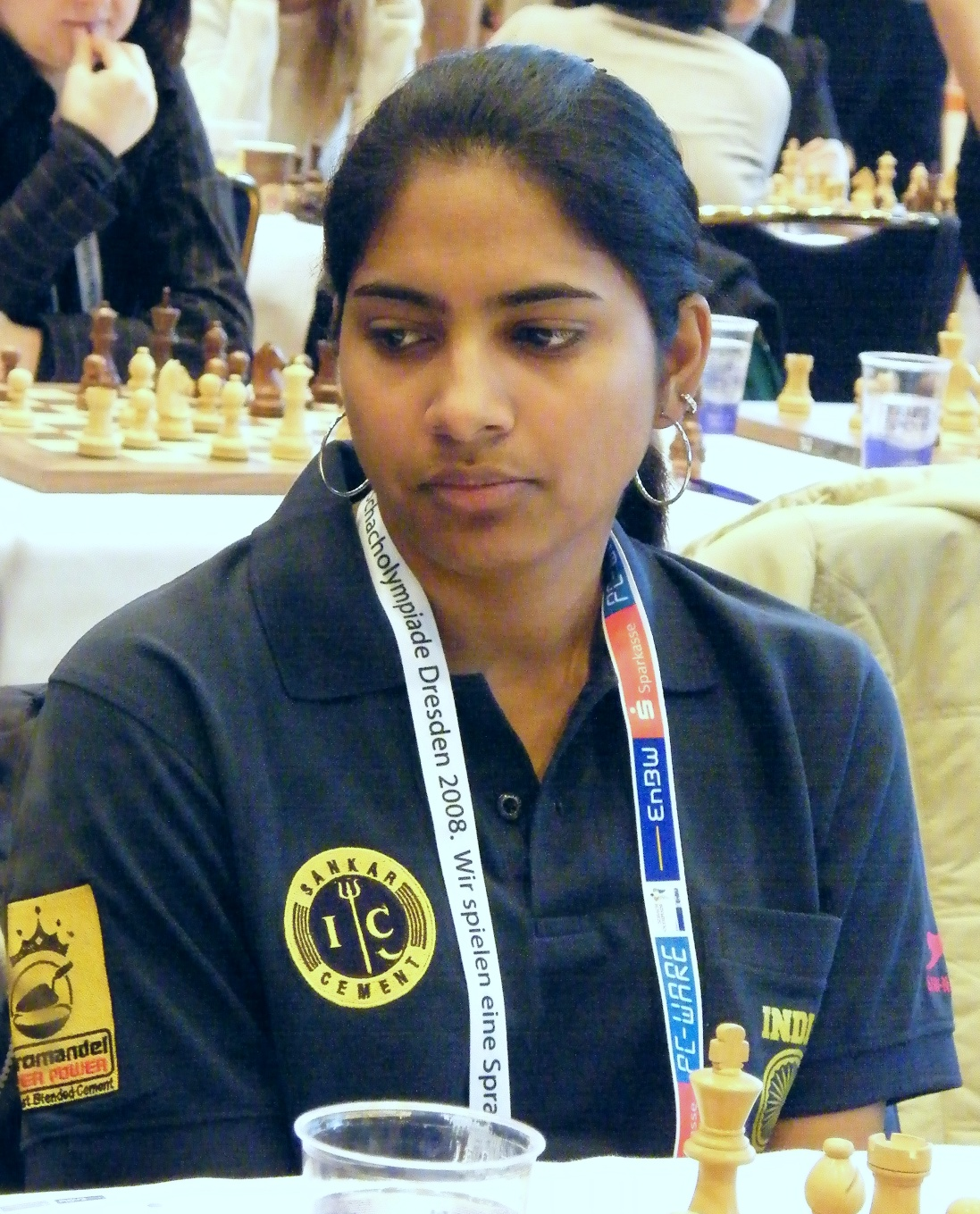
Mary Ann Gomes

- 19. September: Mary Ann Gomes, indische Schachspielerin
- 20. September: Stefan Wilson, britischer Automobilrennfahrer
- 21. September: Sabri Loan Boumelaha, algerisch-französischer Fußballspieler
- 21. September: Jason Derulo, US-amerikanischer Sänger und Songwriter
- 21. September: Sandro Kaiser, deutscher Fußballspieler
- 22. September: Felix Brodauf, deutscher Skispringer
- 22. September: Kim Hyo-yeon, südkoreanische Sängerin und Tänzerin
- 22. September: Dario Quenstedt, deutscher Handballtorwart
- 23. September: AJ Applegate, US-amerikanische Pornodarstellerin
- 23. September: Brandon Jennings, US-amerikanischer Basketballspieler
- 24. September: Kevin Horlacher, deutscher Skispringer
- 24. September: Kreayshawn, US-amerikanische Rapperin
- 25. September: Jordan Gavaris, kanadischer Schauspieler
- 25. September: Tim Manstein, deutscher Fußballspieler
- 25. September: Fernanda da Silva, brasilianische Handballspielerin
- 26. September: Vanessa Martini, deutsche Fußballspielerin
- 28. September: Lukas Strobel, deutscher Rapper
- 28. September: Raphael Holzdeppe, deutscher Stabhochspringer
- 28. September: Darius Johnson-Odom, US-amerikanischer Basketballspieler
- 28. September: Artjom Stoljarow, russischer Trance-DJ und -Produzent
- 29. September: Matt Campbell, kanadischer Dartspieler
- 29. September: Maksim Medvedev, aserbaidschanischer Fußballspieler

### Oktober

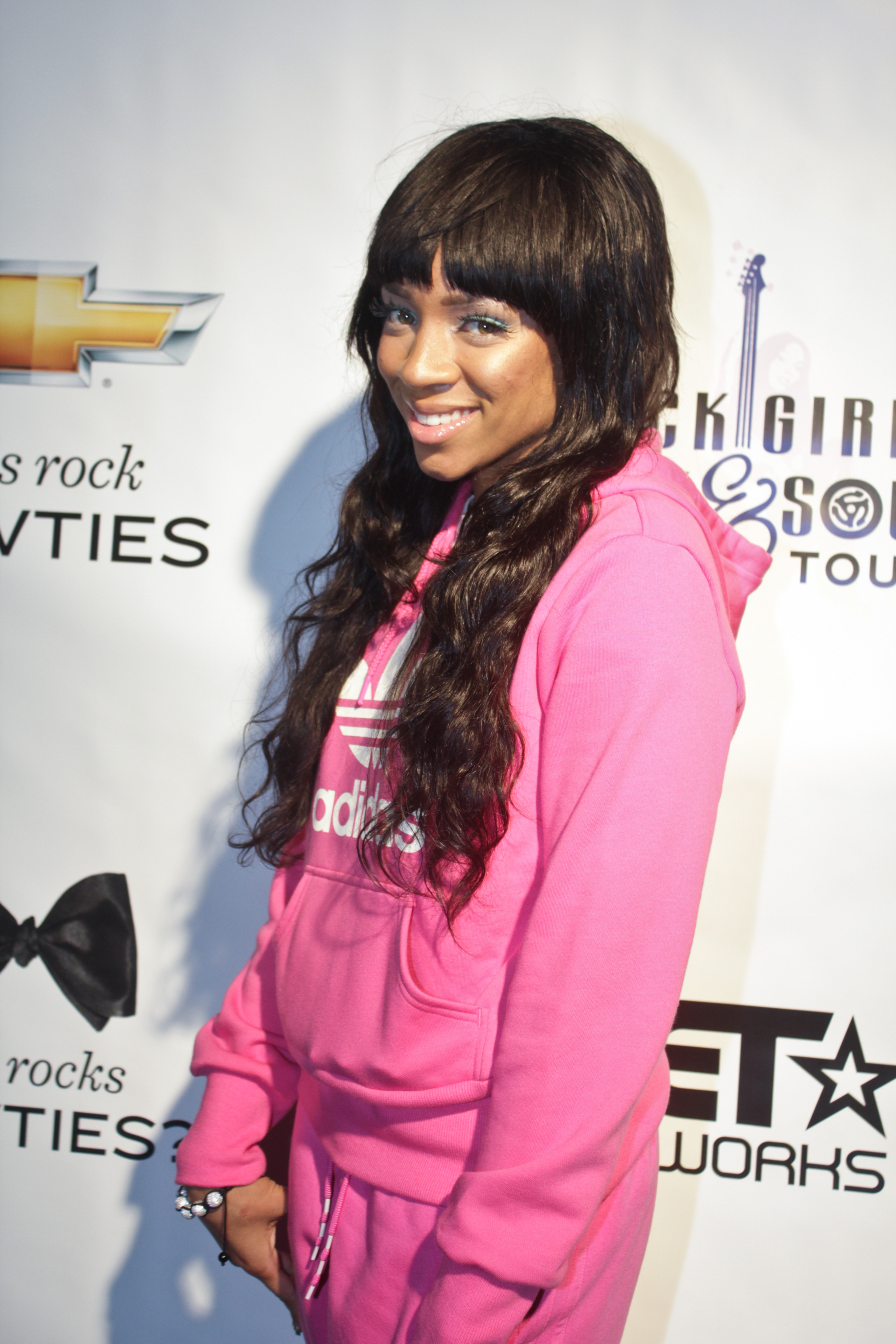
Lil’ Mama

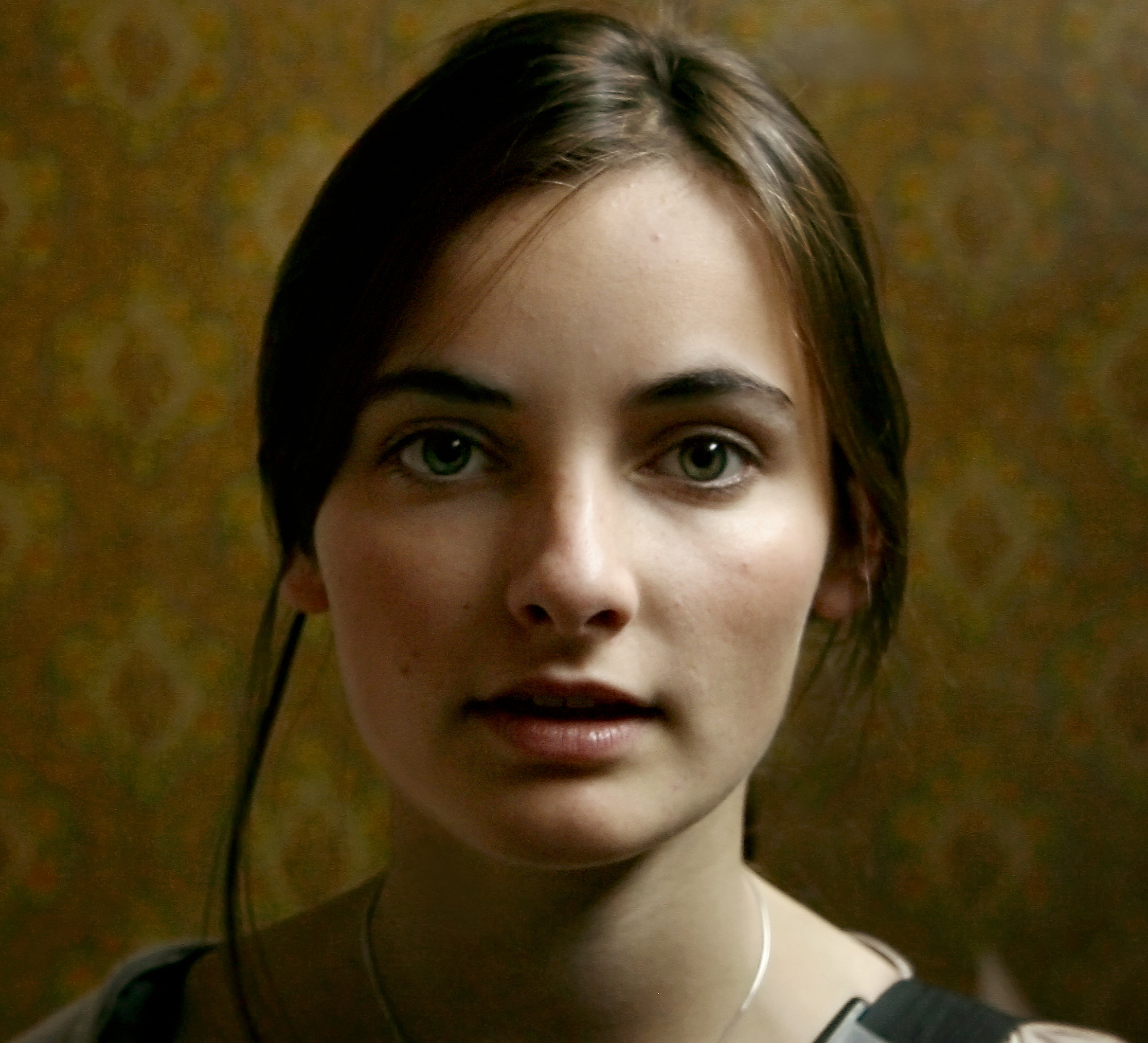
Paula Schramm

- 01. Oktober: Allie Bertram, kanadische Schauspielerin und Tänzerin
- 02. Oktober: Frederik Andersen, dänischer Eishockeytorwart
- 02. Oktober: Marta Gastini, italienische Schauspielerin
- 02. Oktober: Karissa und Kristina Shannon, US-amerikanische Models, Playmates, Schauspielerinnen und Pornodarstellerinnen
- 02. Oktober: Janina Uhse, deutsche Schauspielerin
- 03. Oktober: Chase Austin, US-amerikanischer Automobilrennfahrer
- 04. Oktober: Marc Barthel, deutscher Sänger, Schauspieler, Songwriter und Synchronsprecher
- 04. Oktober: Lil’ Mama, US-amerikanische Rapperin
- 05. Oktober: Travis Kelce, US-amerikanischer American-Football-Spieler
- 5. Oktober: Sara Tunes, kolumbianische Pop- und Dance-Sängerin
- 05. Oktober: Kimiya Satō, japanischer Automobilrennfahrer
- 06. Oktober: Sophia Thomalla, deutsche Fernsehschauspielerin
- 07. Oktober: Erik Akkersdijk, niederländischer Speedcuber
- 07. Oktober: Amanda DaCosta, US-amerikanisch-portugiesische Fußballspielerin
- 07. Oktober: Daniel Drescher, österreichischer Fußballspieler
- 08. Oktober: Anusorn Srichaluang, thailändischer Fußballspieler
- 08. Oktober: Kushtrim Lushtaku, kosovarischer Fußballspieler
- 08. Oktober: Armand Traoré, französischer Fußballspieler
- 09. Oktober: Josef Mattes, deutscher Schauspieler
- 10. Oktober: Jeurys Familia, dominikanischer Baseballspieler
- 10. Oktober: Aimee Teegarden, US-amerikanische Schauspielerin und Model
- 11. Oktober: Jenrry Mejía, dominikanischer Baseballspieler
- 11. Oktober: Anton Nebylizki, russischer Automobilrennfahrer
- 11. Oktober: Paula Schramm, deutsche Schauspielerin
- 11. Oktober: Thibault Tricole, französischer Dartspieler
- 11. Oktober: Michelle Wie, US-amerikanische Golfspielerin
- 13. Oktober: Nastja Antonewitch, russisch-deutsche Handballspielerin
- 13. Oktober: Carlos Betancur, kolumbianischer Radrennfahrer
- 13. Oktober: Breno, brasilianischer Fußballspieler
- 13. Oktober: Maximilian Seidel, deutscher Schauspieler
- 13. Oktober: Slimane (bürgerl. Slimane Nebchi), französischer Sänger
- 14. Oktober: Ramón Ábila, argentinischer Fußballspieler
- 14. Oktober: Mia Wasikowska, australische Schauspielerin
- 15. Oktober: Joeri Adams, belgischer Cyclocross- und Straßenradrennfahrer
- 15. Oktober: Harrison Kennedy, liberianischer Fußballspieler
- 15. Oktober: Dominic Storey, neuseeländischer Automobilrennfahrer
- 16. Oktober: Jack Salvatore junior, US-amerikanischer Schauspieler
- 16. Oktober: Dan Biggar, walisischer Rugbyspieler
- 16. Oktober: Stefanie Draws, deutsche Fußballspielerin
- 16. Oktober: Cristian Martínez, andorranischer Fußballspieler
- 17. Oktober: Nigel Bailly, belgischer Automobilrennfahrer
- 17. Oktober: Maria Hönig, deutsche Schauspielerin, Synchronsprecherin und Sängerin
- 17. Oktober: Franziska Scheffler, deutsche Schauspielerin, Synchronsprecherin und Sängerin
- 17. Oktober: Michail Koslowski, russischer Automobilrennfahrer
- 18. Oktober: Matthew Centrowitz, US-amerikanischer Mittelstreckenläufer
- 18. Oktober: Marija Schkanowa, belarussische Skirennläuferin
- 18. Oktober: Sandra Toft, dänische Handballspielerin
- 18. Oktober: Ingvar Jónsson, isländischer Fußballtorwart
- 20. Oktober: Patrick Amrhein, deutscher Fußballspieler
- 20. Oktober: Michael Aspin, englischer Fußballspieler
- 20. Oktober: Kristina Liščević, serbische Handballspielerin
- 20. Oktober: Jess Glynne, britische Sängerin
- 21. Oktober: Sidonie von Krosigk, deutsche Schauspielerin
- 21. Oktober: Marcel Lenz, deutscher Handballspieler
- 21. Oktober: Tobias Rivesjö, schwedischer Handballspieler
- 21. Oktober: Kristina Dumitru, deutsche Schauspielerin
- 21. Oktober: Billy Stairmand, neuseeländischer Surfer
- 21. Oktober: Christin Stark, deutsche Schlagersängerin
- 21. Oktober: Christopher Zanella, Schweizer Automobilrennfahrer
- 22. Oktober: David Friedrich, deutscher Schlagzeuger
- 22. Oktober: JPEGMafia, US-amerikanischer Rapper und Musikproduzent
- 23. Oktober: Franz Anton, deutscher Slalom-Kanute
- 23. Oktober: Michelle Wiki, Schweizer Unihockeyspielerin
- 24. Oktober: Carmen Aub, mexikanische Schauspielerin
- 24. Oktober: Maren Hammerschmidt, deutsche Biathletin
- 24. Oktober: Felix Arvid Ulf Kjellberg, schwedischer Let's Player
- 26. Oktober: Yannick Mettler, Schweizer Automobilrennfahrer
- 26. Oktober: Daniel Mullen, australischer Fußballspieler
- 27. Oktober: Marta Arndt, polnisch-deutsche Tänzerin
- 28. Oktober: Louis Klamroth, deutscher Schauspieler
- 28. Oktober: Devin Ebanks, US-amerikanischer Basketballspieler
- 29. Oktober: Primož Roglič, slowenischer Skispringer
- 30. Oktober: Seth Adkins, US-amerikanischer Filmschauspieler
- 31. Oktober: Konstantin Bitter, Deutsch-Schweizer Volleyballtrainer
- 31. Oktober: Ryan Phinny, US-amerikanischer Automobilrennfahrer

### November

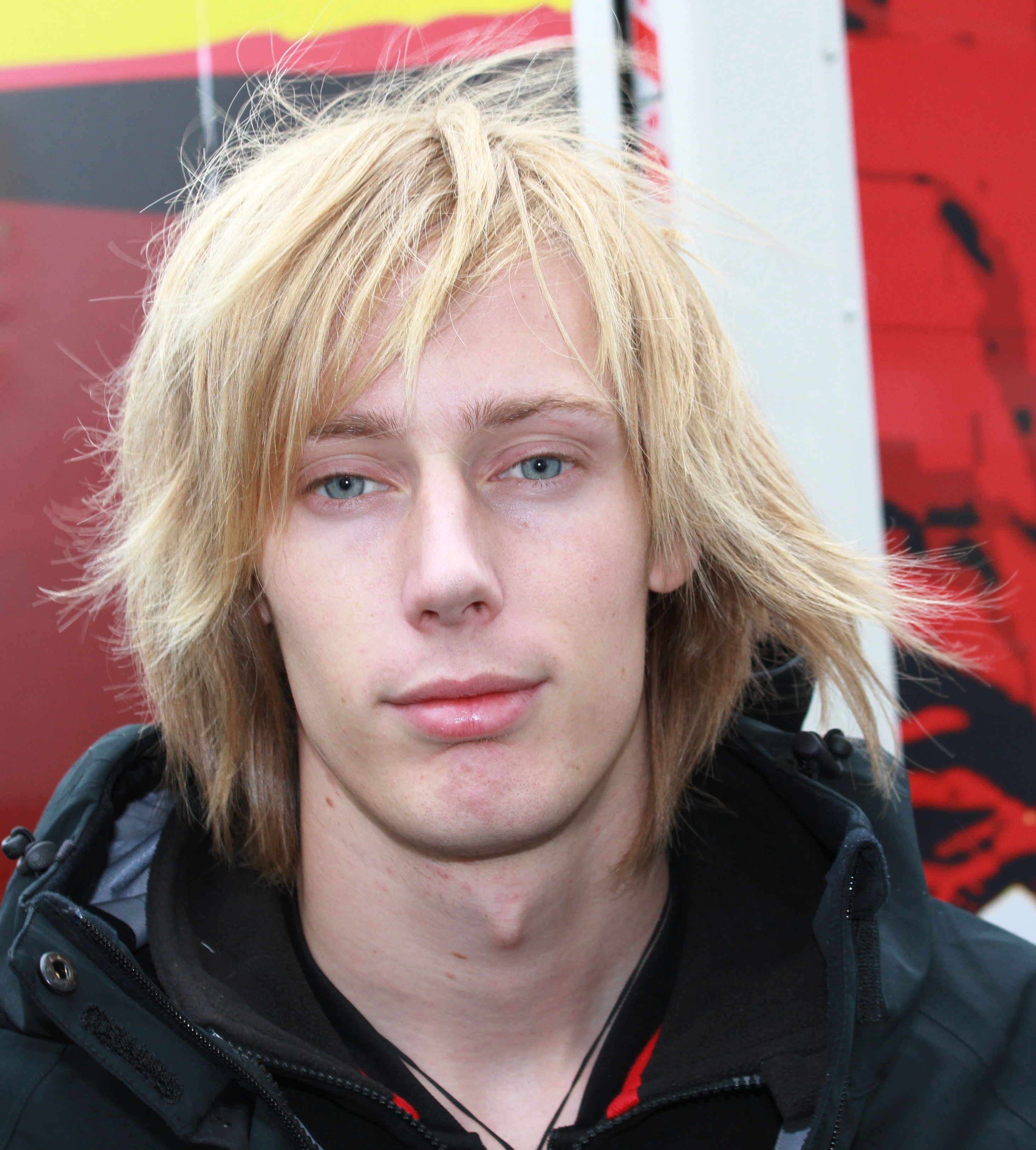
Brendon Hartley

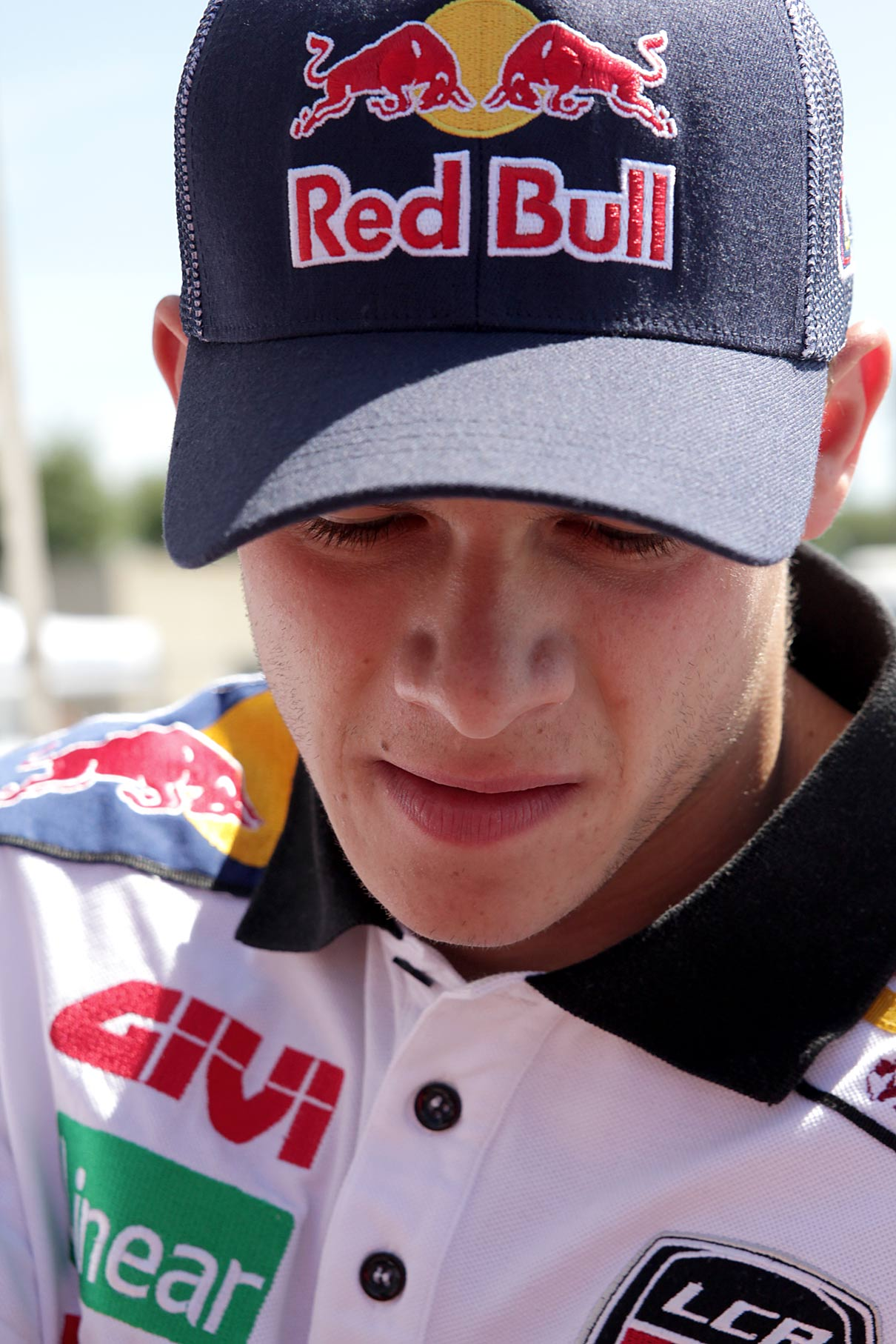
Stefan Bradl 2012

- 02. November: Marcel Titsch-Rivero, deutscher Fußballspieler
- 02. November: Tibor Pleiß, deutscher Basketballspieler
- 02. November: Edoardo Zardini, italienischer Radrennfahrer
- 03. November: Manuel Andrade, mexikanischer Wrestler
- 03. November: Joyce Jonathan, französische Sängerin und Songschreiberin
- 04. November: Saeid Mourad Abdvali, iranischer Ringer
- 04. November: Ju Hui, südkoreanische Handballspielerin
- 05. November: Sinan Akdağ, deutscher Eishockeyspieler
- 05. November: Matthew Bell, britischer Automobilrennfahrer
- 05. November: Luke DeVere, australischer Fußballspieler
- 06. November: Aaron Hernandez, US-amerikanischer Fußballspieler († 2017)
- 06. November: Jozy Altidore, US-amerikanischer Fußballspieler
- 07. November: Tina Aeberli, Schweizer Footbagspielerin
- 07. November: Nadeschda Tolokonnikowa, russische politische Aktivistin und Performancekünstlerin
- 08. November: Leonardo Cordeiro, brasilianischer Automobilrennfahrer
- 08. November: Kalle Leinonen, finnischer Freestyle-Skier
- 08. November: Sanni Leinonen, finnische Skirennläuferin
- 08. November: Kevin Sommer, französischer Fußballspieler
- 08. November: Andrew Gower, britischer Schauspieler
- 09. November: David Evans, englischer Dartspieler
- 10. November: Daniel Adjei, ghanaischer Fußballspieler
- 10. November: Brendon Hartley, neuseeländischer Automobilrennfahrer
- 10. November: Jenny Löffler, deutsche Schauspielerin
- 11. November: Martin Brandt, deutscher Handballspieler
- 11. November: Oedo Kuipers, niederländischer Musicaldarsteller (Mozart)
- 11. November: Lewis Williamson, britischer Automobilrennfahrer
- 13. November: Akutaaneq Kreutzmann, grönländischer Handballspieler
- 15. November: Troy Castaneda, US-amerikanischer Automobilrennfahrer
- 16. November: James Gregory Arniel, kanadischer Eishockeyspieler
- 17. November: Enrico Battaglin, italienischer Radrennfahrer
- 18. November: Reeps One, englischer Beatboxer, Webvideoproduzent, Komponist und Künstler
- 18. November: Nathan Elasi, australischer Fußballspieler
- 19. November: Ole Rahmel, deutscher Handballspieler
- 19. November: Roman Trofimow, russischer Skispringer
- 19. November: Tyga, US-amerikanischer Rapper
- 19. November: Kenneth Faried, US-amerikanischer Basketballspieler
- 20. November: Abby Erceg, neuseeländische Fußballspielerin
- 20. November: Eduardo Vargas, chilenischer Fußballspieler
- 21. November: Gernot Auer, österreichischer Straßenradrennfahrer
- 21. November: Cássio Francisco de Jesus, brasilianischer Fußballspieler († 2025)
- 22. November: Gwon Han-na, südkoreanische Handballspielerin
- 23. November: Matthew Hayward, kanadischer Freestyle-Skier
- 24. November: Marco Wittmann, deutscher Automobilrennfahrer
- 27. November: Misha Cross, polnische Pornodarstellerin
- 28. November: Salma Amani, französisch-marokkanische Fußballspielerin
- 28. November: Andhika Anhar, indonesischer Badmintonspieler
- 29. November: Dominic Adiyiah, ghanaischer Fußballspieler
- 29. November: Stefan Bradl, deutscher Motorradrennfahrer
- 29. November: Dominik Kraihamer, österreichischer Automobilrennfahrer
- 30. November: Jonathan Feurich, deutscher Schauspieler

### Dezember

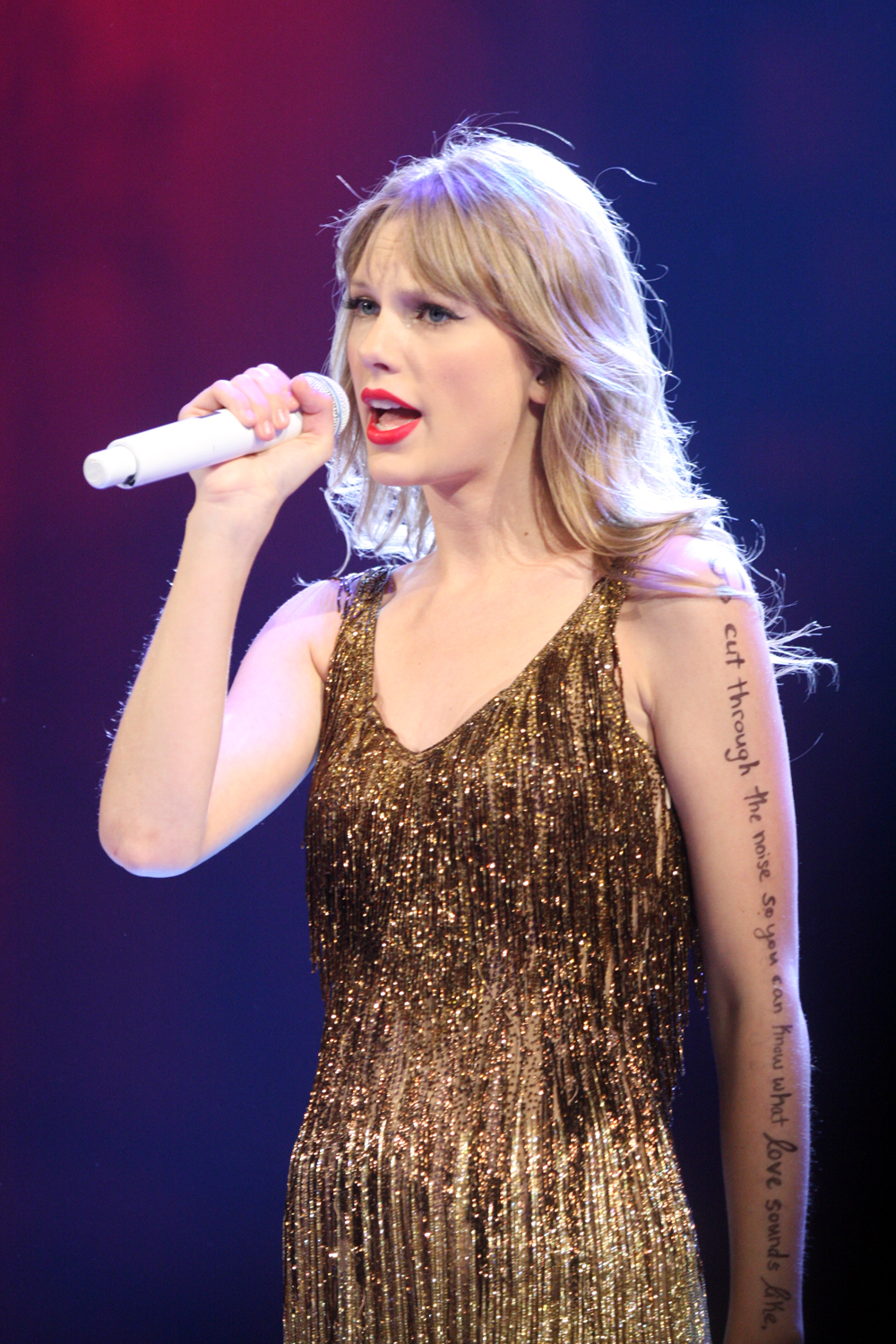
Taylor Swift

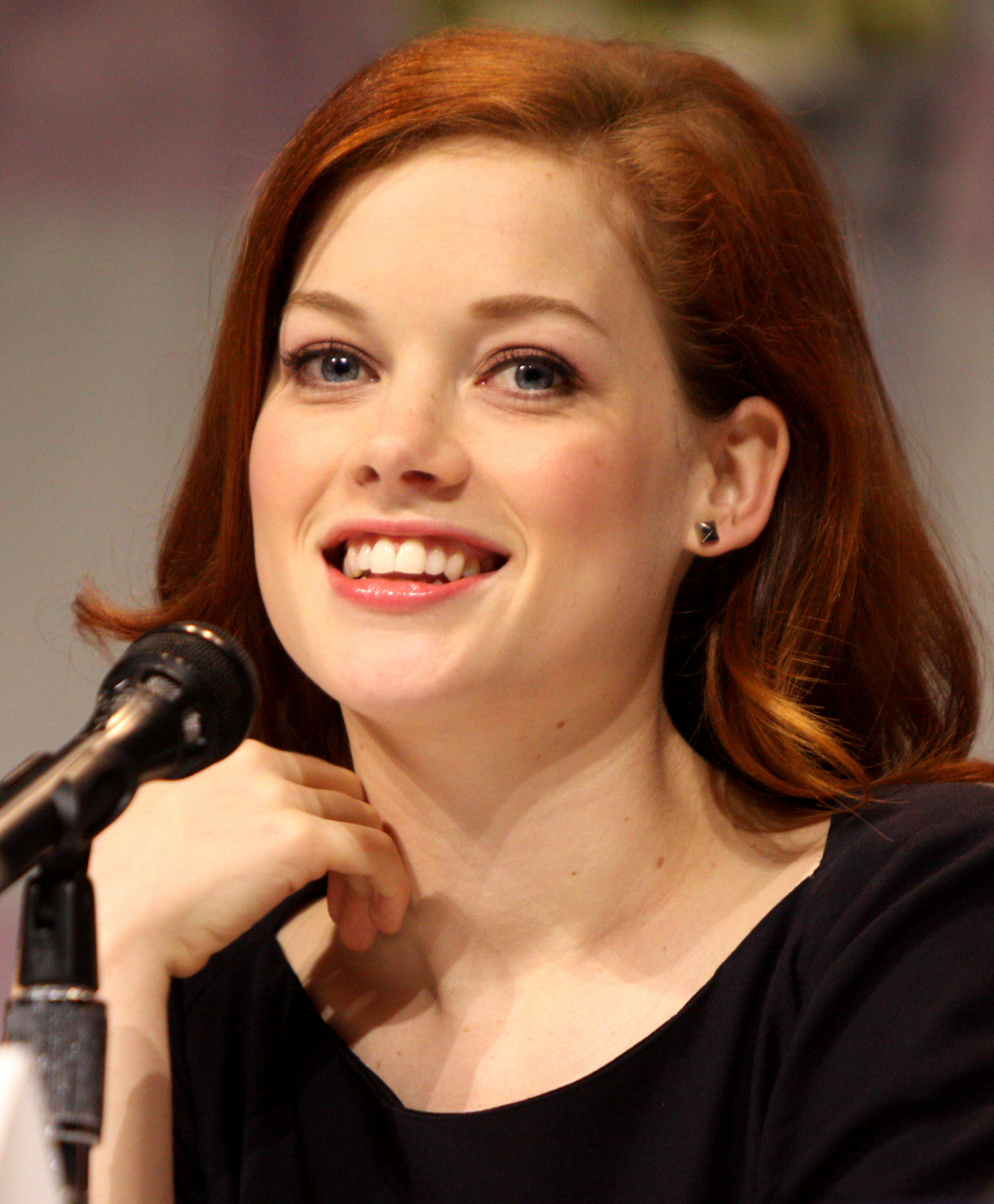
Jane Levy

- 01. Dezember: Markus Rühmkorf, österreichischer Fußballspieler
- 01. Dezember: Jakob Tögel, österreichischer Schauspieler
- 04. Dezember: Elnaz Kompanizare, iranische Hürdenläuferin
- 05. Dezember: Alexander Andrejewitsch Logunow, russischer Mathematiker
- 05. Dezember: Kwon Yu-ri, südkoreanische Popsängerin
- 06. Dezember: Adrian Lehmann, Schweizerischer Marathonläufer († 2024)
- 07. Dezember: Basia A’Hern, australische Schauspielerin
- 07. Dezember: Nicholas Hoult, britischer Schauspieler
- 07. Dezember: Danny Latza, deutscher Fußballspieler
- 07. Dezember: Judith Neumann, deutsche Schauspielerin
- 07. Dezember: Kevin Séraphin, französischer Basketballspieler
- 08. Dezember: Matthew Jurman, australischer Fußballspieler
- 08. Dezember: Anna Monz, deutsche Handballspielerin
- 09. Dezember: Eric Bledsoe, US-amerikanischer Basketballspieler
- 09. Dezember: Niklas Hartmann, deutscher Fußballspieler
- 10. Dezember: Marion Maréchal, französische Politikerin
- 10. Dezember: Maximilian Meyer-Bretschneider, deutscher Schauspieler
- 10. Dezember: Julian Schmidt, deutscher Politiker
- 12. Dezember: Sven Schelker, Schweizer Schauspieler
- 13. Dezember: Mikel Landa, spanischer Radrennfahrer
- 13. Dezember: Taylor Swift, US-amerikanische Country-Pop-Sängerin
- 14. Dezember: Amini Fonua, tongaischer Schwimmer
- 14. Dezember: Klaus Gjasula, deutsch-albanischer Fußballspieler
- 14. Dezember: Casper Ulrich Mortensen, dänischer Handballspieler
- 16. Dezember: Kerim Avcı, deutsch-türkischer Fußballspieler
- 16. Dezember: Wera Nebolsina, russische Schachspielerin
- 16. Dezember: Daniele Vocaturo, italienischer Schachgroßmeister
- 18. Dezember: Emily Atack, britische Schauspielerin
- 18. Dezember: Ashley Benson, US-amerikanische Schauspielerin und Model
- 18. Dezember: Lawrence Visser, belgischer Fußballschiedsrichter
- 19. Dezember: Ronald Auderset, schweizerischer Skeletonpilot
- 19. Dezember: Kristin Bohm, deutsche Schauspielerin
- 19. Dezember: Joseph Konrad Bundschuh, deutscher Schauspieler
- 19. Dezember: Christopher Reinhardt, deutscher Schauspieler
- 21. Dezember: Shōhei Tochimoto, japanischer Skispringer
- 21. Dezember: Leander Vyvey, belgischer Schauspieler und Kitesurfer
- 23. Dezember: Julian David, deutscher Schlagersänger
- 24. Dezember: Maxine Mittendorf, deutsche Fußballspielerin
- 25. Dezember: Leonie Rainer, deutsche Schauspielerin
- 27. Dezember: Anzelika Ahmetšina, estnische Fußballspielerin
- 28. Dezember: George Blagden, britischer Schauspieler
- 28. Dezember: Mackenzie Rosman, US-amerikanische Schauspielerin
- 29. Dezember: Alex Gleave, britischer Biathlet
- 29. Dezember: Jane Levy, US-amerikanische Schauspielerin
- 29. Dezember: Kei Nishikori, japanischer Tennisspieler
- 30. Dezember: Bart Hylkema, niederländischer Automobilrennfahrer
- 30. Dezember: Ryan Sheckler, US-amerikanischer Skateboardfahrer
- 31. Dezember: Michael Haunschmid, österreichischer Fußballspieler
- 31. Dezember: Line Myers, dänische Handballspielerin
- 31. Dezember: Natalia Kowalska, polnische Automobilrennfahrerin

### Tag unbekannt
- Erol Afşin, türkischer Schauspieler
- Deniz Arora, deutscher Schauspieler
- Alissa Atanassova, bulgarische Schauspielerin
- Helene Blechinger, österreichische Schauspielerin
- Philip Birnstiel, deutscher Schauspieler
- Bea Brocks, deutsche Schauspielerin
- Julius Dombrink, deutscher Schauspieler
- Felix Everding, deutscher Schauspieler
- Timo Fakhravar, deutscher Schauspieler
- Miiel Ferráez, mexikanische Videokünstlerin
- Regina Fink, deutsche Schauspielerin
- Andreas Hammer, deutscher Schauspieler
- Katharina Hintzen, deutsche Schauspielerin
- Jonathan Hutter, deutsch-schweizerischer Schauspieler
- Lena Kalisch, deutsch-israelische Schauspielerin
- Kay Kysela, Schweizer Schauspieler
- Jan Liem, deutscher Schauspieler
- Sofie Alice Miller, deutsche Schauspielerin
- Chris Overton, britischer Filmschauspieler, Filmproduzent und Filmregisseur
- Hanna Plaß, deutsche Schauspielerin und Musikerin
- Elisa Plüss, Schweizer Schauspielerin
- Tommy Schlesser, luxemburgischer Schauspieler, Comedian und Model
- Frederik Schmid, deutscher Schauspieler
- Cecilia Steiner, Schweizer Schauspielerin
- Kristin Suckow, deutsche Schauspielerin
- Nicolas Fethi Türksever, deutsch-türkischer Schauspieler
- Elisa Ueberschär, deutsche Schauspielerin, Sprecherin und Autorin
- Timo Weisschnur, deutscher Schauspieler und Sprecher
- Zhu, US-amerikanischer DJ und Produzent

## Gestorben

### Januar

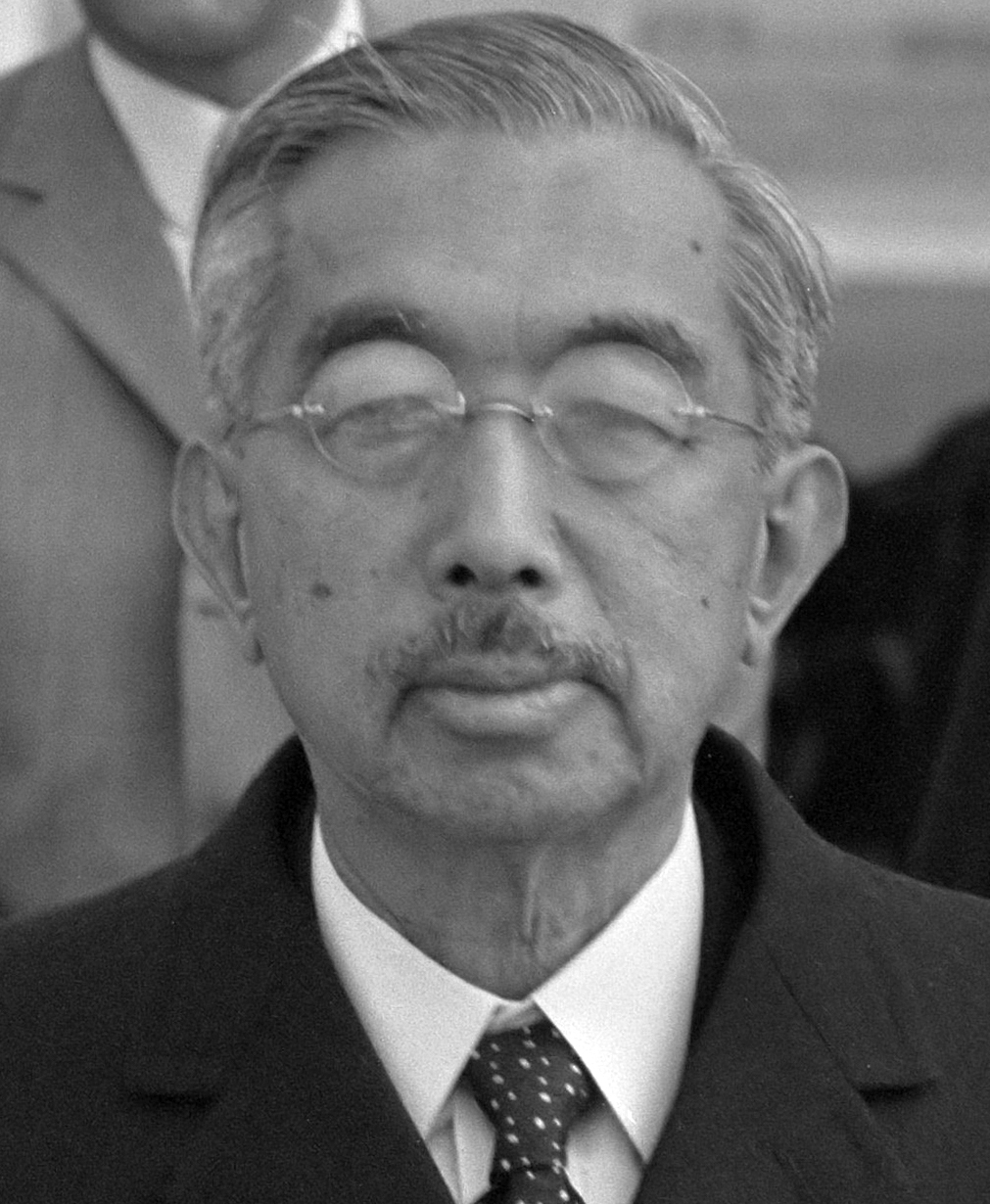
Hirohito († 7. Januar)

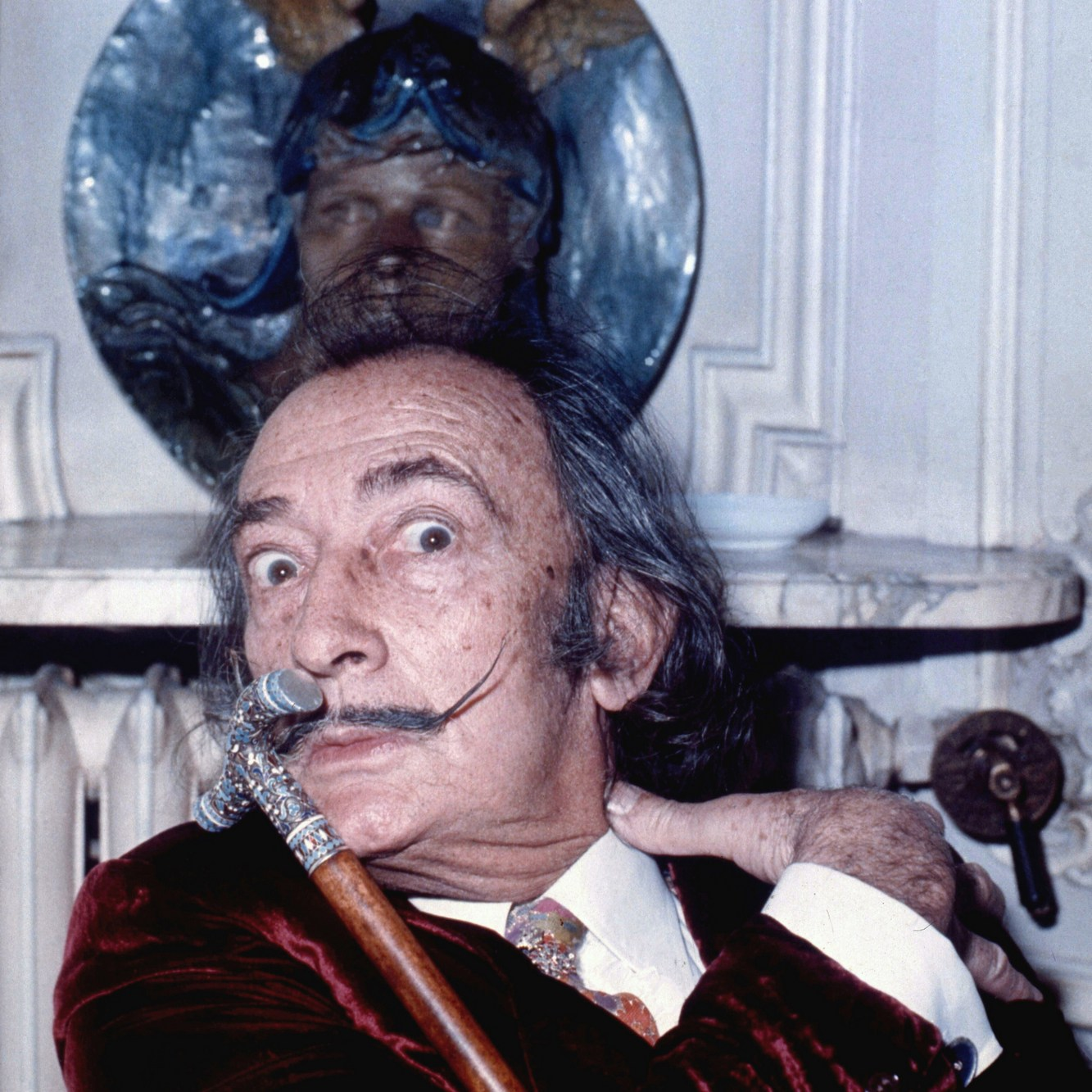
Salvador Dalí († 23. Januar)

- 03. Januar: Lina Prokofjew, spanisch-russische Sängerin und erste Ehefrau von Sergei Prokofjew (* 1897)
- 03. Januar: Sergei Sobolew, russischer Mathematiker (* 1908)
- 03. Januar: Robert Thomas, französischer Schriftsteller (* 1927)
- 06. Januar: Jim Hurtubise, US-amerikanischer Automobilrennfahrer (* 1932)
- 06. Januar: Edmund Leach, Naturwissenschaftler, Elektrotechniker und Anthropologe (* 1910)
- 07. Januar: John Frank Adams, englischer Mathematiker (* 1930)
- 07. Januar: Hirohito, 124. Tenno von Japan (* 1901)
- 08. Januar: Jan Cherniavsky, kanadischer Pianist ukrainischer Herkunft (* 1892)
- 08. Januar: Otto Kasten, Gründer des Vereins Besucherring Dr. Otto Kasten (* 1902)
- 08. Januar: Ueda Miyoji, japanischer Lyriker und Literaturkritiker (* 1923)
- 10. Januar: Herbert Morrison, US-amerikanischer Rundfunkreporter (* 1905)
- 11. Januar: José Luis Bustamante y Rivero, peruanischer Präsident (* 1894)
- 11. Januar: Eugène Dussous, französischer Automobilrennfahrer (* 1905)
- 11. Januar: Klaus Miesner, deutscher Handballspieler und -trainer (* 1935)
- 12. Januar: Willy Schneider, deutscher Volkssänger (* 1905)
- 13. Januar: Joe Spinell, US-amerikanischer Schauspieler (* 1936)
- 14. Januar: Robert Lembke, deutscher Journalist und Fernsehmoderator (* 1913)
- 14. Januar: Dinah Nelken, deutsche Schriftstellerin und Drehbuchautorin (* 1900)
- 15. Januar: Ernst Neger, deutscher Dachdecker und Fastnachtssänger (* 1909)
- 16. Januar: Karl Pouva, 1939 Gründer der Karl Pouva KG in Freital (* 1903)
- 16. Januar: Willemijn Posthumus-van der Goot, niederländische Autorin und Feministin (* 1897)
- 17. Januar: Gordon L. Allott, US-amerikanischer Politiker (* 1907)
- 17. Januar: Georges Schehadé, libanesischer Dichter und Dramatiker (* 1905)
- 18. Januar: Bruce Chatwin, britischer Schriftsteller (* 1940)
- 20. Januar: Józef Cyrankiewicz, polnischer kommunistischer Politiker und Ministerpräsident (* 1911)
- 20. Januar: John Harding, britischer Feldmarschall und Gouverneur von Zypern (* 1896)
- 20. Januar: Alex Moore, US-amerikanischer Sänger und Klavierspieler (* 1899)
- 21. Januar: Harald Zusanek, österreichischer Schriftsteller (* 1922)
- 23. Januar: Salvador Dalí, surrealistischer Maler, Schriftsteller, Bildhauer, Bühnenbildner und Schauspieler (* 1904)
- 24. Januar: Ted Bundy, US-amerikanischer Serienmörder (* 1946)
- 24. Januar: Siegfried Wischnewski, deutscher Schauspieler (* 1922)
- 27. Januar: Willibald Kreß, deutscher Fußballspieler (* 1906)
- 30. Januar: Ruth Shaw Wylie, US-amerikanische Komponistin und Musikpädagogin (* 1916)
- 31. Januar: Yasushi Akutagawa, japanischer Komponist (* 1925)
- 31. Januar: Ty Anderson, US-amerikanischer Eishockeyspieler (* 1908)

### Februar
- 01. Februar: Karel Bodlák, tschechischer Literaturkritiker, Dichter und Lehrer (* 1903)
- 01. Februar: Elaine de Kooning, US-amerikanische Malerin des Abstrakten Expressionismus (* 1918)
- 02. Februar: Ondrej Nepela, slowakischer Eiskunstläufer und Eiskunstlauftrainer (* 1951)
- 03. Februar: John Cassavetes, US-amerikanischer Schauspieler und Regisseur (* 1929)
- 04. Februar: Hans Müller, Schweizer Staatsbeamter (* 1925)
- 04. Februar: Gustav Niermann, deutscher Politiker (* 1919)
- 04. Februar: Trevor Lucas, australischer Folk-Sänger und -Gitarrist (* 1943)
- 05. Februar: Ludwig Schwarzer, österreichischer Maler (* 1912)
- 05. Februar: Adriano Soldini, Schweizer Pädagoge und Schriftsteller (* 1921)
- 06. Februar: Chris Gueffroy, letztes Todesopfer an der Berliner Mauer (* 1968)
- 06. Februar: King Tubby, Reggae-Musiker (* 1941)
- 06. Februar: Barbara Tuchman, US-amerikanische Reporterin und Autorin (* 1912)
- 07. Februar: Gilbert Simondon, französischer Philosoph (* 1924)
- 09. Februar: Hermann Conring, deutscher Politiker (* 1894)
- 09. Februar: Osamu Tezuka, japanischer Arzt und Manga-Zeichner (* 1928)
- 11. Februar: Leon Festinger, US-amerikanischer Sozialpsychologe (* 1919)
- 12. Februar: Thomas Bernhard, österreichischer Schriftsteller (* 1931)
- 15. Februar: Hüseyin Akbaş, türkischer Ringer (* 1933)
- 16. Februar: Ida Ehre, österreichisch-deutsche Schauspielerin und Theaterleiterin (* 1900)
- 17. Februar: Marguerite Roberts, Drehbuchautorin (* 1905)
- 17. Februar: Johannes Sobek, deutscher Fußballspieler (* 1900)
- 19. Februar: Antonie Bitsch, deutsche Malerin (* 1912)
- 19. Februar: Walter Schwabedissen, deutscher General (* 1896)
- 20. Februar: Erika Köth, deutsche Kammersängerin und Sopranistin (* 1925)
- 21. Februar: Otar Taktakischwili, georgischer Komponist (* 1924)
- 22. Februar: Moisés da Costa Amaral, osttimoresischer Politiker (* 1938)
- 22. Februar: Sándor Márai, ungarischer Schriftsteller (* 1900)
- 23. Februar: Alfred Dallinger, österreichischer Politiker (* 1926)
- 24. Februar: Norris Cotton, US-amerikanischer Politiker (* 1900)
- 26. Februar: Mouloud Mammeri, algerisch-kabylischer Schriftsteller, Anthropologe und Sprachwissenschaftler (* 1917)
- 26. Februar: Jupp Schlaf, deutscher Tischtennisfunktionär und -spieler (* 1919)
- 26. Februar: Roy Eldridge, US-amerikanischen Jazztrompeter (* 1911)
- 26. Februar: Hans Klüver, deutscher Schachkomponist (* 1901)
- 27. Februar: Paul Oswald Ahnert, deutscher Astronom (* 1897)

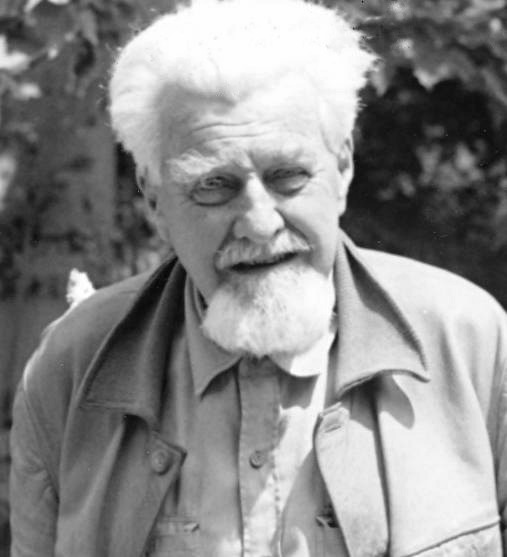
Konrad Lorenz, 1978

- 27. Februar: Konrad Lorenz, österreichischer Biologe und Nobelpreisträger (Medizin) (* 1903)
- 28. Februar: Hermann Burger, Schweizer Schriftsteller (* 1942)
- 28. Februar: Wladimir von Horbowski-Zaranek, georgischer Klavierpädagoge (* 1905)

### März
- 01. März: Ernst Wilm, deutscher Pfarrer und Kirchenfunktionär (* 1901)
- 02. März: Gert Adriani, deutscher Kunsthistoriker (* 1908)
- 06. März: Harry Andrews, britischer Film- und Theaterschauspieler (* 1911)
- 06. März: Wolfgang Haußmann, deutscher Politiker (* 1903)
- 08. März: Jelisaweta Bykowa, sowjetische Schachspielerin (* 1913)
- 08. März: Stuart Hamblen, US-amerikanischer Country-Musiker (* 1908)
- 11. März: John Jay McCloy, von 1949 bis 1952 amerikanischer Hoher Kommissar in Deutschland (* 1895)
- 13. März: Carl Dahlhaus, deutscher Musikwissenschaftler (* 1928)
- 14. März: Edward Abbey, US-amerikanischer Naturforscher, Philosoph und Schriftsteller (* 1927)
- 14. März: Zita, letzte Kaiserin Österreichs (* 1892)
- 14. März: Gladys Pyle, US-amerikanische Politikerin (* 1890)
- 15. März: Manlio Di Rosa, italienischer Fechter (* 1914)
- 15. März: Eduard Wallnöfer, österreichischer Politiker und Landeshauptmann von Tirol (1963–1987) (* 1913)
- 17. März: Johann Baptist Auer, deutscher Theologe (* 1910)
- 18. März: Harold Jeffreys, englischer Mathematiker, Statistiker, Geophysiker und Astronom (* 1891)
- 18. März: Lieselotte Wicke, deutsche Politikerin (* 1914)
- 19. März: Akira Abe, japanischer Schriftsteller (* 1934)
- 19. März: Alan Civil, britischer Hornist und Musiklehrer (* 1929)
- 20. März: Peter René Körner, deutscher Schauspieler, Sänger und Moderator (* 1921)
- 21. März: Cesare Musatti, italienischer Psychologe (* 1897)
- 23. März: Renzo Avanzo, italienischer Dokumentarfilmer (* 1911)
- 24. März: Fritz Artl, deutscher Jurist (* 1902)
- 24. März: Arnett Cobb, US-amerikanischer Jazz-Saxophonist (* 1918)
- 25. März: Reginald Le Borg, österreichisch-amerikanischer Regisseur (* 1902)
- 26. März: Manfred Seipold, deutscher Schauspieler und Synchronsprecher (* 1941)
- 27. März: Malcolm Cowley, US-amerikanischer Schriftsteller (* 1898)
- 27. März: Cláudio Santoro, brasilianischer Komponist (* 1919)
- 27. März: Jack Starrett, US-amerikanischer Schauspieler (* 1936)
- 28. März: Joseph Adetunji Adefarasin, nigerianischer Jurist (* 1921)
- 28. März: Jacques Lecat, französischer Automobilrennfahrer (* 1910)
- 28. März: Madeleine Ozeray, belgisch-französische Schauspielerin (* 1908)
- 28. März: Ruth Seydewitz, deutsche Journalistin und Schriftstellerin (* 1905)

### April

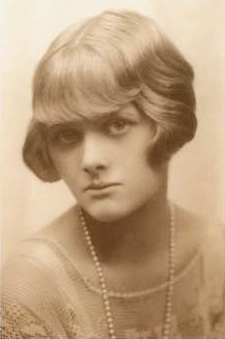
Daphne du Maurier († 19. April)

- 01. April: Richard Austin, britischer Dirigent (* 1903)
- 01. April: Paul Jappe, US-amerikanischer American-Football-Spieler (* 1898)
- 01. April: Erich Lüth, Publizist (* 1902)
- 04. April: Keith Andrews, britischer Kunsthistoriker (* 1920)
- 04. April: Baruch Harold Wood, englischer Schachmeister (* 1909)
- 05. April: Karel Zeman, tschechischer Filmregisseur (* 1910)
- 07. April: Horst Krüger, deutscher General (* 1916)
- 08. April: John Wyer, britischer Motorsportteameigner und Rennleiter (* 1909)
- 10. April: Mogens Brems, dänischer Schauspieler (* 1911)
- 10. April: Takehiro Irokawa, japanischer Schriftsteller (* 1929)
- 11. April: Orhon Murat Arıburnu, türkischer Autor (* 1918)
- 12. April: Ursula Gräfin von Brockdorff, Sozialministerin von Schleswig-Holstein (* 1936)
- 12. April: Edi Finger, Sportjournalist und erster österreichischer TV-Sportreporter (* 1924)
- 12. April: Abbie Hoffman, US-amerikanischer Sozial-Aktivist (* 1936)
- 12. April: Tilda Thamar, argentinische Filmschauspielerin und Malerin (* 1921)
- 13. April: Paul Cheikho, Patriarch von Babylon der Chaldäer (* 1906)
- 13. April: Erich Herrmann, deutscher Feldhandballspieler (* 1914)
- 13. April: Arnold Scheibe, deutscher Agrikulturbotaniker, Pflanzenzüchter und Pflanzenbauwissenschaftler (* 1901)
- 14. April: Endre Székely, ungarischer Komponist (* 1912)
- 15. April: Charles Vanel, französischer Schauspieler und Regisseur (* 1892)
- 16. April: Ishikawa Kaoru, japanischer Chemiker, entwickelte „Ishikawa-Diagramm“ (* 1915)
- 18. April: Adil Atan, türkischer Ringer (* 1929)
- 18. April: Hilde Benjamin, Vorsitzende Richterin und Justizministerin der DDR (* 1902)
- 19. April: Daphne du Maurier, englische Schriftstellerin (* 1907)
- 20. April: Antanas Gudaitis, litauischer Maler und Grafiker (* 1904)
- 21. April: Horst Michel, deutscher Formgestalter (* 1904)
- 22. April: Emilio Segrè, italienisch-US-amerikanischer Physiker und Nobelpreisträger (* 1905)
- 23. April: Kurt Jung, deutscher Politiker (* 1925)
- 23. April: Marc Daniels, US-amerikanischer Filmregisseur, Filmproduzent und Drehbuchautor (* 1912)
- 23. April: Hamani Diori, erster nigrischer Präsident (* 1916)
- 24. April: Franz Binder, österreichischer Fußballspieler (* 1911)
- 24. April: Max Eisinger, deutscher Schachspieler (* 1909)
- 25. April: Józef Ciechan, polnischer Bildhauer (* 1908)
- 25. April: George Coulouris, britischer Schauspieler (* 1903)
- 26. April: Lucille Ball, US-amerikanische Schauspielerin, Star von „I Love Lucy“ (* 1911)
- 27. April: Julia Frances Smith, US-amerikanische Komponistin und Pianistin (* 1905)
- 28. April: Jack Cummings, US-amerikanischer Filmproduzent (* 1900)
- 28. April: Géza von Cziffra, deutscher Regisseur und Drehbuchautor (* 1900)

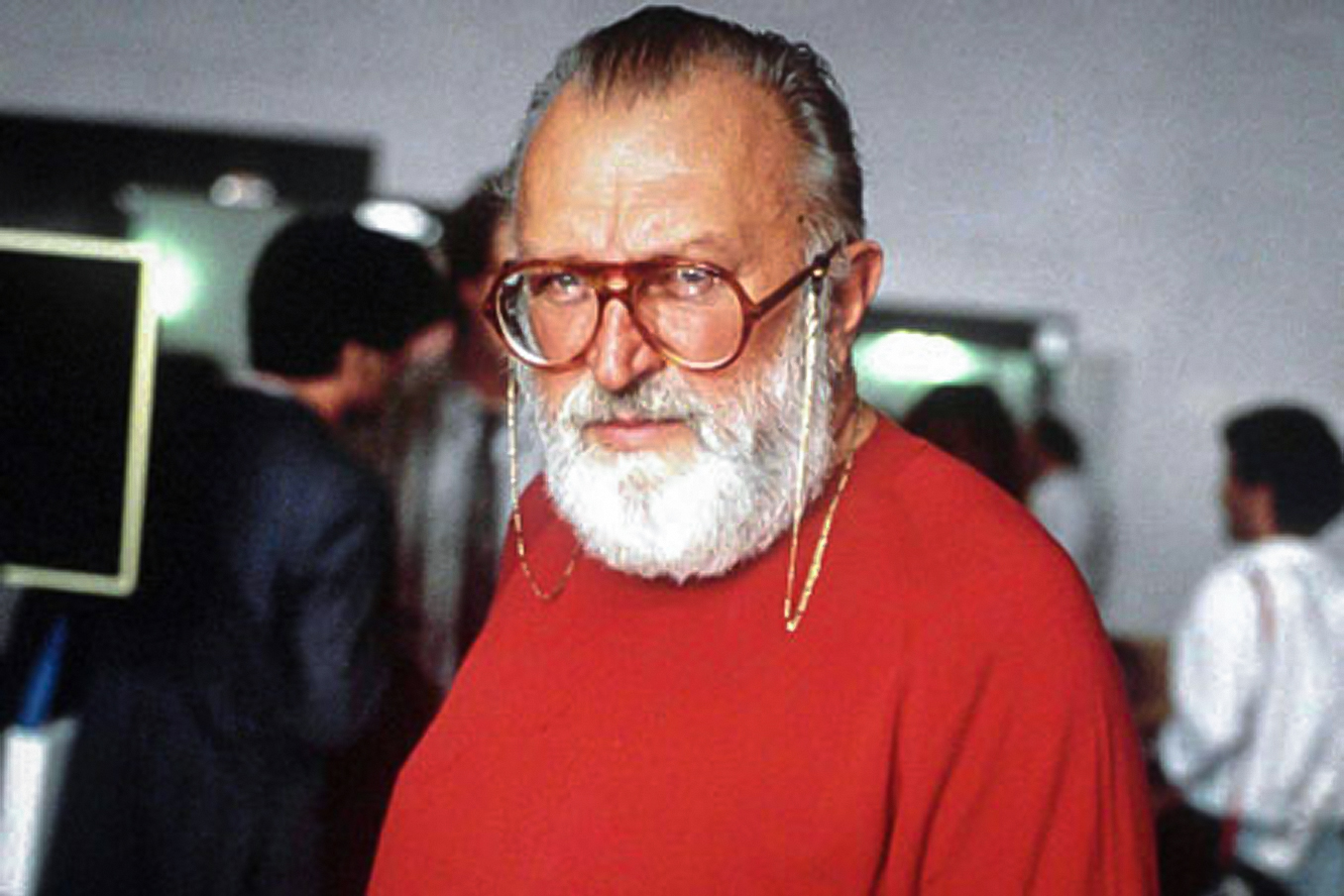
Sergio Leone

- 30. April: Sergio Leone, italienischer Filmregisseur (* 1929)
- 30. April: Harriet Serr, US-amerikanische Pianistin und Musikpädagogin (* 1927)

### Mai
- 01. Mai: Edward Ochab, polnischer Politiker (* 1906)
- 01. Mai: Antonio Janigro, italienischer Cellist, Dirigent und Hochschullehrer (* 1918)
- 01. Mai: Hans Trümpy, Schweizer Volkskundler (* 1917)
- 02. Mai: Meindert Boekel, niederländischer Komponist und Dirigent (* 1915)
- 02. Mai: Weniamin Kawerin, russischer Schriftsteller, Jugendbuchautor (* 1902)
- 02. Mai: Giuseppe Siri, italienischer Kardinal (* 1906)
- 03. Mai: Bernhard Hartmann, deutscher Wirtschaftswissenschaftler und Betriebswirt (* 1916)
- 04. Mai: Herschel Loveless, US-amerikanischer Politiker (* 1911)
- 05. Mai: Wolfgang Neuss, Kabarettist und Schauspieler (* 1923)
- 07. Mai: Werner Hahlweg, deutscher Militärhistoriker und Militärwissenschaftler (* 1912)
- 08. Mai: Felice Mario Boano, italienischer Fahrzeugdesigner (* 1903)
- 08. Mai: Rudolf Uhlenhaut, deutscher Ingenieur, Konstrukteur und späterer Vorstand von Mercedes-Benz (* 1906)
- 09. Mai: Karl Brunner, Schweizer Ökonom (* 1916)
- 10. Mai: Hassler Whitney, Mathematiker (* 1907)
- 11. Mai: Rafael Martínez Alba, dominikanischer Dirigent und Musikpädagoge (* 1896)
- 11. Mai: Artur Wilke, deutscher Dorfschullehrer und NS-Kriegsverbrecher (* 1910)
- 12. Mai: Edmond Mouche, französischer Automobilrennfahrer (* 1899)
- 17. Mai: Walter Gross, deutscher Schauspieler, Kabarettist (* 1904)
- 18. Mai: Hermann Höcherl, deutscher Politiker (* 1912)
- 17. Mai: Ota Hofman, tschechischer Drehbuchautor (* 1928)
- 19. Mai: C. L. R. James, Kulturkritiker, Journalist und Schriftsteller (* 1901)
- 20. Mai: Sir John R. Hicks, britischer Ökonom und Nobelpreisträger (* 1904)
- 20. Mai: Warren G. Magnuson, US-amerikanischer Politiker (* 1905)
- 20. Mai: Ernst Trapp, deutscher Bauingenieur und Bauunternehmer (* 1903)
- 21. Mai: Rolf Apreck, deutscher Kammer- und Opernsänger (* 1928)
- 21. Mai: August Holweg, Politiker (* 1905)
- 21. Mai: Tito Colliander, finnlandschwedischer Schriftsteller (* 1904)
- 22. Mai: Gerd Oswald, deutscher Filmregisseur, Filmproduzent, Schauspieler und Drehbuchautor (* 1919)
- 25. Mai: Hans Pauer, österreichischer Archivar und Bibliothekar (* 1904)
- 28. Mai: Iván Palazzese, venezolanischer Motorradrennfahrer (* 1962)
- 28. Mai: Takada Toshiko, japanische Lyrikerin (* 1914)
- 28. Mai: Erwin Welke, deutscher Politiker (* 1910)
- 29. Mai: John Cipollina, US-amerikanischer Rockmusiker, Gitarrist (* 1943)
- 29. Mai: Edmond Soussa, ägyptischer Karambolagespieler und elffacher Weltmeister (* 1898)
- 30. Mai: Claude Pepper, US-amerikanischer Politiker (* 1900)
- 31. Mai: Raissa Orlowa-Kopelewa, russische Schriftstellerin (* 1918)

### Juni
- 01. Juni: Irena Dubiska, polnische Geigerin und Musikpädagogin (* 1899)
- 01. Juni: Aurelio Lampredi, italienischer Konstrukteur von Automobil- und Flugzeugmotoren (* 1917)
- 02. Juni: Guido Agosti, italienischer Pianist (* 1901)
- 03. Juni: Jack Belden, US-amerikanischer Kriegskorrespondent und Schriftsteller (* 1910)

Ruhollah Chomeini

- 03. Juni: Ruhollah Chomeini, politischer und spiritueller Führer der islamischen Revolution im Iran (* 1902)
- 04. Juni: Dik Browne, US-amerikanischer Comiczeichner (* 1917)
- 04. Juni: Ingeborg Kleinert, deutsche Politikerin und MdB (* 1926)
- 05. Juni: Maurice Philippe, britischer Konstrukteur von Rennwagen und Flugzeugen (* 1932)
- 07. Juni: Chico Landi, brasilianischer Automobilrennfahrer (* 1907)
- 09. Juni: George Wells Beadle, US-amerikanischer Biologe und Nobelpreisträger (* 1903)
- 09. Juni: Wolfdietrich Schnurre, deutscher Schriftsteller (* 1920)
- 10. Juni: José Antonio Méndez, kubanischer Sänger, Gitarrist und Komponist (* 1927)
- 10. Juni: Richard Quine, US-amerikanischer Schauspieler, Drehbuchautor, Produzent und Filmregisseur (* 1920)
- 11. Juni: Conrad Baden, norwegischer Komponist und Organist (* 1908)
- 14. Juni: Joseph-Albert Malula, Erzbischof von Kinshasa und Kardinal (* 1917)
- 14. Juni: Scott Ross, US-amerikanischer Cembalist (* 1951)
- 15. Juni: John Henry Barnes, Gründer der christlichen Pfadfinderschaft Royal Rangers (* 1927)
- 15. Juni: Victor French, US-amerikanischer Schauspieler und Regisseur (* 1934)
- 16. Juni: Manuel Plá Cocco, dominikanischer Flötist, Geiger, Cellist, Musikpädagoge und Komponist (* 1910)
- 19. Juni: Dieter Aderhold, deutscher Hochschullehrer und Politiker (* 1939)
- 19. Juni: Walter Hulverscheidt, deutscher Forstmann und Autor (* 1899)
- 20. Juni: Otto Kässbohrer, deutscher Unternehmer und Fahrzeugkonstrukteur (* 1904)
- 21. Juni: Teto Ahrenberg, schwedischer Unternehmer und Kunstsammler (* 1912)
- 21. Juni: Andrés Holguín, kolumbianischer Lyriker, Übersetzer und Literaturkritiker (* 1918)
- 23. Juni: Werner Best, deutscher Jurist, Polizeichef und Nationalsozialist (* 1903)
- 23. Juni: Timothy Manning, Erzbischof von Los Angeles und Kardinal (* 1909)
- 23. Juni: Friedrich Hacker, österreichisch-amerikanischer Psychiater, Psychoanalytiker und Aggressionsforscher (* 1914)
- 23. Juni: Michel Aflaq, arabischer Politiker und Mitbegründer der Ba'ath-Partei (* 1910)
- 25. Juni: Ludwig Aulbach, deutscher Journalist und Chefredakteur (* 1914)
- 25. Juni: Jimmy Patton, US-amerikanischer Country- und Rockabilly-Musiker (* 1931)
- 25. Juni: Jean-Marie Raimbaud MAfr, französischer Ordensgeistlicher und römisch-katholischer Bischof von Laghouat (* 1924)
- 27. Juni: Alfred Jules Ayer, Philosoph Logiker (* 1910)
- 28. Juni: Joris Ivens, holländischer Dokumentarfilmmacher (* 1898)
- 28. Juni: Alfredo Sadel, venezolanischer Sänger und Schauspieler (* 1930)

### Juli

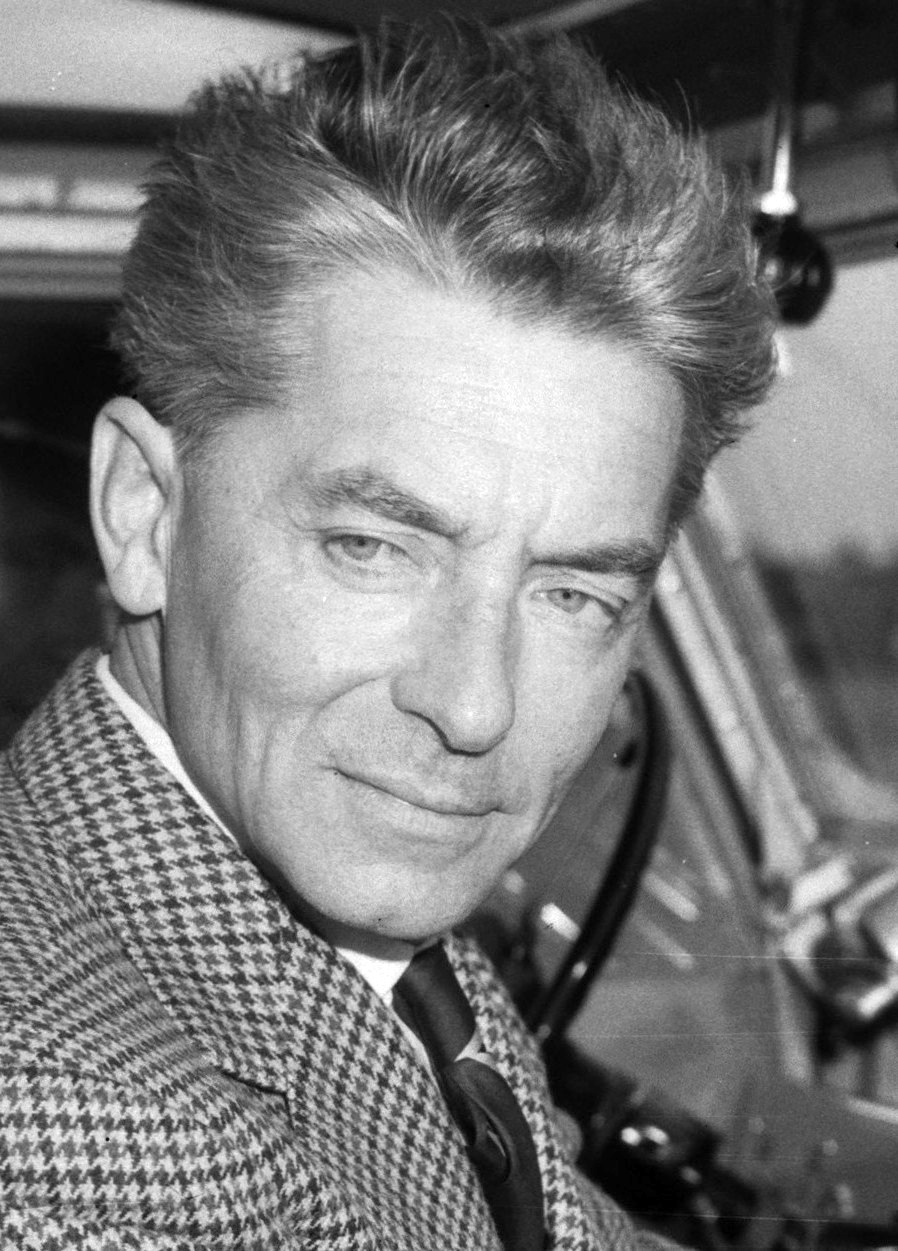
Herbert von Karajan († 16. Juli)

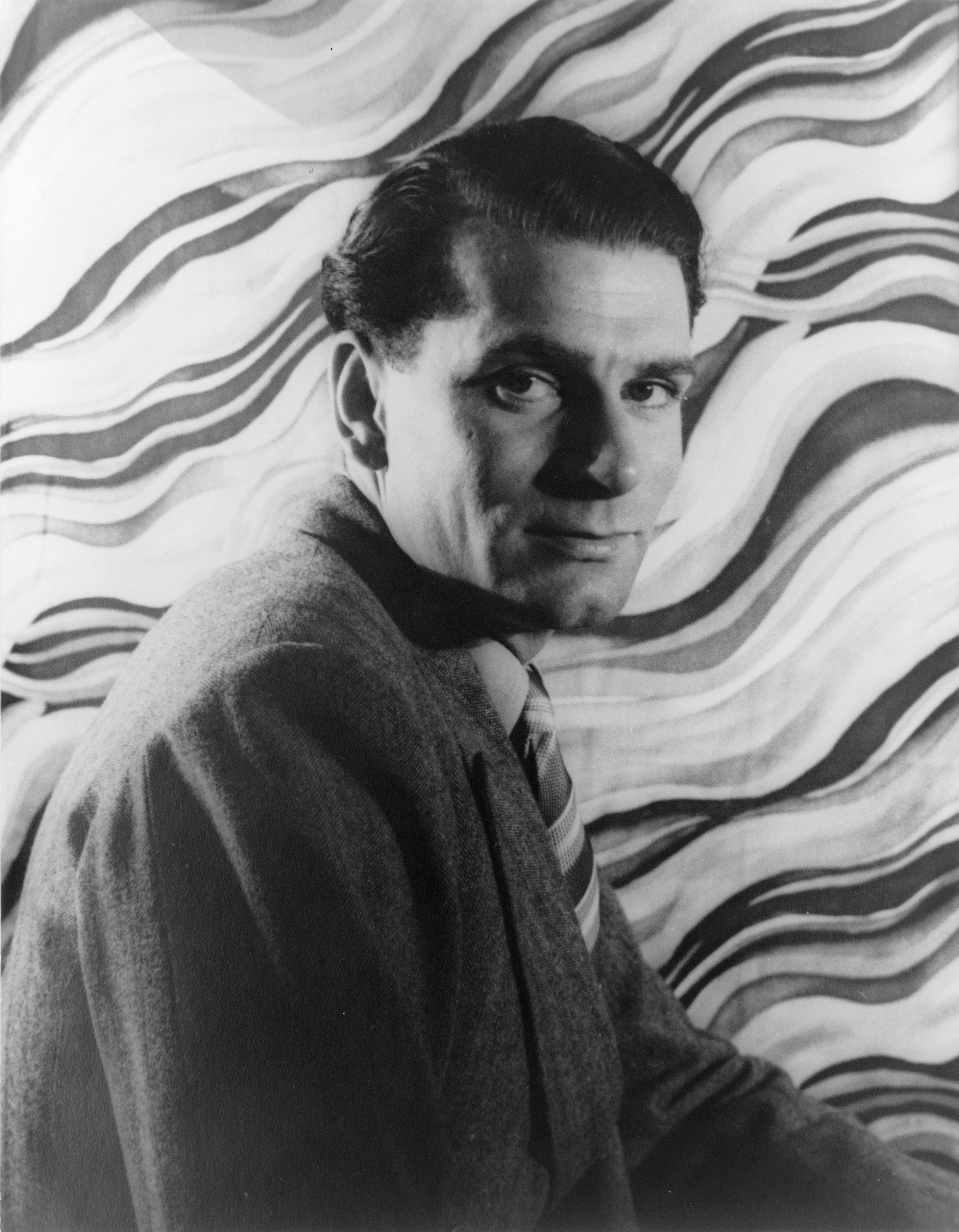
Laurence Olivier (1939)

- 01. Juli: Matthias Billen, deutscher Fußballspieler (* 1910)
- 02. Juli: Andrei Gromyko, sowjetischer Politiker, langjähriger Außenminister (* 1909)
- 02. Juli: Franklin J. Schaffner, US-amerikanischer Filmregisseur (* 1920)
- 05. Juli: Gottfried Eduard Arnold, US-amerikanischer Mediziner (* 1914)
- 05. Juli: Ugo Giachery, italienischer Bahai (* 1896)
- 05. Juli: Berthold Wolpe, deutscher Typograf und Lehrer (* 1905)
- 06. Juli: János Kádár, ungarischer kommunistischer Politiker (* 1912)
- 07. Juli: Hasso von Etzdorf, deutscher Generalkonsul (* 1900)
- 08. Juli: August Haußleiter, deutscher Politiker und Journalist (* 1905)
- 09. Juli: Călin Gruia, rumänischer Schriftsteller (* 1915)
- 10. Juli: Jean-Michel Charlier, belgischer Comic-Zeichner (* 1924)
- 11. Juli: Laurence Olivier, britischer Schauspieler und Regisseur (* 1907)
- 15. Juli: Dieter Augustin, deutscher Schauspieler (* 1934)
- 15. Juli: Josef Bauer, deutscher Politiker, MdB (* 1915)
- 16. Juli: Nicolás Guillén, kubanischer Dichter und Schriftsteller (* 1902)
- 16. Juli: Herbert von Karajan, österreichischer Dirigent (* 1908)
- 17. Juli: Heinz Risse, deutscher Schriftsteller und Automobilrennfahrer (* 1898)
- 19. Juli: Kazimierz Sabbat, polnischer Jurist, Unternehmer und Politiker (* 1913)
- 19. Juli: Carl-Heinz Schroth, österreichischer Schauspieler, Regisseur und Synchronsprecher (* 1902)
- 20. Juli: Marie-Madeleine Fourcade, französische Widerstandskämpferin bzw. Geheimagentin (* 1909)
- 20. Juli: Forrest H. Anderson, US-amerikanischer Jurist und Politiker (* 1913)
- 20. Juli: Karen DeWolf, US-amerikanische Drehbuchautorin und Schriftstellerin (* 1909)
- 22. Juli: Sudhir Sen, indischer Entwicklungsökonom und Agraringenieur (* 1907)
- 22. Juli: Jewgeni Umnow, russischer Schachkomponist (* 1913)
- 23. Juli: Donald Barthelme, US-amerikanischer Schriftsteller (* 1931)
- 23. Juli: Hans-Arno Simon, deutscher Komponist, Sänger, Pianist und Produzent (* 1919)
- 24. Juli: Henri de Costier, französischer Automobilrennfahrer (* 1901)
- 25. Juli: Hans-Christian Pilster, deutscher Generalmajor, Abteilungsleiter im Bundesnachrichtendienst (* 1914)
- 25. Juli: Steve Rubell, Gründer der New Yorker Diskothek Studio 54 (* 1943)
- 27. Juli: Dolf Sternberger, deutscher Politikwissenschaftler und Journalist (* 1907)
- 28. Juli: Kyriena Siloti, US-amerikanische Musikpädagogin (* 1895)
- 29. Juli: Nancy Andrews, US-amerikanische Schauspielerin (* 1924)
- 31. Juli: Roland Gardner, britischer Automobilrennfahrer (* 1912)

### August
- 01. August: John Hirsch, ungarisch-kanadischer Theaterdirektor und Theaterregisseur (* 1930)
- 01. August: Walter Rieger, deutscher Jurist und Politiker (* 1908)
- 02. August: Luiz Gonzaga, Sänger, Akkordeonspieler und Komponist (* 1912)
- 02. August: Marsilio Pasotti, italienischer Automobilrennfahrer (* 1939)
- 02. August: Marcel Stern, französischer Komponist und Violinist (* 1909)
- 03. August: Antonia Brico, US-amerikanische Dirigentin (* 1902)
- 04. August: Larry Parnes, britischer Musikmanager und Impresario (* 1930)
- 05. August: Pieter Arie Hendrik de Boer, niederländischer reformierter Theologe (* 1910)
- 08. August: Enrico Lorenzetti, italienischer Motorradrennfahrer (* 1911)
- 08. August: Brian Naylor, britischer Automobilrennfahrer (* 1923)
- 08. August: Jiří Šotola, tschechischer Dichter, Schriftsteller und Dramaturg (* 1924)
- 09. August: Hans Ausserwinkler, österreichischer Politiker (* 1919)
- 09. August: Hoyt Johnson, US-amerikanischer Country- und Rockabilly-Musiker (* 1935)

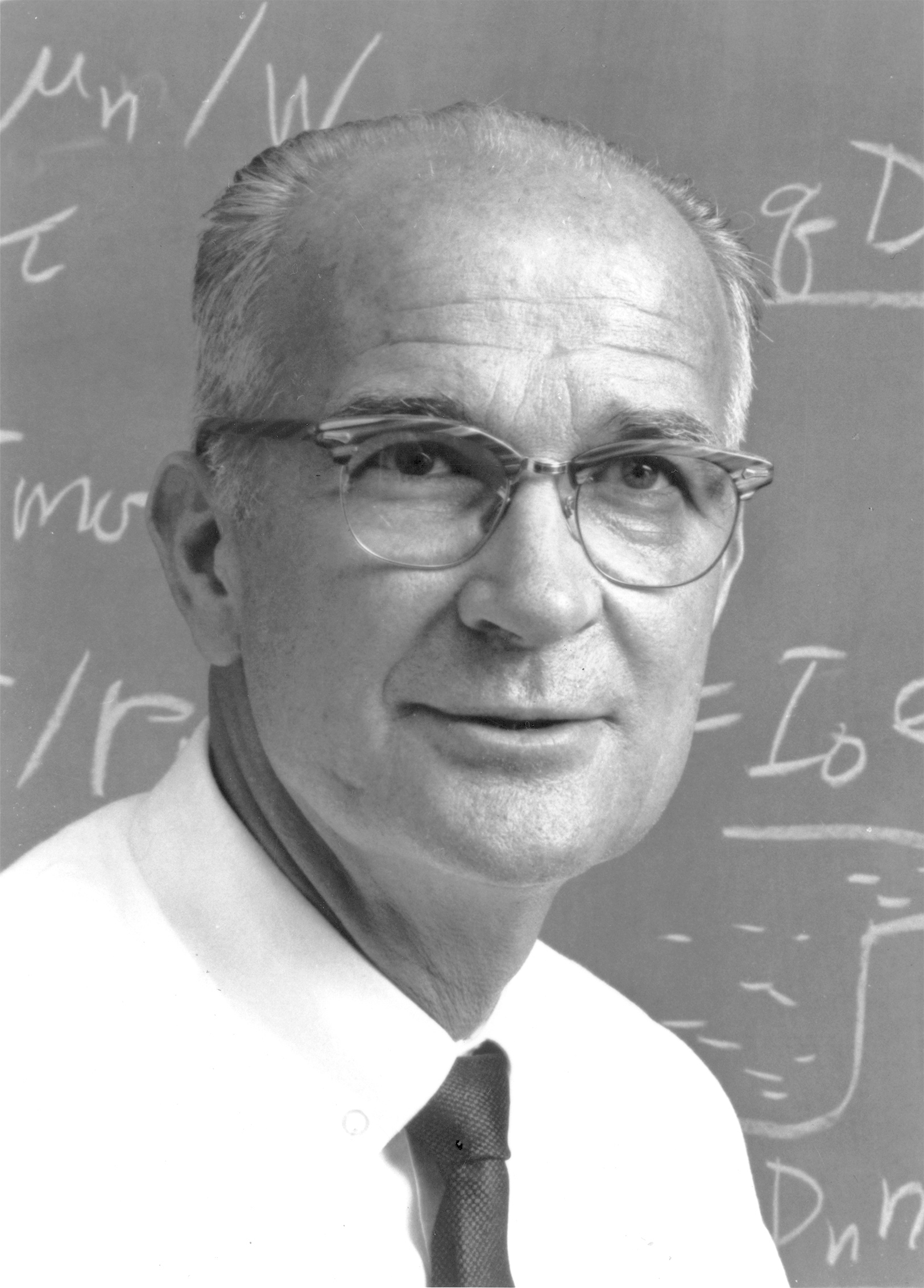
William B. Shockley, 1975

- 12. August: William B. Shockley, US-amerikanischer Physiker und Nobelpreisträger (* 1910)
- 14. August: Robert B. Anderson, US-amerikanischer Geschäftsmann und Politiker (* 1910)
- 15. August: Genda Minoru, japanischer Luftwaffengeneral und Politiker (* 1904)
- 15. August: Heinrich Krone, deutscher Politiker (* 1895)
- 16. August: Jean-Hilaire Aubame, gabunischer Politiker (* 1912)
- 16. August: Amanda Blake, US-amerikanische Schauspielerin (* 1929)
- 18. August: Horst Brasch, stellvertretender Minister für Kultur der DDR (* 1922)
- 20. August: George Adamson, britischer Naturforscher (* 1906)
- 20. August: Syd van der Vyver, südafrikanischer Motorrad- und Automobilrennfahrer (* 1920)
- 21. August: Raul Seixas, brasilianischer Musiker (* 1945)
- 22. August: Alexej von Assaulenko, russisch-ukrainischer Maler (* 1913)
- 22. August: Alexander Jakowlew, sowjetischer Flugzeugkonstrukteur (* 1906)
- 22. August: George Bernard Flahiff, Erzbischof von Winnipeg und Kardinal (* 1905)
- 22. August: Egon Streffer, deutscher Spion (* 1946)
- 23. August: Ronald D. Laing, britischer Psychiater und Mitbegründer der antipsychiatrischen Bewegung (* 1927)
- 24. August: André Carré, französischer Automobilrennfahrer (* 1908)
- 24. August: Otto Dippelhofer, Brigadegeneral im Bundesgrenzschutz (* 1909)
- 24. August: Willem Karel Hendrik Karstens, niederländischer Botaniker (* 1908)
- 25. August: Roman Palester, polnischer Komponist (* 1907)
- 29. August: Sir Peter Markham Scott, britischer Naturforscher und Mitbegründer des World Wildlife Fund (* 1909)
- 29. August: Jakob Keusen, deutscher Musiker und Schlagzeuger (* 1966)
- 31. August: Bruno Francisci, italienischer Automobil- und Motorradrennfahrer (* unbekannt)
- 31. August: Mickey Hawks, US-amerikanischer Rock-’n’-Roll-Musiker (* 1940)

### September

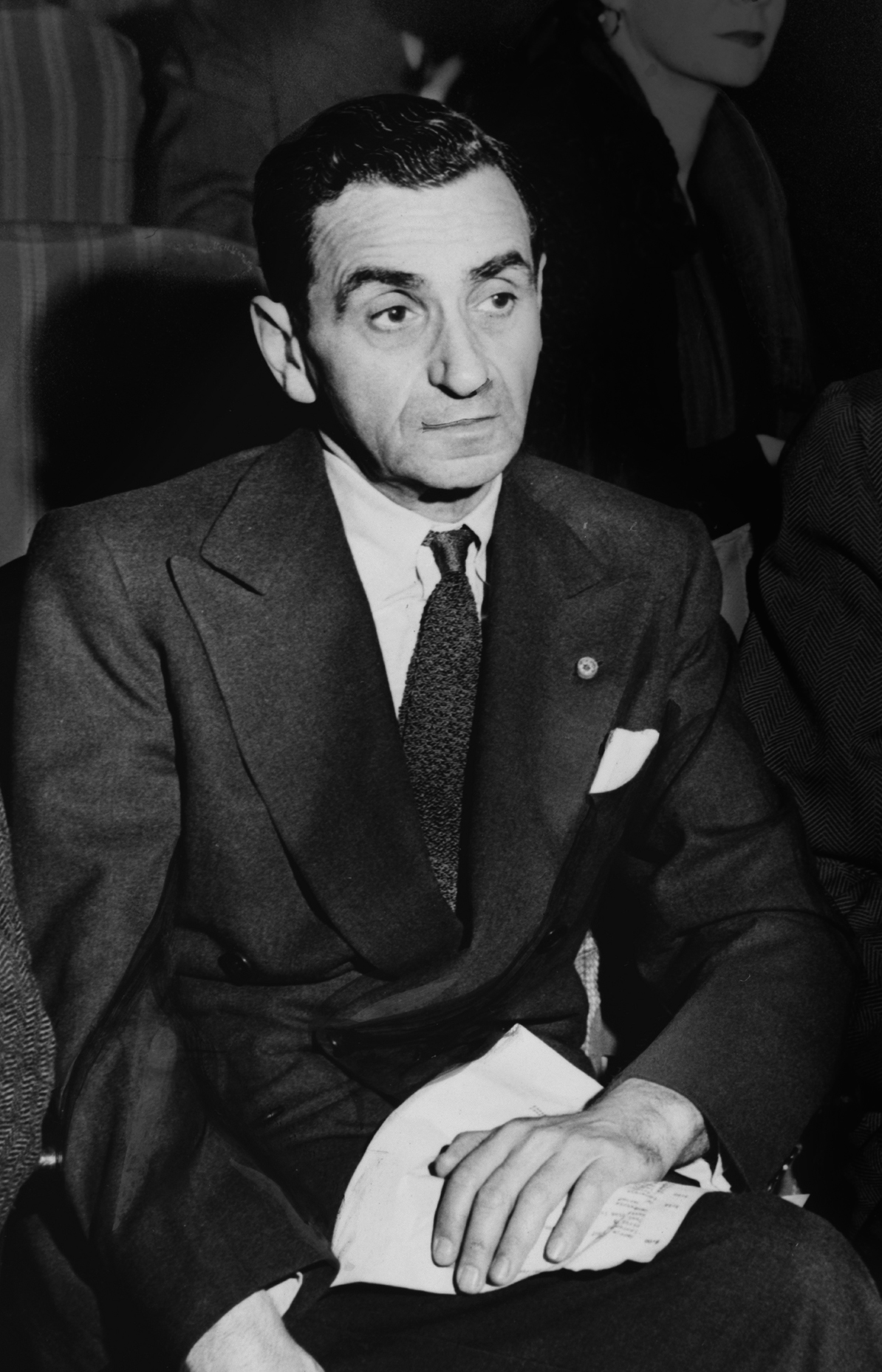
Irving Berlin († 22. September)

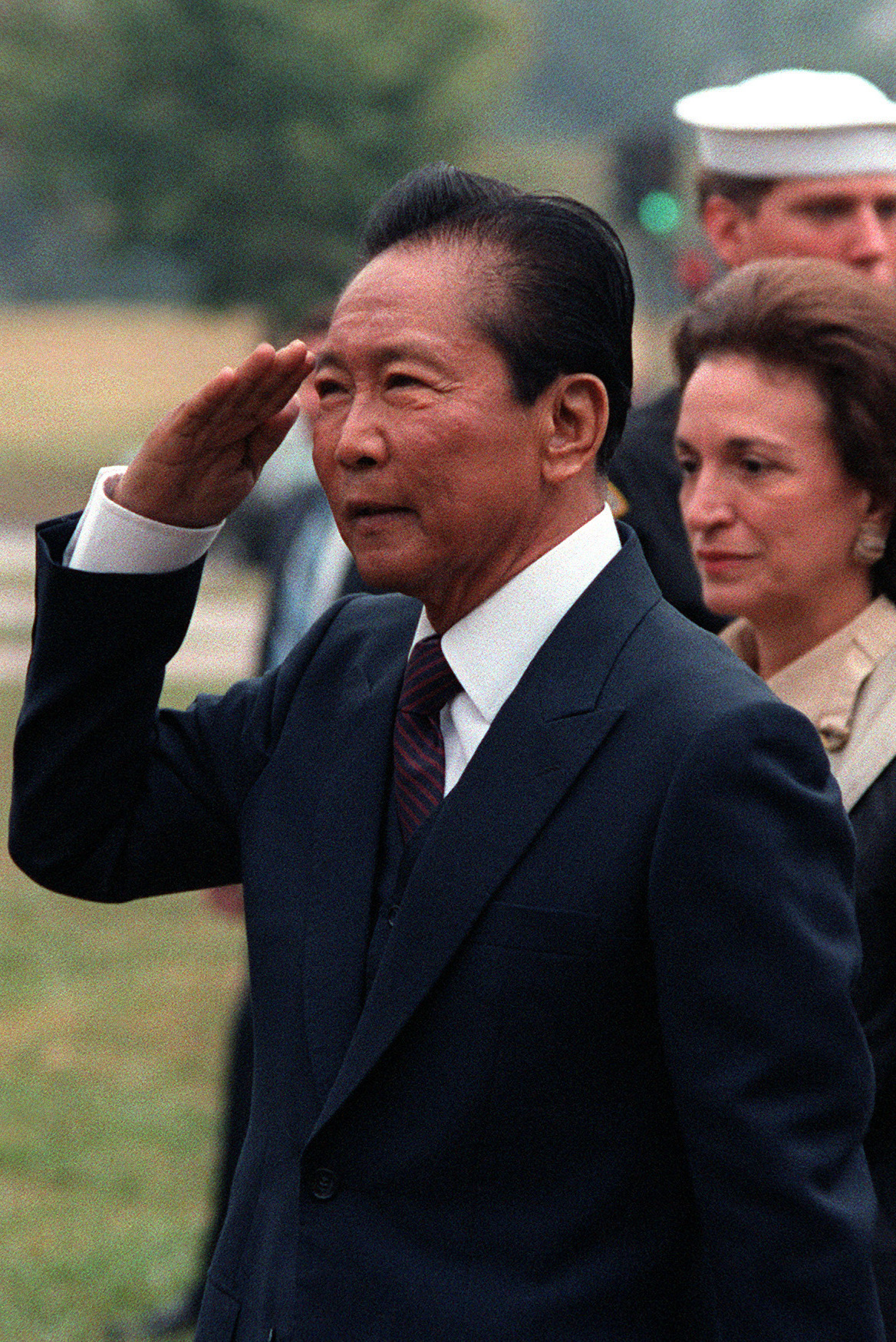
Ferdinand Marcos († 28. September)

- 01. September: Kazimierz Deyna, polnischer Fußballspieler (* 1947)
- 03. September: John Augustine Collins, australischer Marineoffizier (* 1899)
- 03. September: Gaetano Scirea, italienischer Fußballspieler (* 1953)
- 04. September: Colin Clark (Ökonom), britisch-australischer Ökonom (* 1905)
- 04. September: Ronald Syme, neuseeländischer Historiker (* 1903)
- 07. September: Carlos Arévalo, spanischer Regisseur (* 1906)
- 08. September: Vincent Badie, französischer Politiker (* 1902)
- 09. September: Meta Merz, österreichische Schriftstellerin (* 1965)
- 10. September: Dutch Elston, US-amerikanischer American-Football-Spieler (* 1918)
- 10. September: Karl Kollmann, österreichischer Politiker (* 1898)
- 11. September: William Vollery, Schweizer Automobilrennfahrer (* 1949)
- 12. September: Sterjo Spasse, albanischer Schriftsteller (* 1914)
- 13. September: Hermann Andersen, deutscher Politiker (* 1901)
- 13. September: Gilles Andriamahazo, madagassischer General und Präsident (* 1919)
- 13. September: Géza Frid, niederländischer Komponist und Pianist (* 1904)
- 14. September: Dámaso Pérez Prado, kubanischer Musiker und Komponist (* 1916)
- 15. September: Wilhelm Prilipp, deutscher Brigadegeneral (* 1909)
- 15. September: Robert Penn Warren, US-amerikanischer Schriftsteller und Dichter (* 1905)
- 16. September: Bruno Heck, deutscher Politiker (* 1917)
- 16. September: Arno Behrisch, deutscher Politiker (* 1913)
- 16. September: Feliks Rączkowski, polnischer Organist, Komponist und Musikpädagoge (* 1906)
- 18. September: Rudolf Krämer-Badoni, deutscher Schriftsteller (* 1913)
- 20. September: Stig Andersson-Tvilling, schwedischer Eishockeyspieler (* 1928)
- 20. September: Richie Ginther, US-amerikanischer Automobilrennfahrer (* 1930)
- 21. September: Heinz Pöhler, deutscher Politiker (* 1919)
- 22. September: Carl Anderson, US-amerikanischer Szenenbildner (* 1903)
- 22. September: Irving Berlin, US-amerikanischer Komponist (* 1888)
- 23. September: Bradley Kincaid, US-amerikanischer Folk- und Old-Time-Musiker (* 1895)
- 26. September: Lieselotte Berger, deutsche Politikerin (* 1920)
- 27. September: Tanikawa Tetsuzō, japanischer Philosoph (* 1895)
- 28. September: José Arribas, französischer Trainer (* 1921)
- 28. September: Ferdinand Marcos, Präsident der Philippinen (* 1917)
- 28. September: Elise Riesel, österreichisch-sowjetische Sprachwissenschaftlerin (* 1906)
- 30. September: Rudolf Amthauer, deutscher Psychologe (* 1920)
- 30. September: Virgil Thomson, US-amerikanischer Komponist (* 1896)

### Oktober

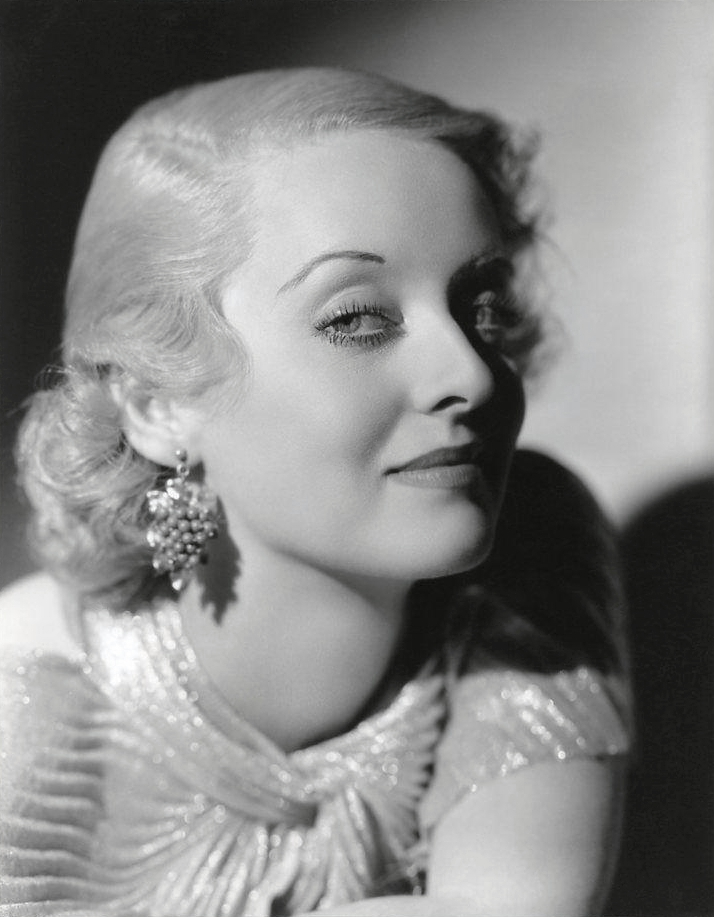
Bette Davis († 6. Oktober)

- 01. Oktober: Eric Ball, englischer Komponist und Dirigent (* 1903)
- 02. Oktober: Cousin Joe, US-amerikanischer Blues-Musiker (* 1907)
- 03. Oktober: Dennis McGee, US-amerikanischer Fiddlespieler und Akkordeonist (* 1893)
- 04. Oktober: Thomas Canning, US-amerikanischer Komponist (* 1911)
- 04. Oktober: Graham Chapman, britischer Schauspieler und Schriftsteller (* 1941)
- 04. Oktober: Félix Quinault, französischer Automobilrennfahrer (* 1906)
- 06. Oktober: Willy Stahl, deutscher Politiker (* 1903)
- 06. Oktober: Bette Davis, US-amerikanische Schauspielerin (* 1908)
- 08. Oktober: Pedro Galindo, mexikanischer Sänger, Komponist, Schauspieler und Filmproduzent (* 1906)
- 09. Oktober: Yusuf Atılgan, türkischer Schriftsteller (* 1921)
- 09. Oktober: Charles H. Parrish Jr., afroamerikanischer Soziologe und Bürgerrechtler (* 1899)
- 10. Oktober: Lionel Audet, kanadischer Weihbischof (* 1908)
- 11. Oktober: Henryk Hubertus Jabłoński, polnischer Komponist und Musikpädagoge (* 1915)
- 11. Oktober: Marion King Hubbert, US-amerikanischer Geologe und Geophysiker (* 1903)
- 12. Oktober: Carmen Cavallaro, US-amerikanischer Musiker und Filmschauspieler (* 1913)
- 13. Oktober: Fred Agabashian, US-amerikanischer Automobilrennfahrer (* 1913)
- 13. Oktober: Merab Kostawa, georgischer Dissident (* 1939)
- 13. Oktober: Günther Ungeheuer, deutscher Schauspieler (* 1925)
- 14. Oktober: Robert Blot, französischer Geiger, Dirigent und Musikpädagoge (* 1907)
- 14. Oktober: Lucy Doraine, ungarischer Stummfilmstar (* 1898)
- 15. Oktober: Danilo Kiš, jugoslawischer Schriftsteller (* 1935)
- 15. Oktober: Michał Rola-Żymierski, polnischer Politiker und Militär (* 1890)
- 16. Oktober: Walter Farley, US-amerikanischer Schriftsteller (* 1915)
- 18. Oktober: Michail Rauchwerger, russischer Komponist (* 1901)
- 20. Oktober: Katharina Heinroth, Leiterin des Berliner Zoos (* 1897)
- 20. Oktober: Daniel Marchand, französischer Automobilrennfahrer (* 1900)
- 22. Oktober: Ewan MacColl, schottischer Autor, Dichter, Schauspieler und Schallplattenproduzent (* 1915)
- 23. Oktober: Henken Widengren, schwedischer Unternehmer und Automobilrennfahrer (* 1910)
- 24. Oktober: Jerzy Kukuczka, polnischer Bergsteiger (* 1948)
- 25. Oktober: Matthias Gleitze, Kommunalpolitiker (* 1902)
- 26. Oktober: Mary Martlew, britisch-schweizerische Schauspielerin (* 1919)
- 26. Oktober: Charles John Pedersen, US-amerikanischer Chemiker und Nobelpreisträger (* 1904)
- 27. Oktober: Heinz Meynhardt, deutscher Verhaltensforscher, Tierfilmer und Sachbuchautor (* 1935)
- 28. Oktober: Kateb Yacine, algerischer Schriftsteller (* 1929)
- 29. Oktober: Roland Anderson, US-amerikanischer Szenenbildner (* 1903)
- 30. Oktober: Aristid Lindenmayer, ungarischer Biologe (* 1925)
- 30. Oktober: Pedro Vargas, mexikanischer Sänger (* 1904)
- 31. Oktober: Conrad Beck, Schweizer Komponist (* 1901)

### November
- 01. November: Heinrich Bredt, deutscher Arzt (* 1906)
- 01. November: Hoimar von Ditfurth, deutscher Schriftsteller und Fernsehmoderator (* 1921)
- 02. November: Inés Arredondo, mexikanische Schriftstellerin (* 1928)
- 02. November: Hermann Bengtson, deutscher Althistoriker (* 1909)
- 04. November: Bohumil Váňa, tschechischer Tischtennisspieler (* 1920)
- 05. November: Vladimir Horowitz, US-amerikanischer Pianist russischer Abstammung (* 1903)
- 07. November: Paula Acker, deutsche Korrespondentin, Redakteurin sowie KPD- und SED-Funktionärin (* 1913)
- 08. November: Margarete Aurin, deutsche Kindergärtnerin (* 1897)
- 09. November: Horst Kretzschmar, deutscher Lehrer und Diplom-Sozialpädagoge (* 1938)
- 10. November: Hans Sommer, Schweizer Lehrer, Heimatforscher und Kulturhistoriker (* 1900)
- 13. November: Franz Josef II., Fürst und Graf von Liechtenstein (* 1906)
- 13. November: Hans-Günther Sohl, deutscher Industriemanager (* 1906)
- 14. November: Wild Bill Davison, US-amerikanischer Jazz-Kornettist (* 1906)
- 14. November: Wilhelm Keilmann, deutscher Pianist, Kapellmeister und Komponist (* 1908)
- 15. November: Georg Heubeck, deutscher Versicherungsmathematiker (* 1911)
- 16. November: Erling Sivertsen, norwegischer Karzinologe und Zoologe (* 1904)
- 17. November: Hans Arnhold, österreichischer Politiker (* 1911)
- 17. November: Conny Wessmann, deutsche Studentin (* 1965)
- 18. November: Freddie Waits, US-amerikanischer Jazz-Schlagzeuger (* 1943)
- 20. November: Leonardo Sciascia, italienischer Schriftsteller (* 1921)
- 21. November: Will Glahé, deutscher Akkordeonist, Komponist und Bandleader (* 1902)
- 21. November: Harvey Hart, US-amerikanischer Filmregisseur und Filmproduzent (* 1928)
- 21. November: Heiko Fischer, Eiskunstläufer (* 1960)
- 23. November: Renate Brockpähler, deutsche Volkskundlerin (* 1927)
- 25. November: Clarence I. Lubin, US-amerikanischer Mathematiker (* 1900)
- 26. November: Frank Zwillinger, österreichischer Schriftsteller (* 1909)
- 27. November: Henry von Prahl, deutscher Insektenforscher (* 1948)
- 29. November: Andreas Alariesto, finnischer Maler (* 1900)
- 29. November: Ann Burton, niederländische Jazzsängerin (* 1933)
- 29. November: Valentina Kameníková, ukrainische Pianistin und Musikpädagogin (* 1930)
- 30. November: Ahmadou Ahidjo, Präsident von Kamerun (* 1924)
- 30. November: Alfred Herrhausen, deutscher Bankmanager (* 1930)
- 30. November: Alexander Malachovsky, deutschsprachiger Schauspieler, Hörspielregisseur und -Sprecher (* 1922)
- 30. November: Gottfried Pohlan, deutscher Motorradrennfahrer (* 1927)

### Dezember
- 01. Dezember: Alvin Ailey, US-amerikanischer Tänzer und Choreograf (* 1931)
- 01. Dezember: Heinz Brendel; deutscher Automobilrennfahrer (* 1915)
- 03. Dezember: Sourou-Migan Apithy, ehemaliger Präsident von Benin (* 1913)
- 03. Dezember: Mario Astorri, italienischer Fußballspieler und -trainer (* 1920)
- 04. Dezember: Bernard Piché, kanadischer Organist, Komponist und Musikpädagoge (* 1908)
- 05. Dezember: Edoardo Amaldi, italienischer Physiker (* 1908)
- 06. Dezember: Sammy Fain, US-amerikanischer Musical- und Filmkomponist (* 1902)
- 06. Dezember: John Payne, US-amerikanischer Schauspieler (* 1912)
- 08. Dezember: Hans Hartung, deutsch-französischer Maler und Grafiker (* 1904)

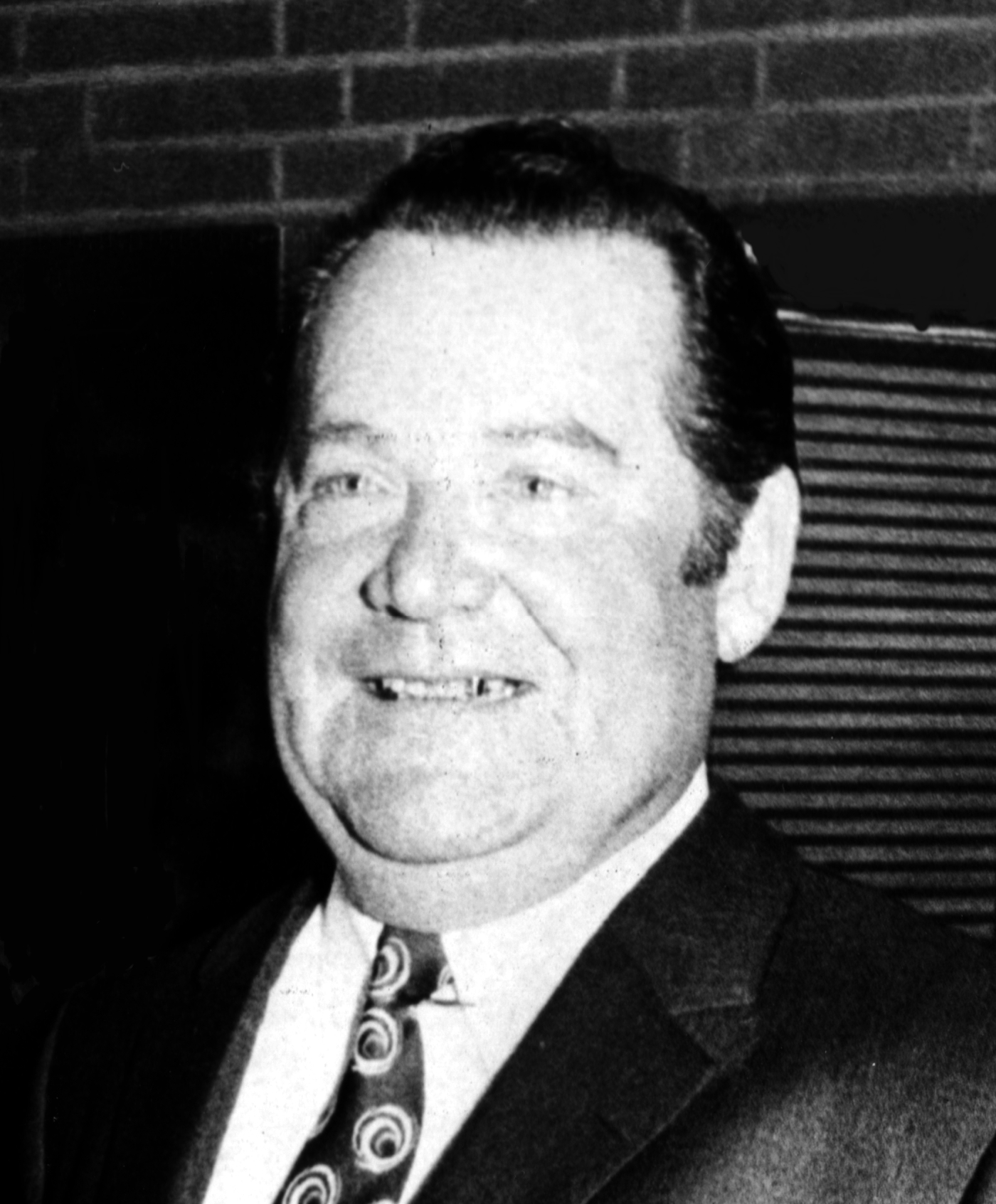
Max Grundig, 1970

- 08. Dezember: Max Grundig, deutscher Unternehmer und Gründer der Grundig AG (* 1908)
- 11. Dezember: Elías Valiña Sampedro, spanischer Pfarrer und Initiator des Jakobsweges (* 1929)
- 12. Dezember: Helen Creighton, kanadische Musikethnologin und Volksliedsammlerin (* 1899)
- 13. Dezember: Robert D. Blue, US-amerikanischer Politiker (* 1898)
- 13. Dezember: Michał Wiłkomirski, polnischer Geiger, Bratschist und Musikpädagoge (* 1902)

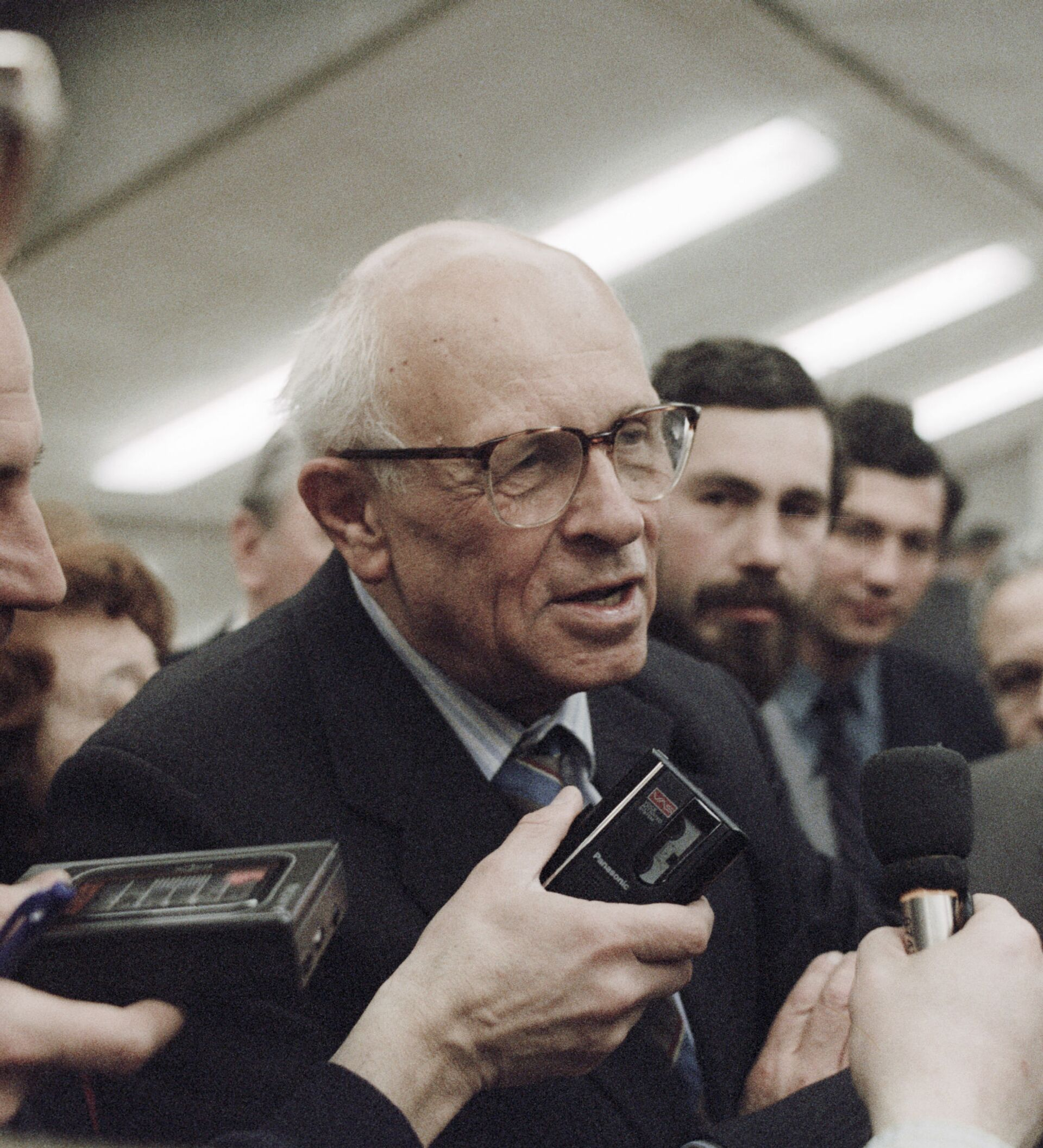
Andrei Sacharow, 1989

- 14. Dezember: Andrei Sacharow, sowjetischer Atomwissenschaftler, Friedensnobelpreisträger (* 1921)
- 14. Dezember: Gerry Healy, trotzkistischer Politiker (* 1913)
- 15. Dezember: Anders Andersson, schwedischer Eishockeyspieler (* 1937)
- 16. Dezember: Emile de Antonio, Regisseur und Produzent von Dokumentarfilmen (* 1919)
- 16. Dezember: Lee Van Cleef, US-amerikanischer Film- und Fernsehschauspieler (* 1925)
- 16. Dezember: Oscar Gálvez, argentinischer Automobilrennfahrer (* 1913)
- 16. Dezember: Silvana Mangano, italienische Schauspielerin (* 1930)
- 16. Dezember: Marjorie Westbury, britische Schauspielerin, Hörspielsprecherin und Sängerin (* 1905)
- 18. Dezember: Bobby Capó, puerto-ricanischer Sänger und Komponist (* 1922)
- 18. Dezember: Hans Helmut Dickow, deutscher Schauspieler (* 1927)
- 18. Dezember: Ruth Nossenheim, dänisch-deutsche Malerin und Bildhauerin (* 1914)
- 19. Dezember: Hans Rettenbacher, österreichischer Bassist und -cellist (* 1939)
- 21. Dezember: Ján Cikker, slowakischer Komponist (* 1911)
- 22. Dezember: Samuel Beckett, irischer Schriftsteller, Literaturnobelpreisträger (* 1906)
- 23. Dezember: Richard Rado, deutscher Mathematiker (* 1906)
- 25. Dezember: Alfred Bohl, deutscher Schauspieler und Synchronsprecher (* 1909)

- 25. Dezember: Nicolae Ceaușescu, kommunistischer Politiker und Staatspräsident (* 1918)
- 25. Dezember: Elena Ceaușescu, rumänische Politikerin und Ehefrau von Nicolae Ceaușescu (* 1916)
- 26. Dezember: Lennox Berkeley, englischer Komponist (* 1903)
- 26. Dezember: Josef de Vries, deutscher Jesuit und Philosoph (* 1898)
- 27. Dezember: Rodney Arismendi, uruguayischer Politiker und marxistischer Theoretiker (* 1913)
- 27. Dezember: Friedrich Kaufhold, Leiter der Berliner Feuerwehr (* 1908)
- 28. Dezember: Hermann Oberth, deutscher Physiker und Raumfahrtpionier (* 1894)
- 28. Dezember: Walter Seuffert, deutscher Jurist und Politiker (* 1907)
- 29. Dezember: Saša Večtomov, tschechischer Cellist (* 1930)
- 30. Dezember: Gerhard Altenbourg, deutscher Maler und Grafiker (* 1926)

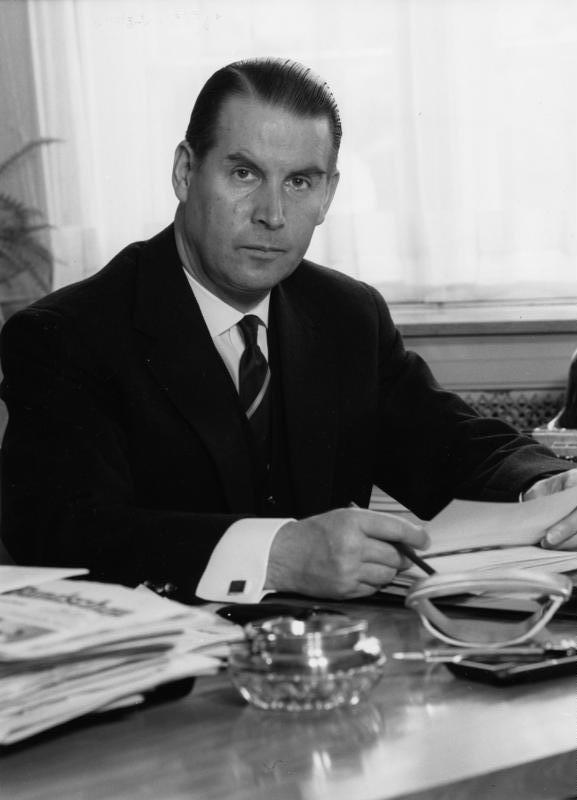
Gerhard Schröder, 1960

- 31. Dezember: Gerhard Schröder, deutscher CDU-Politiker, früherer Bundesminister (* 1910)

### Tag unbekannt
- Hans Apel, deutscher Nationalökonom (* 1895)
- James Chambers, US-amerikanischer Hornist (* 1920)
- Lothar Theodor Hofmann, deutscher politischer Funktionär (* 1903)
- Harald Kaas, deutscher Schriftsteller (* 1940)
- Ninón de Brouwer Lapeiretta, dominikanische Komponistin (* 1907)
- Otto Löhr, deutscher Automobilrennfahrer (* 1900)

## Wissenschaftspreise

### Nobelpreise

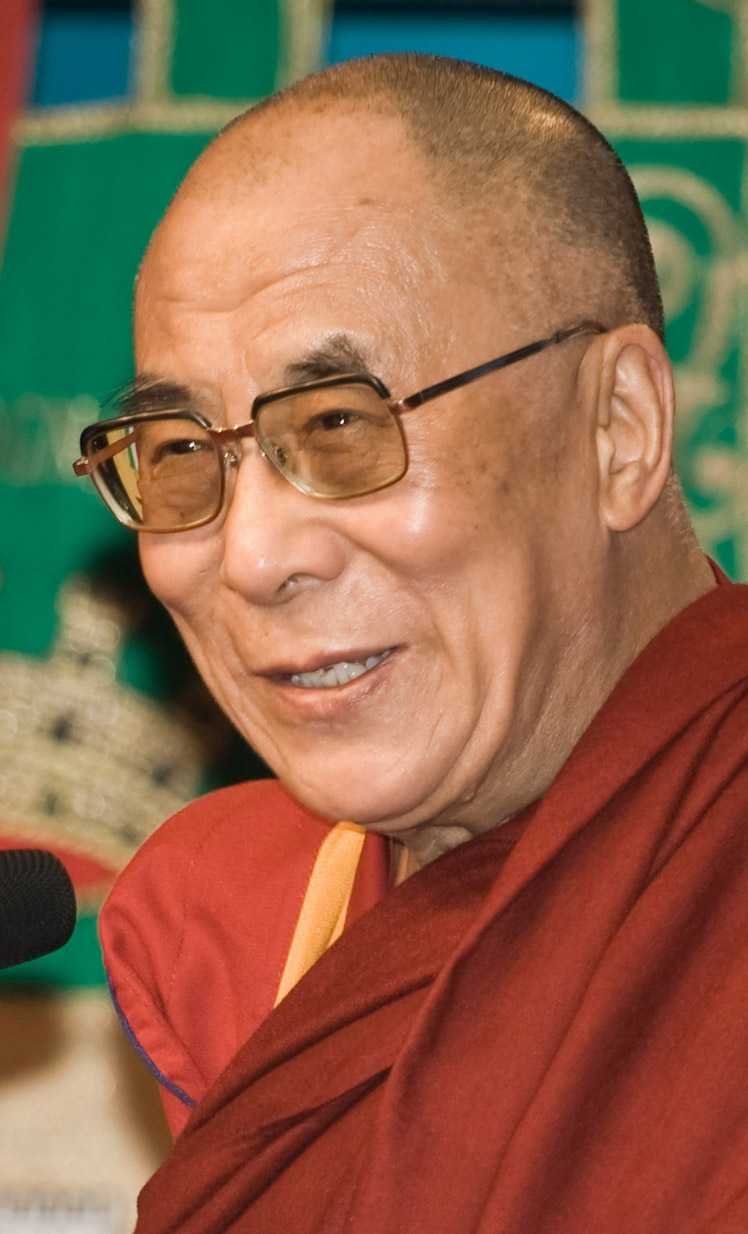
Tendzin Gyatsho, der 14. Dalai Lama

- Physik: Wolfgang Paul, Hans Georg Dehmelt und Norman Foster Ramsey
- Chemie: Sidney Altman und Thomas R. Cech
- Medizin: J. Michael Bishop und Harold E. Varmus
- Literatur: Camilo José Cela
- Friedensnobelpreis: Tendzin Gyatsho
- Wirtschaftswissenschaft: Trygve Haavelmo

### Turing Award
- William Kahan, für Numerische Mathematik, insbesondere Gleitkommaberechnungen, mit der Entwicklung und Propagierung der Standards IEEE 754 und IEEE 854